# Wilnsdorf
Wilnsdorf ist eine Gemeinde im zum Regierungsbezirk Arnsberg gehörenden Kreis Siegen-Wittgenstein im Land Nordrhein-Westfalen. Sie entstand 1969 aufgrund der kommunalen Gebietsreform aus den sieben Gemeinden des Amtes Wilnsdorf und vier Gemeinden des Amtes Netphen. Heute leben in der Flächengemeinde Wilnsdorf mit 11 Ortsteilen 20.512 Einwohner; der Kernort Wilnsdorf ist mit 3.286 Bewohnern das Zentrum. Sie ist die größte Gemeinde und die viertgrößte Kommune im Kreis nach Siegen (102.355 Einwohner), Kreuztal (31.500 Einwohner) und Netphen (23.393 Einwohner).
Wilnsdorf wurde 1185 unter dem Namen Willelmesdorf erstmals urkundlich erwähnt und war 1461 mit 150 Einwohnern die zweitgrößte Gemeinde im Siegerland. Bis um 1600 war der Ort Sitz der Herren von Wilnsdorf, die bis 1233 in der Burg Wilnsdorf lebten. Diese wurde im Ketzergericht durch Konrad von Marburg zerstört. Die evangelische Kirche steht auf ihren Grundmauern.
Seit 1967 ist die Gemeinde an die Autobahn 45, genannt Sauerlandlinie, mit einer eigenen Anschlussstelle angebunden. Seitdem wuchs die Zahl der Arbeitsplätze und auch die der Einwohner stark an. Seit einigen Jahren ist die Einwohnerzahl rückläufig.

## Geografie

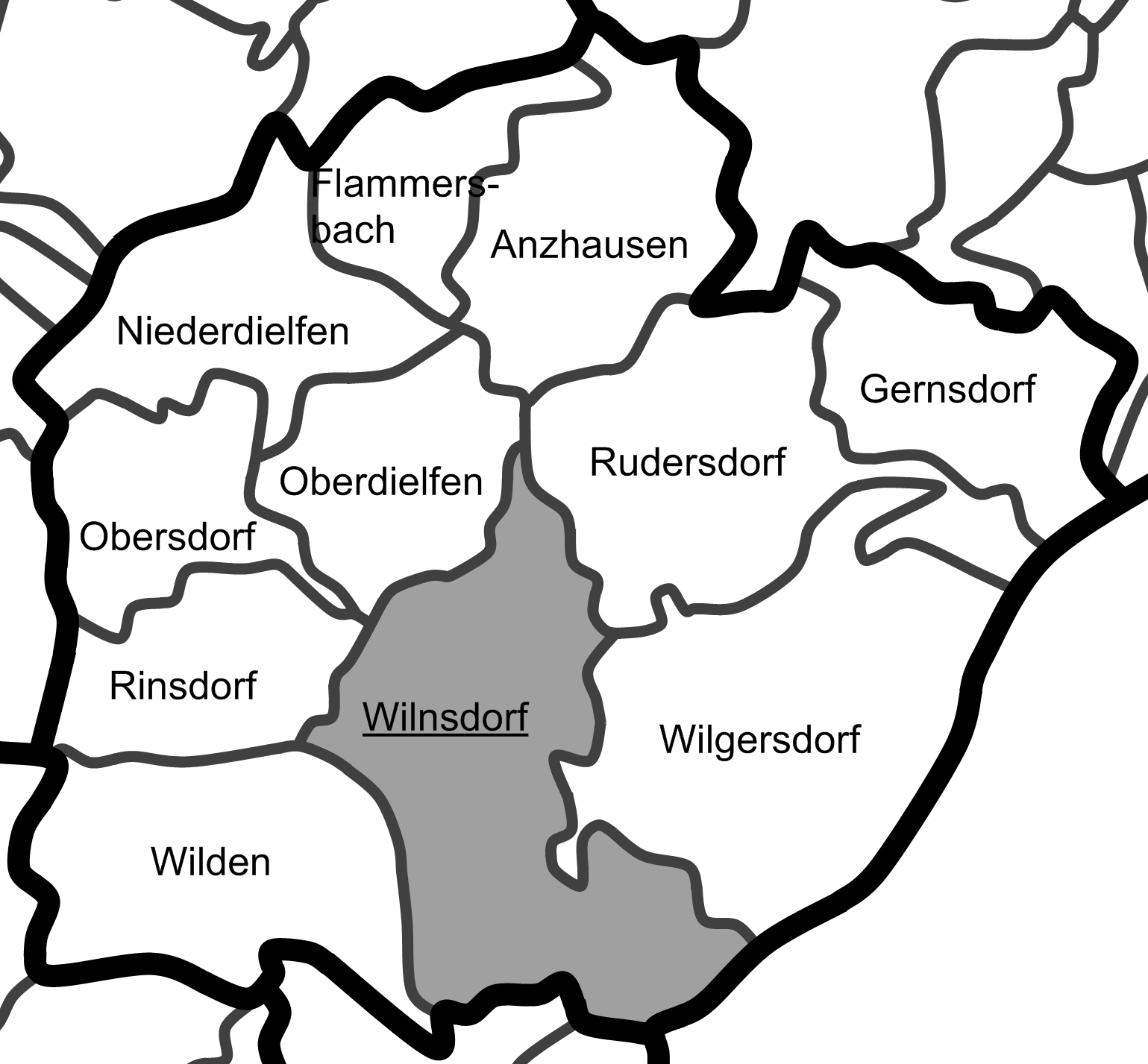
Lage des Ortes Wilnsdorf innerhalb der Gemeinde Wilnsdorf

### Geografische Lage
Wilnsdorf liegt in den südlichen Ausläufern des Rothaargebirges etwa neun Kilometer (Luftlinie) südöstlich von Siegen. Die Landschaft im südlichen Siegerland ist geprägt von Nadelwäldern als Hauberg und von der Landwirtschaft, meist als Wiesenbearbeitung, da sich großflächiger Ackerbau durch den felsigen Untergrund und die teilweise recht steilen Hänge nicht lohnt. Das Gemeindegebiet ist durch die historische Entwicklung in mehrere Talabschnitte unterteilt. Das Tal der Weiß bildet den größten Teil, der sich vom Südosten nach Norden und nordwestlich des Gebietes erstreckt. Wilnsdorf selbst liegt im Heckenbachtal, das sich südlich des Weißtales vom Süden bis zum Westen des Gemeindegebietes erstreckt. In der südwestlichen Ecke befindet sich das Wildebachtal.

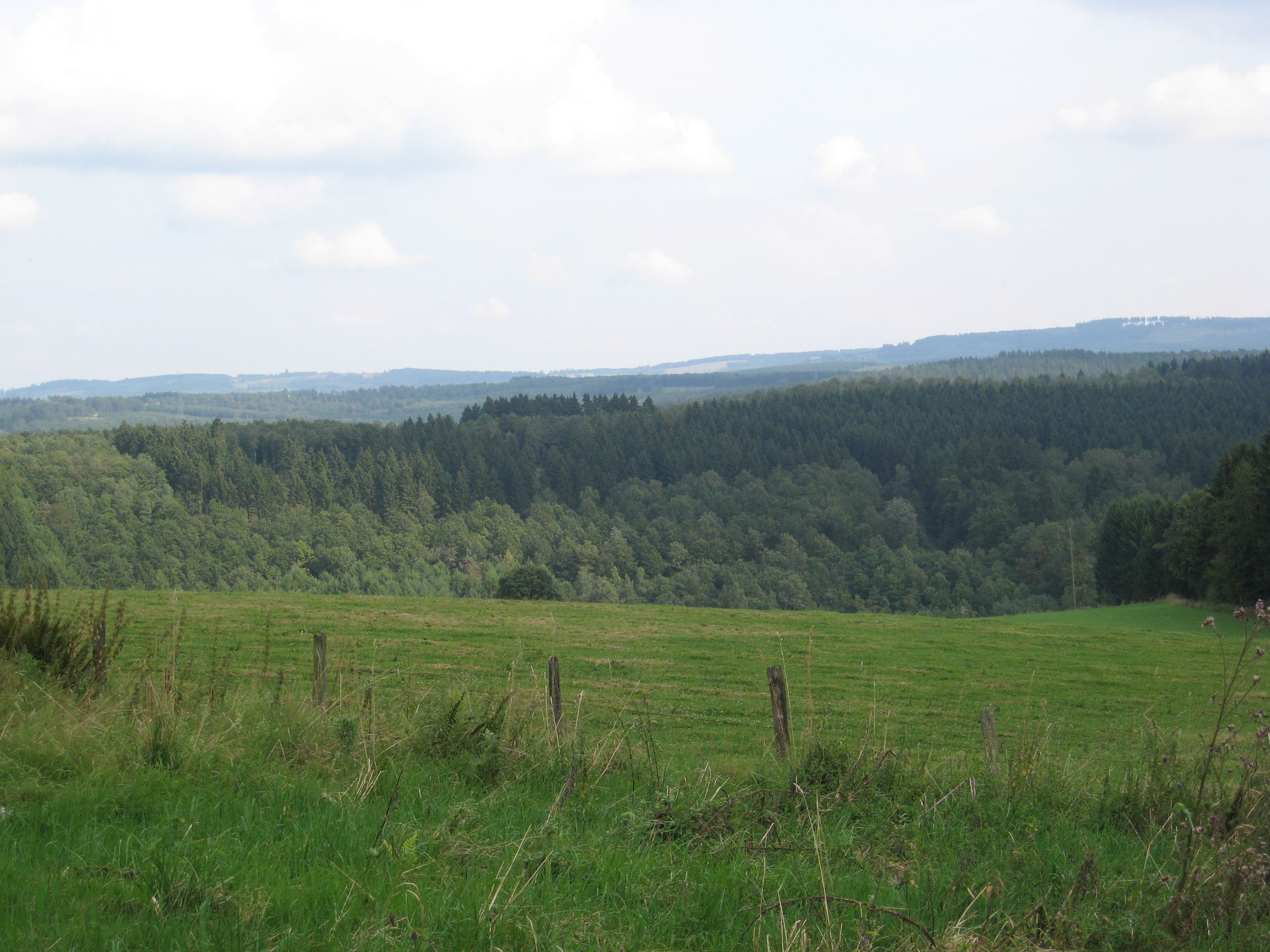
Blick vom Rödgen über den Bösenberg in Richtung Osten

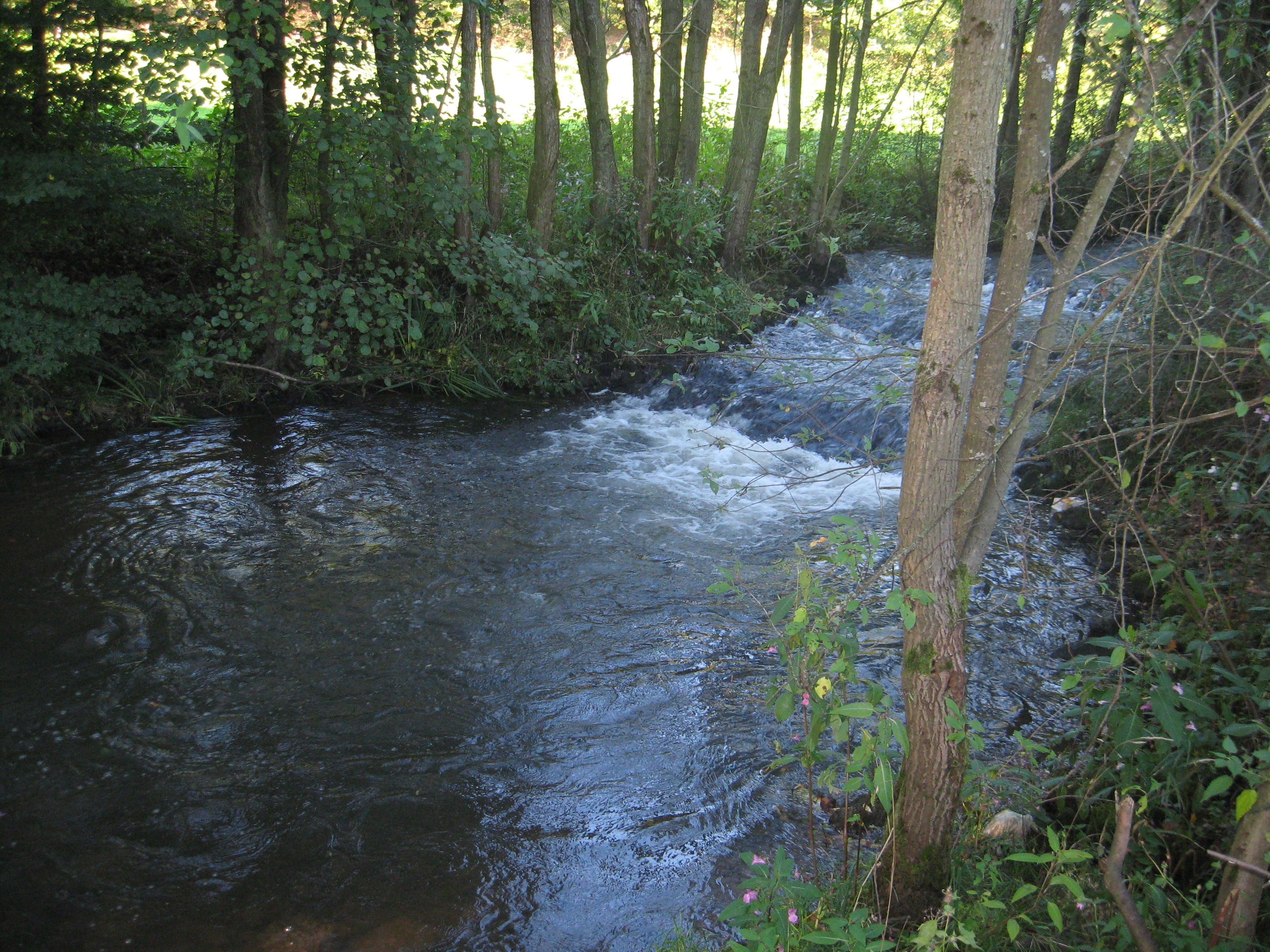
Die Weiß bei Niederdielfen

Die Wilnsdorfer Orte im Weißtal gehörten bis auf Niederdielfen, Oberdielfen und Wilgersdorf (Amt Wilnsdorf) bis 1969 zum Amt Netphen. Die Weiß entspringt südlich des Ortsteils Wilgersdorf auf einer Höhe von 493 m. Nordöstlich von Wilgersdorf liegt mit Gernsdorf im Bichelbachtal, einem Seitental der Weiß, der östlichste Wilnsdorfer Ortsteil. In Rudersdorf, westlich von Gernsdorf, mündet der Bichelbach in die Weiß. Die Orte liegen auf einer Höhe zwischen 330 und 470 m. Südlich von Wilgersdorf ist die Kalteiche die Wasserscheide zwischen der Weiß im Norden und Nordosten, des Eisern- oder Heckenbachs im Nordwesten und Westen und des Wildebachs im Südwesten. Der Berg ist mit 579,3 m Höhe der höchste Punkt im Gemeindegebiet. Der Bergrücken der Kalteiche mit der Tiefenrother Höhe (552,3 m) bildet die südliche und südöstliche Gemeindegrenze und gleichzeitig die Landesgrenze zwischen Hessen und Nordrhein-Westfalen. Nordöstlich schließt sich an den Bergrücken die Haincher Höhe (bis zu 606 m) an. Im weiteren Verlauf des Weißtales liegen Anzhausen und westlich davon Flammersbach. Letzteres liegt größtenteils im Flammersbachtal nördlich der Weiß und ist der nördlichste Ortsteil von Wilnsdorf. Der Hundsberg (384,8 m), der Hohe Roth (484 m), der Haferhain (503,5 m) und der Pfarrbergskopf (512,9 m) begrenzen das Gemeindegebiet im Norden. Südwestlich von Flammersbach liegt Niederdielfen, wo die Dielfe in die Weiß mündet. Die Dielfe entspringt am Fuß des Höhwäldchens zwischen Oberdielfen und Wilnsdorf und fließt nördlich durch Ober- in Richtung Niederdielfen. Auf etwa 275 m Höhe, dem niedrigsten Punkt im Gemeindegebiet, verlässt die Weiß am Ortsausgang nordwestlich von Niederdielfen die Gemeinde Wilnsdorf und mündet in Siegen-Mitte in die Sieg. Berge südlich der Weiß sowie rechts und links der Dielfe sind der Bösenberg mit 388,1 m oder der Harborn mit 417,6 m.
Der Heckenbach entspringt auf etwa 468 m Höhe südöstlich von Wilnsdorf am 497,4 m hohen Kalteiche-Ausläufer Rinsberg zwischen der Kalteiche und dem Ort Wilnsdorf und fließt nordwestlich durch Wilnsdorf. Der zweite Ort im Heckenbachtal ist Rinsdorf, der am westlichsten gelegene Ortsteil. Auf etwa 289 m Höhe verlässt der Heckenbach Wilnsdorfer Gemeindegebiet und wird ab dem Ort Eisern Eisernbach genannt. In Eisern mündet mit der Obersdorf der längste Zufluss des Eisernbaches. Er entspringt in der Nähe des gleichnamigen Ortes, der sich vom Ende des Obersdorftales zusammen mit Rödgen bis auf die Höhe zwischen Dielfen und Obersdorf hinzieht. Bis 2010 wurden weite Teile des Heckenbachtales renaturiert. Berge in diesem Gebiet sind der Hemmersberg mit 466,8 m Höhe auf der Grenze zu Wilgersdorf, der Elkersberg (443,5 m) und der zur Großen Rausche führende Bergrücken. Sie bilden die Grenze zum Wildebachtal im Süden. Der 430 m hohe Astenberg grenzt nördlich an das Dielfetal. Der Höhenzug um Homberg und Kneling bildet die westliche Grenze des Gemeindegebietes. Nordöstlich davon liegt der Grimberg, der einen Teil der Grenze zu Kaan-Marienborn bildet.

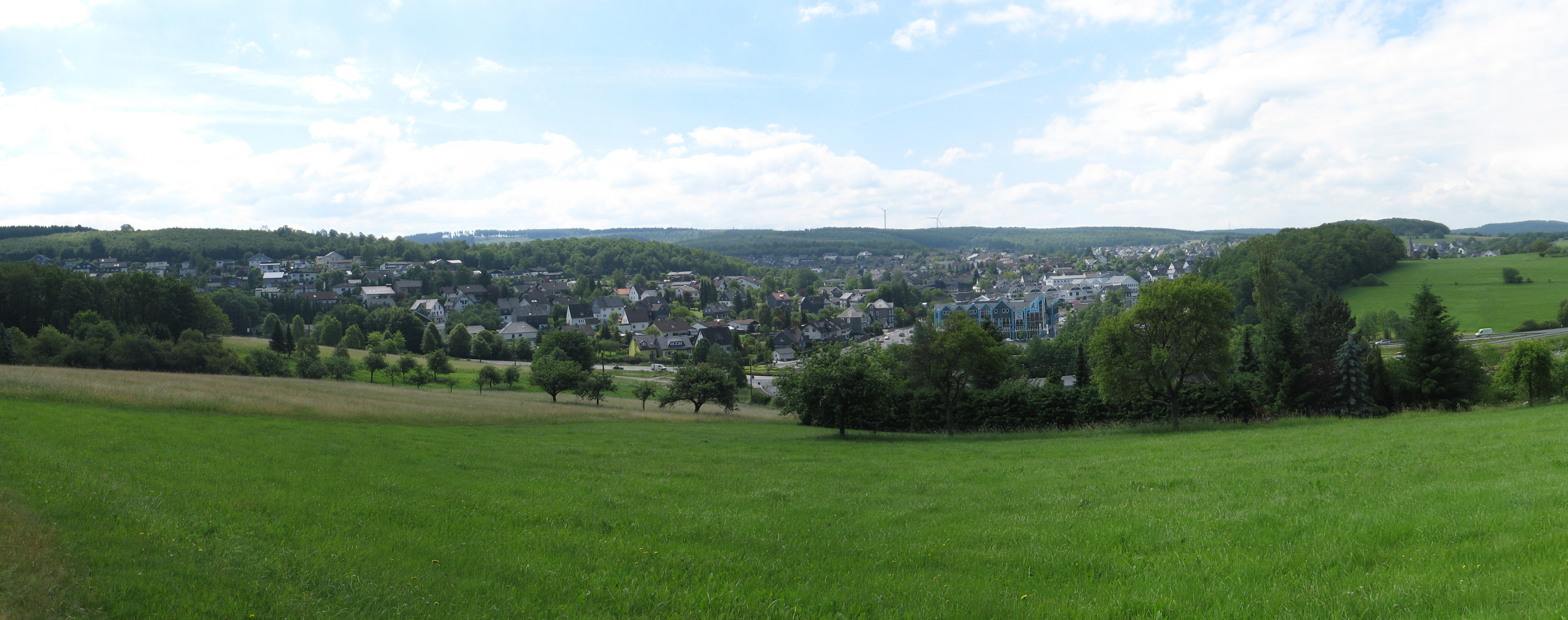
Wilnsdorf, von der „Höhe“ her gesehen

Der Wildebach entspringt westlich der Kalteiche, nur knapp einen halben Kilometer von der südlichen Gemeindegrenze entfernt. Sein größter Zufluss, der Wiebelhäuser Bach, entspringt südlich der Kalteiche und fließt teilweise auf Gilsbacher und Würgendorfer Ortsgebiet. Das Wildebachtal zieht sich erst nördlich und dann westlich hin. Der Wildebach verlässt das Gemeindegebiet auf 297 m Höhe in der südwestlichen Ecke des Gemeindegebietes in Richtung Salchendorf und Neunkirchen. Begrenzt wird das Tal nach Norden vom Elkersberg und dem anschließenden Bergrücken bis zur Kleinen Rausche auf der Grenze zu Salchendorf. Im Süden bildet der Bautenberg und der auslaufende Bergrücken des Rassberges die Gemeindegrenze zu Burbach, in Richtung Heckenbach ist der Wildenberg die Grenze. An den Bergrücken Kalteiche schließt sich südwestlich Die Höh mit bis zu 598 m Höhe bei Burbach an, die das Bindeglied vom Rothaargebirge im Norden zum Westerwald im Süden darstellt.
Die Gemarkung des Ortsteiles Wilnsdorf ist 11,43 Quadratkilometer groß und nach Wilgersdorf mit 11,54 Quadratkilometern die zweitgrößte der Gemeinde. Sie reicht vom Süden des Gemeindegebietes an der Grenze zur Gemeinde Burbach bis zu Anzhausen in den nördlichen Teil und hat ihre größte Ausdehnung mit 6,35 Kilometern von Süden nach Norden und mit 4,35 Kilometern von Westen nach Osten. Die Gemarkungsgrenze ist 22,65 Kilometer lang und grenzt an die Nachbarorte Wilgersdorf mit 5,31 Kilometer, Wilden mit 4,31 Kilometer, Oberdielfen mit 3,06 Kilometer, Rinsdorf mit 1,87 Kilometer, Rudersdorf mit 2,92 Kilometer, Anzhausen mit 0,72 Kilometer, Gilsbach mit 1,83 Kilometer und Würgendorf mit 1,07 Kilometer sowie den Lahn-Dill-Kreis mit 1,56 Kilometer Länge. Im südlichen Teil der Gemarkung, die nach Osten abknickt und dort südlich von Wilgersdorf liegt, befinden sich der Wildenberg und das Massiv der Kalteiche mit Löhrsberg und Rinsberg, wobei letzterer zum Teil auf Wilgersdorfer Gemarkung liegt. Zwischen dem Ort und der Grenze zu Wilgersdorf befindet sich, bereits im nördlichen Teil der Gemarkung, der Berg Hohenroth, nördlich davon liegen die Höhen des Höhwäldchens. Der höchste Punkt der Gemarkung ist die Kalteiche mit 579,9 m Höhe, der tiefste ist der Grenzpunkt im Heckenbachtal in Richtung Rinsdorf mit 327 m. Die mittlere Höhe beträgt knapp 420 m ü. NN. Der bebaute Ort Wilnsdorf selbst liegt auf einer Höhe zwischen 350 und 420 m.

### Geologie
Wilnsdorf liegt in den Ausläufern des Rothaargebirges als Teil des Rheinischen Schiefergebirges im sogenannten Siegener Sattel. Das Gebirge im Siegerland besteht aus verschiedenen Schiefersorten, Grauwacke und teilweise Basalt (z. B. am Astenberg). Südwestlich schließen sich teilweise schon die Gebirgszüge des Westerwaldes an.

### Ausdehnung des Gemeindegebiets
| Flächenverteilung der Gemeinde Wilnsdorf | Flächenverteilung der Gemeinde Wilnsdorf | Flächenverteilung der Gemeinde Wilnsdorf |
| Gebiet                                   | Prozent                                  | Fläche                                   |
| ---------------------------------------- | ---------------------------------------- | ---------------------------------------- |
| Waldfläche                               | 58,68 %                                  | 42,25 km²                                |
| landwirtschaftliche Fläche               | 22,54 %                                  | 16,23 km²                                |
| Gebäude- und Freiflächen                 | 09,18 %                                  | 06,61 km²                                |
| Verkehrsfläche                           | 08,05 %                                  | 05,80 km²                                |
| Erholungsfläche                          | 00,54 %                                  | 00,39 km²                                |
| Wasserfläche                             | 00,34 %                                  | 00,24 km²                                |
| Betriebsfläche                           | 00,32 %                                  | 00,23 km²                                |
| Andere Flächen                           | 00,35 %                                  | 00,25 km²                                |
| Gesamtfläche                             | Gesamtfläche                             | 72,00 km²                                |

Das Gemeindegebiet von Wilnsdorf erstreckt sich im Nordwesten bis zum Grimberg nordwestlich von Niederdielfen. Es zieht sich dort östlich über die Höhen nördlich von Flammersbach und Anzhausen. Zwischen Anzhausen und Rudersdorf verläuft die Grenze in einer Spitze in Richtung Wilnsdorf. Im Nordosten verläuft die Grenze über die Höhe, die das Werthenbachtal vom Weißtal trennt, bis in den äußersten Osten des Gemeindegebietes und von dort gemeinsam mit der Grenze des Bundeslandes in Richtung Südwesten über die Tiefenrother Höhe bis südlich von der Kalteiche und von dort in Richtung Westen. Sie schneidet mehrmals das Tal des Wiebelhäuser Baches und verläuft dann über Bautenberg und durch das Wildebachtal über die Höhe der Rausche. Von dort aus schneidet sie das Heckenbachtal und die Täler von Obersdorfbach und Leimbach und verläuft über die ehemalige Müllhalde im Fludersbachtal und den Grimberg zurück nach Niederdielfen.
Die Gesamtfläche des Gemeindegebietes beträgt 72,07 Quadratkilometer. Davon sind knapp 59 % Wald, im Vergleich zum Kreisdurchschnitt 5 Prozentpunkte weniger. Die landwirtschaftlich genutzte Fläche beträgt mit knapp 22,5 % fast 4 Prozentpunkte mehr als der Kreisdurchschnitt. Auch die bebauten Flächen und die Verkehrsflächen sind mit 9,2 % und 8,1 % größer als der Durchschnitt im Kreis Siegen-Wittgenstein (7,9 % und 6,4 %).

### Nachbargemeinden
Nachbargemeinden oder -städte von Wilnsdorf im Kreis Siegen-Wittgenstein sind Siegen im Westen und Nordwesten, Netphen im Norden und Nordosten, Burbach im Süden und Neunkirchen im Südwesten. Haiger aus dem hessischen Lahn-Dill-Kreis liegt südöstlich der Gemeinde.

### Gemeindegliederung

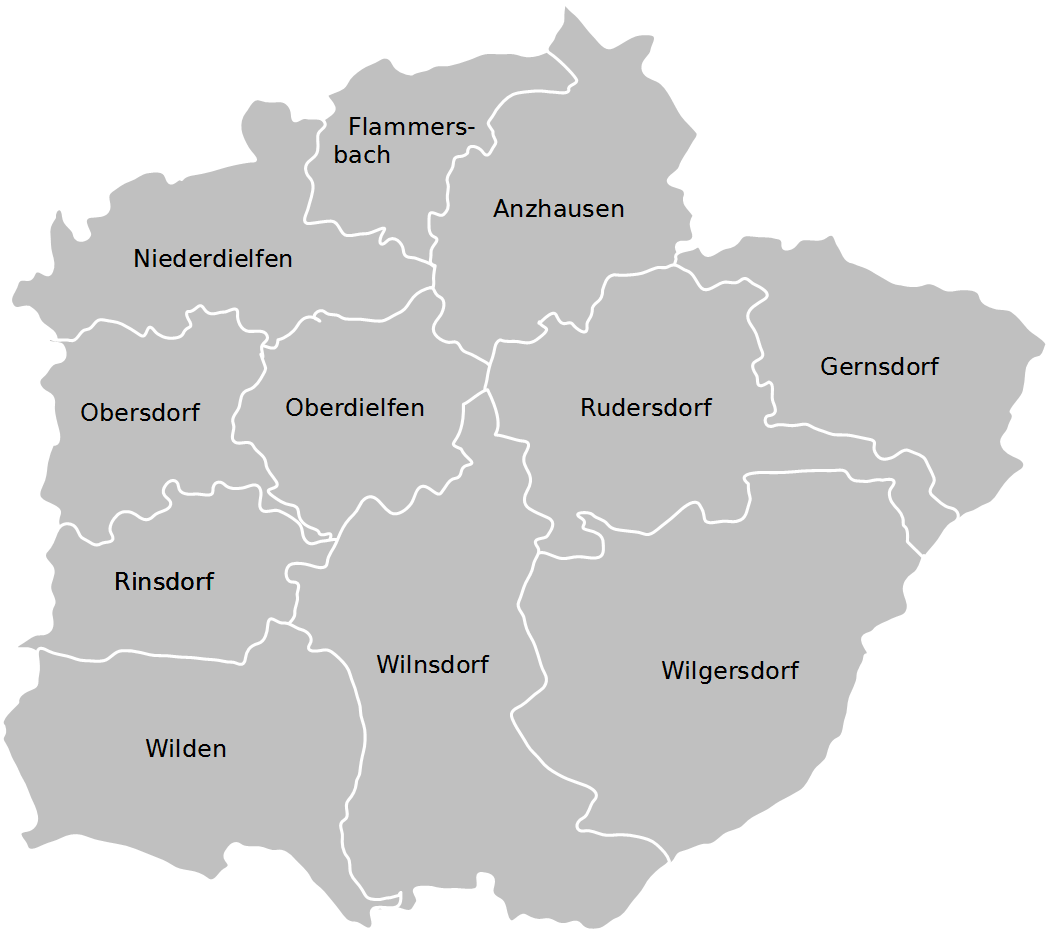
Politische Gliederung der Gemeinde Wilnsdorf

Wilnsdorf teilt sich in elf Ortsteile auf:
| - Anzhausen - Flammersbach - Gernsdorf - Niederdielfen | - Oberdielfen - Obersdorf - Rinsdorf - Rudersdorf | - Wilden - Wilgersdorf - Wilnsdorf |

### Klima
Das Klima im Gemeindegebiet wird vorwiegend durch südwestliche bis westliche Winde und die Höhenlage in den Ausläufern des Rothaargebirges bestimmt. Häufige starke Bewölkung ergibt für das Siegerland typische hohe Niederschlagsmengen und recht niedrige Temperaturen. Der Niederschlag beträgt zirka 1000 Millimeter auf den Höhen der Kalteiche und gemessene 912 Millimeter pro Jahr im Ortsgebiet. Im Zeitraum von 1881 bis 1930 wurde eine mittlere Jahrestemperatur von 7,1 °C gemessen. Im Winter 1929 erreichte eine Kältewelle mit bis zu −25 °C den Ort.

### Naturschutzgebiete
Die Gemeinde Wilnsdorf verfügt über fünf Naturschutzgebiete (NSG):
- NSG Gernsdorfer Weidekämpe (102,1 ha) bei Gernsdorf, seit dem 27. September 1989.[14] Das Gebiet liegt am Talende des Bichelbaches und an einem von Süden nach Norden fließenden Nebenbach an der Grenze zu Irmgarteichen. Das Gebiet wurde zur Erhaltung eines landwirtschaftlich extensiv genutzten Muldentales als Lebensstätte für viele teils gefährdeter Tier-, Pflanzenarten und Lebensgemeinschaften unter Schutz gestellt.
- NSG Weißbachtal (79,01 ha) zwischen Wilgersdorf und Rudersdorf, seit dem 17. Februar 1988.[15] Das Schutzgebiet umfasst einen großen Teil des Weißtales zwischen Wilgersdorf und Rudersdorf, das an dieser Stelle von keiner größeren Straße durchschnitten wird. Das Gebiet ist zum Schutz von gefährdeten Pflanzen- und Tierarten auf mageren Mähwiesen/-weiden und Feuchtgrünlandbereichen angelegt worden.
- NSG Wildebachtal (20,58 ha) zwischen Wilden und Salchendorf, seit dem 18. September 1990.[16] Das Gebiet liegt im Wildebachtal, grenzt an Wilden und befindet sich größtenteils auf Salchendorfer Gebiet. Der Wildener Anteil beträgt nur knapp 5 Hektar.[17] Das Schutzgebiet wurde angelegt, um die typischen Pflanzen- und Tierarten eines landwirtschaftlich extensiv genutzten Tales, beispielsweise Waldbinsen-, Waldsimsen- und Sumpfdotterblumenwiesen zu schützen und zu erhalten.
- NSG Oberes Langenbachtal (17,73 ha) bei Rudersdorf, seit dem 17. Februar 1988.[18] Das Gebiet liegt südöstlich von Rudersdorf und südlich des Bichelbaches in einem kleinen Seitental. Auf dem Schutzgebiet befindet sich ein schützenswerter Erlen-Eschen-Weichholz-Auenwald, die Tier- und Pflanzenwelt im Wald und in den Grünlandbereichen sind zudem schützenswert.
- NSG Ehemalige Grube Neue Hoffnung (3,93 ha) zwischen Wilnsdorf und Wilgersdorf, seit dem 1. Juni 1968.[19] Das Naturschutzgebiet besteht größtenteils aus dem Gelände der ehemaligen Grube. Es besteht aus einem ca. 2,8 ha großes Waldstück und einer ca. 1,2 ha große Haldenfläche der ehemaligen Grube.[17] Das Gebiet schafft den Lebensraum für zahlreiche trockenheits- und wärmeliebende Tierarten und beherbergt eine große Anzahl zu schützender Pflanzen.

## Geschichte

### Besiedlung
Der Wilnsdorfer Raum war erstmals in der Latènezeit besiedelt. Verschiedene Bodenfunde und Verhüttungsstätten aus der Zeit um Christi Geburt zeugen von den Kelten, andere Funde von der Verhüttung und dem Eisengewerbe im Mittelalter zwischen dem 10. und 13. Jahrhundert. Die endgültige Besiedlung im Ortsgebiet fand in der „Fränkischen Ausbauperiode“ zwischen 800 und 950 nach Christi Geburt statt.
Der Ort Wilnsdorf wurde am 24. Oktober 1185 unter dem Namen Willelmesdorf erstmals urkundlich erwähnt. Ein „Hermannus de Willelmesdorf“ wird in der Urkunde als Zeuge bei einer Stiftung König Heinrichs VI. genannt. Daneben ist auch noch der Name Wielandisdorf überliefert, der auf der Legende basiert, dass in der Nähe des Ortes der sagenumwobene Schmied Wieland gelebt haben soll. Im Laufe der Zeit hat sich auch der Ortsname Wilnsdorfs weiter entwickelt, es gab zahlreiche verschiedene Schreibweisen, bis 1542 die heutige Schreibweise Wilnsdorf erstmals genannt wurde. Die meistgenannten waren Willandisdorf zwischen 1257 und 1340 und Wilnstorff zwischen 1451 und 1636. 1728 wurde der Ort Weiland 6. Dorff genannt, weil ein Schreiber das s in Weilandsdorf als die Zahl 6 gedeutet hatte.
In der Wilnsdorfer Gemarkung gab es mehrere Höfe und Siedlungen außerhalb des eigentlichen Ortes. Der größte Hof war der Dückerhof. Urkundlich erwähnt wurde er erst 1563, allerdings wird in der Heimatliteratur vermutet, dass er schon zu den in Urkunden von 1340 und 1479 genannten Höfen gehörte. Weitere Höfe waren:
- Hof Einsiedel, erste Erwähnung 1579
- Wildehof, ist wahrscheinlich schon im 14. oder 15. Jahrhundert eingegangen.
- Keppelhof, erste Erwähnung 1249/1277
- Donnershof, erste Erwähnung eines Hofes 1479. Güter des Hofes wurden allerdings bereits 1339 erwähnt, der Name ist seit dem Tod von Dietrich Donner von Lahrheim 1501 bekannt.
- Bereits 1349 wurde eine Wilnsdorfer Mühle genannt.[24]

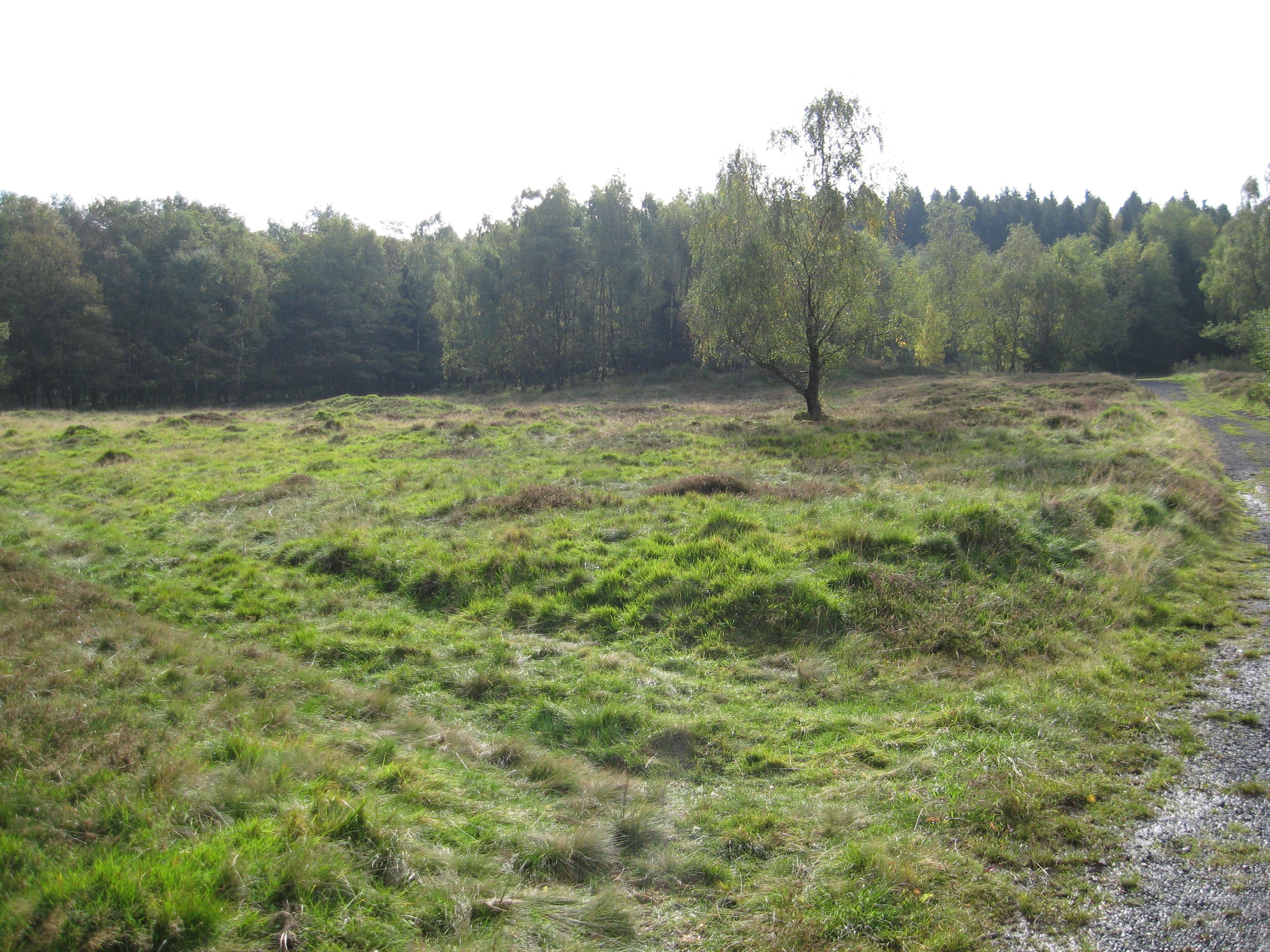
Mollkautenfeld der Grube Ratzenscheid

Bergbau und Eisenverhüttung reichen wie im restlichen Siegerland auch hier weit zurück. Die erste Grube auf dem Gebiet der heutigen Gemeinde bzw. des früheren Amtes, die Silbergrube Ratzenscheid zwischen Wilnsdorf und Wilden, die spätere Landeskrone, wurde erstmals 1298 erwähnt. Sie war bis 1900 in Betrieb und förderte anfangs Silber für König Adolf von Nassau. Aus dieser Zeit stammte auch der Obere Stollen, der beim Bau der Autobahn zugeschüttet wurde. Bis 1777/78 zeugten noch alte Halden vom mittelalterlichen Bergbau, deren Material wurde jedoch zum Straßenbau verwendet. 1489 wurde das Bergwerk neu gemutet und erhielt den Namen Zu unserer lieben Frauen.

### Die Herren von Wilnsdorf und ihre Burg
Im Jahr 1185 wurden die Ritter von Kolbe, die zwischen dem Ende des 12. und Mitte des 17. Jahrhunderts ihren Sitz in Wilnsdorf hatten, erstmals erwähnt. Sie waren in dieser Zeit die Vögte der Fürsten von Nassau-Siegen in weiten Teilen des Siegerlandes. Diese alteingesessene Familie wurde schon zu Zeiten des nassauischen Geschichtsforschers Arnoldi „zum eingebohrenen Siegenschen Adel“ gezählt. Es heißt, sie seien aus den dort lebenden Geschlechtern hervorgegangen und hätten schon im 13. Jahrhundert einen sehr großen Einfluss im Siegerland gehabt, der sogar größer war als der der Herren von Holdinghausen oder Hees. Friedrich Philippi meinte jedoch, die Herren von Wilnsdorf seien aus dem sauerländischen Schmallenberg gekommen und stammten von dem dortigen, bereits im 11. Jahrhundert belegten Geschlecht namens Colve ab. Erst in einer Urkunde aus dem Jahr 1277 wurde der Beiname Kolbe in Verbindung mit Wilnsdorf erstmals erwähnt. Dieser kam jedoch nicht, wie Philippi meinte, bei den Herren von Wilnsdorf vor, sondern bei deren, Kolbe genannten, Verwandten, von denen nach einer Urkunde ein Hermann von Wilnsdorf Güter in Holdinghausen gekauft haben soll. Seit 1309 ist der Beiname Kolbe auch für die Wilnsdorfer Herren belegt. In einer Urkunde vom 29. September 1467 führten die Herren von Wilnsdorf offiziell den Namen Kolben von Wilnsdorf. Aus Schatzungsregistern aus dem Jahr 1542 lässt sich ableiten, dass die Herren von Wilnsdorf die alleinigen Grundherren weiter Teile des Siegerlandes waren. Dies widerspricht der Theorie der Einwanderung der Wilnsdorfer, da ein Einwanderer nicht alleiniger Grundherr sein konnte.

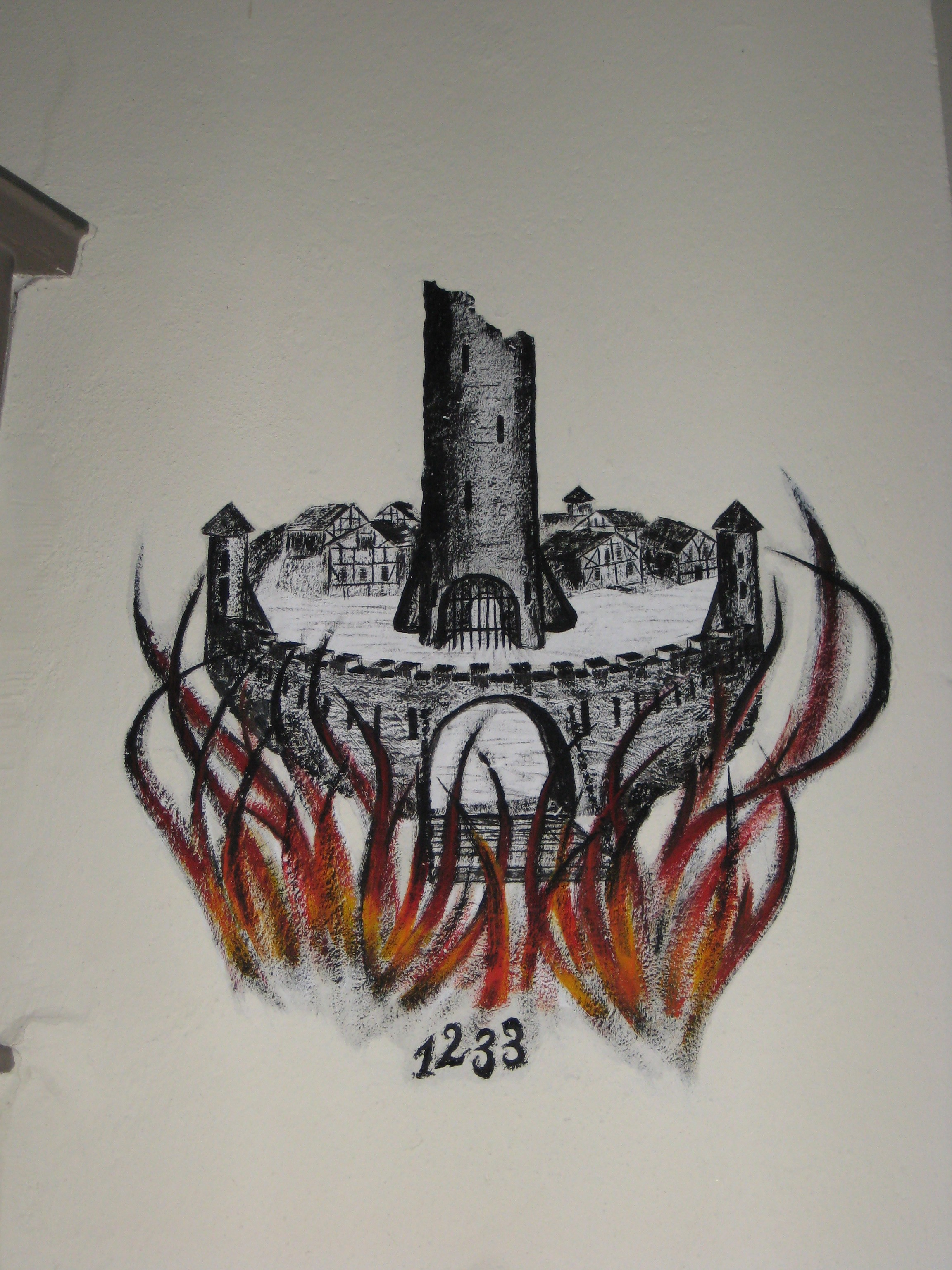
Eine Zeichnung in der evangelischen Kirche erinnert an die Zerstörung Wilnsdorfs 1233

Die Herren von Wilnsdorf besaßen bis zum 13. Jahrhundert eine Burg in Wilnsdorf. Von ihr aus konnte das gesamte obere Heckenbachtal überblickt werden. Vermessungen um die heutige Kirche, die auf den Grundmauern der Burgterrasse errichtet wurde, und die lange noch sichtbaren Burggräben lassen auf ein Burggelände von knapp 1,2 Hektar schließen. In der ersten Hälfte des Jahres 1233 ließ Konrad von Marburg die Burg und den Ort Wilnsdorf im Ketzergericht wegen Inquisitionsvergehen komplett zerstören. Nach Grundrissen aus dem 18. Jahrhundert und einer dort beschriebenen kleinen Kirche könnte diese bereits vor dem Brand bestanden haben und somit 1233 nicht zerstört worden sein. In den Jahren 1968 und 1969 wurden neben der evangelischen Kirche, die seit 1913 auf dem Grund der ehemaligen Burg steht, Ausgrabungen unter Beteiligung der Gemeinde Wilnsdorf und der evangelischen Kirchengemeinde durchgeführt. Dabei wurden Hinweise auf die Geschichte der Burg gefunden. Neben der Burgstraße und der Kolbestraße erinnert die Flurbezeichnung Im Graben an die einstige Ausdehnung der Burg. Bis in die 1950er-Jahre waren noch Teile des Burggrabens zu erkennen. Noch 1865 waren Mauerreste sichtbar, die 90 Jahre später verschwunden waren. Heute sind nur noch hinter dem Haus Mainzer Straße 14, ehemals Mainzer Straße 5, Burggrabenreste vorhanden.
Nach der Zerstörung der Burg bauten die Herren von Wilnsdorf einen neuen Wohnsitz am Hang des Astenberges zwischen den Straßen nach Eisern und Rödgen. Dort wohnten sie bis zum Tode ihres letzten Nachkommen. Bereits 1566 bestand Wilnsdorf wieder aus 40 Höfen, was einen Ort von beachtlicher Größe darstellte.
Im Jahr 1311 wurde in einer Stiftung von Philippus von Wilnsdorf eine Kirche, die vermutlich die Wilnsdorfer Herren stifteten, und 1444 erstmals ein Pfarrer in Wilnsdorf erwähnt. Wilnsdorf war zu dieser Zeit noch kein eigenständiges Kirchspiel, Pfarrort wurde es erst später. Eine Urkunde vom 4. März 1328 weist Rödgen als Kirchspielort aus.

### Der Einfluss des Wilnsdorfer Geschlechts und sein Ende
Der Besitz, der auch vom 1298 erstmals erwähnten Silberbergbau unterhalb der Kalteiche herrührte, und die engen Verbindungen zum hessischen Adel und der weite Besitz auch im nördlichen Siegerland zeugen vom Einfluss der Wilnsdorfer Herren. Sie besaßen das Patronat über die Kirchen zu Ferndorf, Wilnsdorf, Rödgen, Haiger, Frohnhausen, Dresselndorf, Burbach und Neunkirchen. Bis 1333 waren die Wilnsdorfer noch eigenständiger Nachbar der Nassauer Grafen. Dies änderte sich, als sich in einer Urkunde vom 7. Dezember 1339 die vier Brüder zu Wilnsdorf zu „ihrem Herrn Grafen Heinrich“ zu Nassau bekannten. Der Einfluss der Herren von Wilnsdorf hatte damals bereits stark abgenommen, der des Hauses Nassau jedoch nahm stetig zu.
Im Jahr 1340 wurden die Herren von Wilnsdorf nassauische Lehnsmannen. Durch die häufige Erbteilung unter den zahlreichen Nachkommen, die zum Teil ihre Heimat verließen, zersplitterte der Besitz nach und nach. Grund und Güter gerieten in fremde Hände und die Wilnsdorfer hatten nicht die finanziellen Mittel, dies zu verhindern. Die Einnahmen wurden deutlich weniger und es häuften sich beachtliche Schulden an. Zahlreiche Urkunden nach 1340 beweisen den Verkauf von Familienbesitz zur Schuldentilgung. Der Einfluss der Ritter von Wilnsdorf nahm damit ab. Zur schwierigen finanziellen Situation kamen die Verpflichtungen gegenüber den Nassauer Grafen, im Kriegsfall zu kämpfen, kleine Ehrschätze zu liefern und die Treue zu halten. 1626 starb mit Junker Johann von Wilnsdorf der letzte Erbe und damit das Geschlecht der Herren von Wilnsdorf aus.

### Reformation und Konfessionswechsel
1530 begann sich die Reformation im Siegerland auszuwirken; Graf Wilhelm der Reiche von Nassau-Dillenburg führte sie ein, nachdem er 1521 in Worms Luther gehört hatte. Wilnsdorf war erst lutherisch, später setzte sich das reformierte Bekenntnis durch. Erster evangelischer Pfarrer war Heinrich Naurath, er starb bereits 1539. Nach dem Tod des zweiten Pfarrers und dem Wechsel des Rödger Pfarrers nach Wilnsdorf wurden 1575 die beiden Pfarreien zusammengelegt. Diese Vereinigung bestand zu Anfang und in der Mitte des 17. Jahrhunderts nicht mehr. Kurz vor 1595 muss Wilgersdorf von Haiger nach Wilnsdorf umgepfarrt worden sein, da in diesem Jahr die ersten Wilgersdorfer Kinder in Wilnsdorf getauft wurden. 1626 wurde Wilnsdorf wieder katholisch, die reformierten Pfarrer wurden auf Anordnung von Johann dem Jüngeren zu Nassau-Siegen ihres Amtes enthoben. Von 1632 bis 1651 gab es mehrere Konfessionswechsel. Die Pfarreien Wilnsdorf und Rödgen wurden wieder vereinigt. Das evangelische Kirchspiel wurde zur Doppelpfarrei Rödgen-Wilnsdorf, das katholische zu Wilnsdorf-Rödgen. Es folgten unruhige Jahre, in denen es immer wieder zu Reibereien zwischen dem katholischen und dem evangelischen Pfarrer kam. Die Reibereien blieben nicht ohne Folgen, häufige Pfarrerwechsel nach teilweise nur wenigen Monaten waren auf beiden Seiten keine Seltenheit.
Im Jahr 1711 wurde Hyazinth wieder zur Regierung zugelassen, er erließ Gesetze zur Unterdrückung der evangelischen Untertanen. Man verhängte Strafzahlungen und höhere Abgaben und forderte evangelische Lehrer und Pfarrer zur Amtsniederlegung auf. Am 9. Juni 1712 beschwerten sich Untertanen beim Kaiser, der Anfang 1713 eine ernste Mahnung an Hyazinth richtete. 1720 wurde der Fürst durch Kaiser Karl VI. komplett ausgeschaltet und die Unterdrückung aufgehoben. Hyazinth verlegte ein Jahr später seinen Wohnsitz nach Spanien. Doch bereits 1724 erließ die nassau-fürstliche Verwaltung eine Verordnung zur Wiederherstellung der Religionsverhältnisse „in den vorigen Stand“. Die evangelischen Schulmeister wurden vertrieben, die evangelische Bevölkerung wurde gezwungen, auch die neuen katholischen Lehrer zu bezahlen. Dabei waren die Konfessionsverhältnisse eindeutig: Allein in Wilnsdorf gab es 33 reformierte und nur 14 katholische Häuser, in Wilgersdorf 32 reformierte und nur 5 katholische Häuser. Ähnlich sah es auch im Kirchspiel Rödgen aus. Der reformierte Fürst Wilhelm IV. von Nassau-Oranien vereinigte 1742 das dreigeteilte Siegerland wieder und machte von seinem Recht, die Religion seiner Untertanen zu bestimmen, keinen strengen Gebrauch. Dieses Mal fühlten sich jedoch eher die Katholiken als die Unterdrückten. Zwischen 1750 und 1800 wechselte der katholische Pfarrer 15 mal.

### Grenzziehung und Grenzstreitigkeiten
Die drei Söhne von Otto I. teilten nach seinem Tod (1290) 1301 das Siegerland auf die Seitenlinien Nassau-Hadamar, Nassau-Dillenburg und Nassau-Siegen auf. Damit entstand erstmals die Grenze zwischen Wilnsdorf und dem benachbarten Haiger über die Kalteiche. Die fünf Söhne von Johann VI. teilten das Siegerland 1606 auf die fünf Linien Diez, Hadamar, Beilstein, Dillenburg und Siegen auf. Johann der Jüngere erhielt bei einer weiteren Teilung das Amt Netphen und die Kirchspiele Rödgen und Wilnsdorf sowie durch einen Nachtrag vom 26. Januar 1623 die Ortschaften Kaan, Bürbach, Volnsberg, Weidenau und Eiserfeld. Durch diese Einteilung entstand die spätere Bezeichnung Johannland.
Nachdem die Lande geteilt und die Grenzen festgelegt worden waren, kam in den Folgejahren ein Streit über den genauen Grenzverlauf zwischen dem südlichen Nassau-Siegen und dem benachbarten Freien Grund, in dem die Doppelherrschaft Nassau-Dillenburg und Sayn herrschte, auf. Ein Grenzgang durch Nassau-Dillenburg und Sayn im Jahre 1579 um den Freien Grund nannte im Bereich Wilnsdorf die Grenzpunkte Wiebelhausen, Weißenberg und Löhrsberg. Einen Grenzgang des in Nassau-Siegen gelegenen Amtes Siegen 1597, bei dem der Wildebach als Grenze angegeben wurde, erkannte Nassau-Dillenburg/Sayn nicht an. Im Jahr 1610 wiederholten sich die Grenzgänge von Nassau-Siegen, die Grenze verlief am Wildebach entlang und westlich des Elkersbergs auf die Höhe. Damit wurde Oberwilden von Mittel- und Unterwilden abgetrennt. Ein Kompromissvorschlag der Siegener, die Grenze einzumitteln, wurde nicht angenommen. Ein Grund, die Grenze nach der Dillenburger Grenzbegehung von 1579 festzulegen, war das anscheinend schon alte Recht der Wildener Einwohner, am Wildenberg und am Elkersberg ihr Vieh zu weiden. Nach der letzten Grenzbegehung 1622 verlief die Grenze über den Pfannenberg, den Höhenweg zur Rinsdorfer Höhe (der heutigen Rausche), die Wildener Höhe, den Helschberg, die Rotscheid („Ratzenscheid“) zum Weißenberg, Löhrsberg und nach Wiebelhausen. Sie ist in diesem Abschnitt noch die Gemarkungsgrenze zwischen den Ortsteilen Wilden und Rinsdorf beziehungsweise Wilnsdorf.
Anfang des 18. Jahrhunderts versank das Siegerland in Not und Elend. Wilhelm Hyazinth gab weitaus mehr Geld aus als sein Vater und mehr als das Fürstenhaus einnahm. Die Bevölkerung konnte die hohen Steuern nicht aufbringen. Als die Geldsorgen erdrückend wurden, verpfändete er im Jahre 1703 Wilnsdorf und Wilgersdorf den beiden Frankfurter Bankiers Johann Martin de Roon und Johann Wolfgang Schönemann. Erst zum 30. Januar 1755 erließ Prinz Wilhelm V. von Oranien Wilnsdorf und Wilgersdorf die Schulden.
1624 wurde die Wilnsdorfer Kirche auf den alten Grundmauern der Burg erweitert. In den Jahren 1700 und 1701 wurde der baufällige Turm der Kirche abgerissen und durch einen neuen ersetzt. Seitdem lässt sich eine Uhr an einer Wilnsdorfer Kirche nachweisen. Gleichzeitig wurde die Kirche renoviert. Nachdem in Rödgen in den Jahren 1779 bis 1781 die Pfarrkirche St. Johannes Baptist erbaut worden war, die knapp sieben Jahre später um einen katholischen Teil erweitert wurde, strebte man auch in Wilnsdorf einen Neubau an. Ab dem 22. Mai 1789 wurde die Kirche abgerissen. Ihr folgte in zweijähriger Bauzeit eine neue, simultan genutzte Kirche. Sie wurde am 4. September 1791 geweiht.
Da Wilnsdorf an der Gabelung zweier großer Wege lag und zu den Gemarkungsgrenzen hin größere Steigungen zu bewältigen waren, stieg die Nachfrage der Fuhrleute und Reisenden nach Herbergen und Ställen für die Pferde. Dies brachte Verdienstmöglichkeiten besonders für Wirte, Schmiede und Wagner. Um 1800 gab es noch eine eigene Brauerei im Ort, nachdem jahrhundertelang alle Herbergen ihr Bier selbst gebraut hatten. Von 1777 bis 1780 wurden die Ortsstraßen mit den Basaltvorkommen auf der Kalteiche, von denen heute nichts mehr vorhanden ist, großzügig ausgebaut.

### Die Schlacht an der Kalteiche und Preußen

Amtsgliederung Wilnsdorf zwischen 1895 und 1966

Während der Koalitionskriege trafen am 4. Juli 1796 in der Schlacht an der Kalteiche französische und österreichische Truppen aufeinander. Die Franzosen, welche zwei Tage zuvor die Österreicher bis nach Rödgen zurückdrängen konnten, erhielten den Befehl, in Richtung Dillenburg zu ziehen. Für Wilnsdorf und andere Ortschaften an der Kalteiche brachte die Schlacht erhebliche Nachteile, da die Bürger für die Verpflegung der Truppen sorgen mussten. Nach der Schlacht an der Kalteiche mussten die Bürger der umliegenden Orte hunderte Tote begraben, Verwundete versorgen und Plünderungen durch die Truppen erleiden. Den Sieg errangen die Franzosen unter der Führung Jourdans. Im Jahr 1806 wurde Wilnsdorf wie das restliche Siegerland Teil des Großherzogtums Berg. Die sogenannte Franzosenzeit brachte aber neben der allgemeinen Teuerung nicht nur Negatives; die Gewerbefreiheit wurde eingeführt, Frondienste wurden aufgehoben. In Wilnsdorf wurde die Maire Wilnsdorf für die Orte der Kirchspiele Rödgen und Wilnsdorf gebildet, Vorgängerin der späteren Bürgermeisterei.
Ab 1813 zogen mehrere Truppenteile des deutschen Widerstandes gegen die Franzosen durch den Ort. Deren Unterbringung und Verpflegung war wiederum eine große Belastung für die Wilnsdorfer Bevölkerung. Der Wiener Kongress teilte im Mai 1815 Wilnsdorf und das übrige Siegerland dem Königreich Preußen zu, kurze Zeit später aber kam es mit einigen anderen Orten zum Herzogtum Nassau. Beschwerden der Siegerländer erreichten jedoch die Rückgabe der Gebiete am 19. Oktober 1816 an Preußen. Am 1. Juni 1817 wurde Wilnsdorf dem Regierungsbezirk Arnsberg zugeteilt.
Im Jahr 1816 entstand ein Zollhaus am Rande der Kalteiche, da am Berg die Grenze zu Nassau verlief. In Wilnsdorf befand sich bis 1835 das Hauptzollamt an der Grenze Preußens zu Nassau. Zum Amt gehörten fünf Nebenzollämter erster Klasse (Burbach, Laasphe, Hallenberg, Medebach und Giershagen) und 17 Nebenzollämter zweiter Klasse, von denen acht im Siegerland lagen (Wiederstein, Lippe, Oberdresselndorf, Holzhausen, Würgendorf, Wilgersdorf, Gernsdorf und Irmgarteichen). Im neu gebildeten (Land-)Kreis Siegen entstand die Bürgermeisterei Wilnsdorf mit den sieben Gemeinden Eisern, Obersdorf, Rinsdorf, Wilgersdorf, Wilnsdorf, Nieder- und Oberdielfen. Aufgrund der preußischen Landgemeinde-Ordnung für die Provinz Westphalen 1841 wurden die Bürgermeistereien durch Ämter ersetzt. Im Jahr 1844 entstand das Amt Wilnsdorf als Ersatz für die Bürgermeisterei beziehungsweise die Mairie Wilnsdorf als Kommunalverband. Im Jahr 1895 wurde die Gemeinde Wilden, die bis dahin zum Amt Burbach gehörte, dem Amt Wilnsdorf zugewiesen.
Der Trupbacher Johann Heinrich Weißgerber kehrte 1829 von Düsseltal am Rhein zurück, wo er mit Kreisen der Erweckungsbewegung in Berührung gekommen war. In den folgenden Jahren hielt er in den umliegenden Orten, so auch in Wilnsdorf, christliche Stunden ab, wachsende Begeisterung in den Ortschaften hervorriefen und 1834 aufgrund von Meinungsverschiedenheiten zur Spaltung des Gemeinschaftslebens im Siegerland führten. Den meisten Zuspruch fand Weißgerber im Kirchspiel Rödgen-Wilnsdorf, wo in Eisern und Rinsdorf regelmäßige Versammlungen stattfanden. Die restliche Bevölkerung und die kirchlichen Vertreter waren jedoch nicht gut darauf zu sprechen, weshalb Weißgerber seine Arbeit 1854 einstellte und erst nach der Einführung des Versammlungsrechtes wieder aufnahm. Seit 1900 besaß jede Ortschaft im Kirchspiel ein eigenes Vereinshaus für Versammlungen.

### Entwicklungen ab dem 19. Jahrhundert

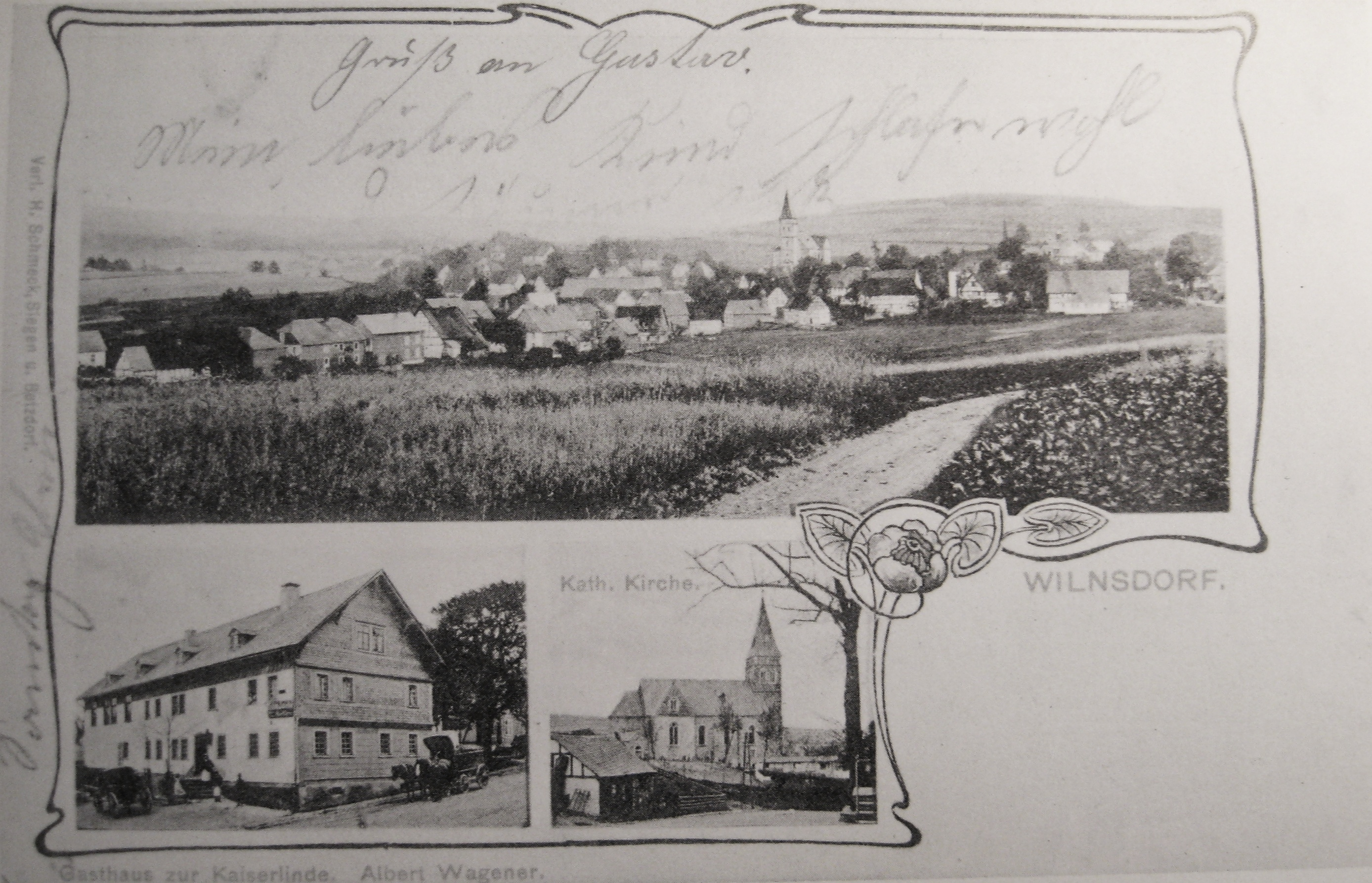
Postkarte aus Wilnsdorf um 1900

Im 19. Jahrhundert wuchs Wilnsdorf stetig. Vor allem an der Hauptstraße nach Norden und Süden entstanden stetig neue Häuser. Der überwiegende Teil der Bevölkerung lebte von Landwirtschaft und Handwerk, während der Bergbau in Wilnsdorf eine außergewöhnlich geringe Bedeutung für das Siegerland hatte, das für diesen bekannt war; 1813 wohnten nur acht Bergleute in Wilnsdorf. Dies entsprach ca. 10 % der Haushalte, während etwas mehr als ein Drittel (38 %) von der Landwirtschaft und 16 % vom Handwerk lebten. Außer zwei Pfarrhäusern und der Schule gab es keine repräsentativen Häuser. Das Ortsbild veränderte sich mit dem Bau der katholischen Kirche im neuromanischen Stil 1889 bis 1891, deren Turm noch steht. Das Schiff musste jedoch wegen Baufälligkeit in den 1970ern abgerissen werden. Ebenfalls ortsbildverändernd war die Umstellung von stroh- auf schiefergedeckte Dächer aufgrund der hohen Brandgefahr von Stroh. Während es 1820 neben 65 mit Stroh gedeckten Dächern nur acht Schieferdächer gab, waren es 1885 78 von 138 Dächern. In den 1940er Jahren verschwand das letzte Strohdach.
1874 wurde in Wilnsdorf eine Poststelle im Hause Mainzer Straße 2 eingerichtet. Vorher geschah die Postzustellung mit Hundegespannen. Die Industrialisierung zog erst sehr spät in Wilnsdorf ein. Große Eisen- oder Metallhütten suchte man im Ort vergebens, da es sich für die geringen Wilnsdorfer Erzmengen nicht lohnte. Die Anbindung der Eisenbahn wurde zwar in den 1890er Jahren geplant, aber nie realisiert. Erst in den 1870ern wurde die Erlaubnis zur Errichtung eines Dampfkessels in der Mühle Fischbach erteilt. Die ärztliche Versorgung im 19. Jahrhundert stellte ein Problem für die Gemeinde dar und war für die Patienten mit weiten Fußmärschen verbunden. Erst 1870 ließ sich der Arzt Lürken als erster Arzt in Wilnsdorf nieder. Während zwischen 1805 und 1812 noch 78 von knapp 500 Einwohnern starben, waren es zwischen 1905 und 1912 nur noch 62 bei einer Einwohnerzahl von knapp 900. Auch die erste Apotheke kam verhältnismäßig spät nach Wilnsdorf, 1886 eröffnete der Apotheker Oskar Janssen aus Netphen eine Filiale im Ort.

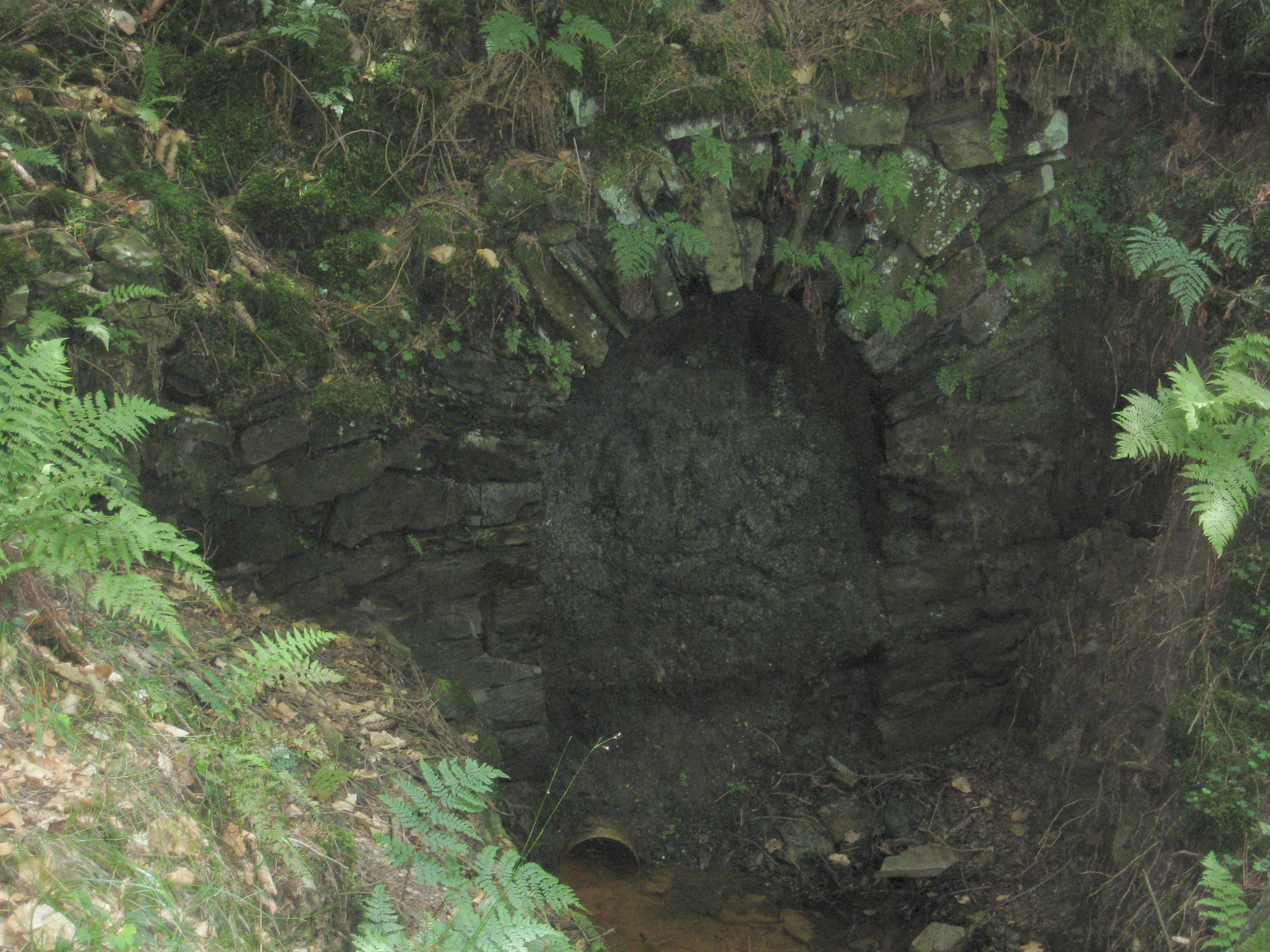
Stolleneingang der Grube Löwenstern am Südhang der Kalteiche

Der Bergbau im Amt Wilnsdorf wuchs im 19. Jahrhundert stark an. Eisenschmelzhütten gab es bei Eisern und Wilden. Aus den kleinen Gruben wie Eisernhardter Tiefbau und Eiserner Union in Eisern entstanden im Laufe der Zeit Verbundgruben. Beide entstanden in der Mitte des 19. Jahrhunderts. In der heutigen Gemeinde Wilnsdorf gab es insgesamt etwa 20 größere Gruben, von denen acht industriellen Tiefbau betrieben. Dies waren die Gruben Prinz Friedrich (1848–1903) und Silberquelle (1874–1911) zwischen Obersdorf und Eisern, die Grube Grimberg (1794–1910) bei Niederdielfen, in der knapp 827.000 Tonnen Eisenerz gefördert wurden, die Gruben Neue Hoffnung (1883–1913) und Viktoria (1883–1912) bei Wilgersdorf, die Grube Marie (1867–1918) südlich Wilnsdorf und die beiden Gruben Landeskrone (1801–1901) und Bautenberg bei Wilden. Die größte und bekannteste von ihnen war die Grube Bautenberg am gleichnamigen Berg bei Unterwilden, die bereits 1461 in Betrieb war und erst 1942 als letzte im heutigen Gemeindegebiet geschlossen wurde. Sie förderte 2,869 Millionen Tonnen Eisenerz aus einer Teufe von bis zu 1025 Metern und stand zeitweise an neunter Stelle der Siegerländer Förderstatistik. 1957 wurde mit der Grube Ameise in Eisern die letzte im Gebiet des damaligen Amtes Wilnsdorf stillgelegt.
Nachdem 1836 die Zollerhebung eingestellt worden war, stand das Zollgebäude leer. Die Wilnsdorfer Bürger nutzten es für verschiedene Aktivitäten. Der Vorschlag, das Gebäude in eine Kirche umzubauen und das Simultaneum aufzuheben, gefiel vor allem dem katholischen Pfarrer. Im September 1841 stellten sowohl die katholische als auch die evangelische Gemeinde den Antrag auf Besitz des Gebäudes. Es folgten Jahre der Meinungsverschiedenheiten darüber, welcher Gemeinde das Gebäude „eher zustehen würde“. Am 29. April 1852 fand das Simultaneum ein Ende; die katholische Gemeinde erhielt das Hauptzollamtsgebäude, die evangelische Gemeinde die bisherige Kirche und das Schulhaus. Am 11. November 1852 wurde das umgebaute Zollamtsgebäude als katholische Kirche eingeweiht. Auch die evangelische Kirche wurde instand gesetzt und renoviert und bis zum Neubau 1911 bis 1913 genutzt. Im Jahr 1854 erhielt sie die erste Orgel in Wilnsdorf.

Gottesdienst in der alten Wilnsdorfer Kirche

Gegen Ende der 1880er Jahre wurde über die Aufhebung des evangelischen Verbundes der Pfarreien Wilnsdorf und Rödgen diskutiert. Die Kirchengemeinden Wilnsdorf und Wilgersdorf hatten jedoch zu wenig Gemeindeglieder, um ein eigenes Kirchspiel bilden zu können. Deshalb wurden am 1. Juli 1892 die Gemeinden Ober-, Mittel- und Unterwilden umgepfarrt, Wilnsdorf bekam einen eigenen Pfarrer und die Personalunion endete.
Im Ortsgebiet Wilnsdorf gab es keine größeren Bergwerke. Die Grube Marie war zwischen 1867 und 1918 in Betrieb und lag am Südhang der Kalteiche, gefördert wurden Blei-, Zink- und Kupfererze bis in 130 m Teufe. In der Nähe lagen die Gestellsteinbrüche, die bis ca. 1890 Steine für das gesamte Siegerland förderten sowie die ältere, aber kleinere Grube Löwenstern, die bereits vor 1800 bestanden haben muss und zur Grube Marie gehörte. Die Grube Bruno förderte zwischen 1853 und 1866 266 Tonnen Bleierze und 31 Tonnen Zinkblende und war durch zwei Stollen erschlossen. 1957 untersuchte die Erzbergbau Siegerland AG die Hänge der Kalteiche mit Probebohrungen bis zu 800 m Teufe auf Erzgänge. Der Abbau war jedoch nicht wirtschaftlich.
Im Jahr 1910 löste eine Wasserleitung die Brunnen vor den Häusern ab. Im oberen Heckenbachtal wurde ein Wasserstollen angelegt und ein Hochbehälter errichtet. 1937 mussten wegen Wassermangels neue Zuleitungen von anderen Quellen verlegt werden. 1919 löste ein Elektromotor den Benzinmotor in der Wilnsdorfer Mühle ab, bis 1921 wurde Wilnsdorf durch die Mittelwildener Mühle Winkler und das 1902 gegründete Elektrizitätswerk Siegerland (EWS) elektrifiziert. Ab 1925 fing man an, ein Telefonnetz aufzubauen, nachdem ein Kabel von Frankfurt am Main über die Kalteiche, Wilnsdorf und Siegen nach Dortmund verlegt worden war. Im selben Jahr wurde eine Buslinie über Eisern nach Siegen eröffnet. Diese Neuerungen ließen den Ort selbst in schwierigen Zeiten während der Weltkriege und der Weltwirtschaftskrise anwachsen. Bis 1931 nahmen wegen hoher Arbeitslosigkeit Diebstähle auf Feldern und in den Gärten zu. Um die materielle Not zu lindern, wurde auch in Wilnsdorf eine Winterhilfe eingerichtet.
Im Ersten Weltkrieg kehrten 37 Wilnsdorfer nicht nach Hause zurück. Am 20. September 1931 wurde das Ehrenmal, ein gemauerter Turm mit Kugel und Kreuz als Denkmal für die Kriegsopfer eingeweiht.
Nach dem Ausbruch des Zweiten Weltkriegs 1939 kam das Vereinsleben zum Erliegen. 75 Reservisten aus Wilnsdorf wurden sofort einberufen. Drei Wochen lang war eine Sanitätseinheit aus der Havelgegend in Wilnsdorf einquartiert, vom 8. November 1939 bis zum 11. Mai 1940 170 Mann und 140 Pferde der 8. Batterie des bayerischen Artillerie-Regiments Nr. 27. 1943 und 1944 wurden 111 Familien aus dem Ruhrgebiet und 120 Siegener evakuiert und fanden in Wilnsdorf Unterkunft. 1945 erfolgte ein Bombenangriff zwischen Wilnsdorf, Wilgersdorf und der Kalteiche, bei dem jedoch keine Verluste zu verzeichnen waren. Später griffen Tiefflieger Wilnsdorf an, mehrere Häuser brannten ab. Am 30. und 31. März marschierten die Amerikaner in Wilnsdorf ein. Im Krieg fielen 64 Wilnsdorfer, 28 wurden vermisst. Im Jahr 1955 wurde das Ehrenmal um die Gefallenen des Zweiten Weltkrieges erweitert.
Von 1946 bis 1947 wurde letztmals Getreide im Hauberg gesät, 1958 war der letzte Viehauftrieb. Ende der 1950er Jahre verschwand ein Großteil der Landwirtschaft, die das Gemeindeleben hunderte Jahre lang mitgeprägt hatte. Heute betreiben nur noch größere Bauern in der Umgebung Landwirtschaft, der Großteil der Bevölkerung arbeitet in Industrie und Handel.

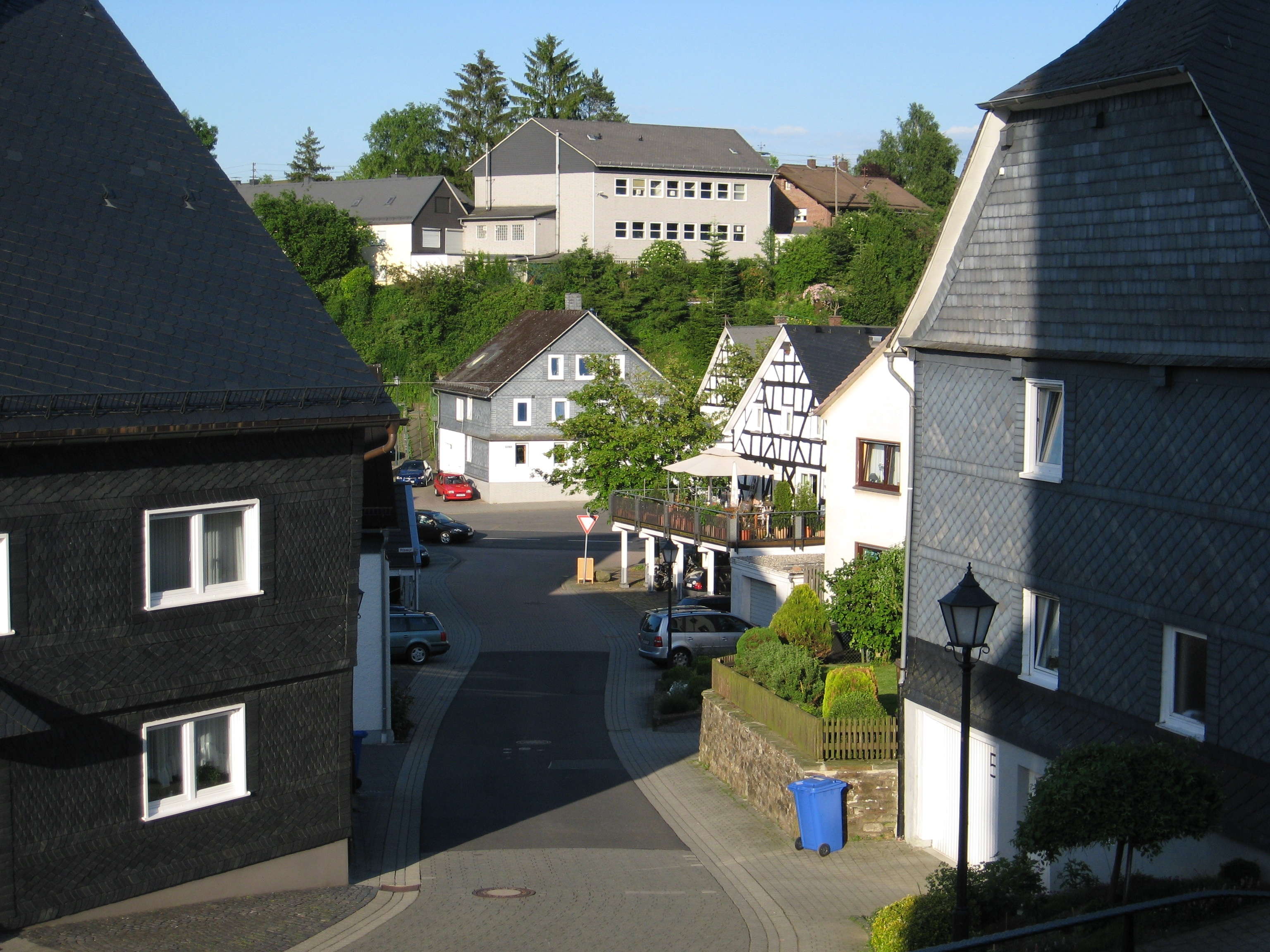
Blick von der evangelischen Kirche in Richtung der ehemaligen Ortsmitte

Nach dem Zweiten Weltkrieg wuchs der Ort rasant an. 1951 wurde eine Omnibuslinie nach Rinsdorf in Betrieb genommen, 1952 die Müllabfuhr eingeführt, zwischen 1955 und 1960 das Wasserleitungsnetz grunderneuert. 1958/59 wurde mit dem Neubau eines Tiefbrunnens im oberen Heckenbachtal und dem Bau eines Hochbehälters an der Kalteiche begonnen. 1957 begann die Planung der Autobahn 45, auch Sauerlandlinie genannt. Zehn Jahre später wurde das Teilstück zwischen den Anschlussstellen Haiger/Burbach und Siegen-Eisern freigegeben, an das Wilnsdorf durch eine eigene Anschlussstelle angebunden ist. Auch der Bau der Autobahn hat das Wachstum der Gemeinde rasant ansteigen lassen. Zahlreiche neue Wohngebiete wurden erschlossen und bebaut. Dies waren im Jahr 1950 In der Struth, 1963 Zum Ehrenmal, 1965 In der Neuwies und 1966 Am Jägeracker und Am Kritzelgarten.

### Konfessionsverhältnisse in Wilnsdorf 1818–1939
| Konfession        | 1818 | 1855 | 1867 | 1871 | 1895 | 1926 | 1931 | 1939 |
| ----------------- | ---- | ---- | ---- | ---- | ---- | ---- | ---- | ---- |
| Einwohner         | 507  | 694  | 680  | 691  | 780  | 1034 | 1104 | 1152 |
| Evangelisch       | 319  | 393  | 389  | 407  | 426  | 487  | 485  | 532  |
| Katholisch        | 188  | 301  | 286  | 274  | 333  | 505  | 604  | 608  |
| Sonstige Christen |      |      | 5    | 10   | 21   | 10   | 15   | 12   |

Während im 19. Jahrhundert der überwiegende Teil der Bevölkerung evangelisch war, waren die Protestanten in Wilnsdorf 1926 in der Minderheit. Heute ist der Ort Wilnsdorf überwiegend katholisch geprägt, während angrenzende Gebiete und manche Gemeindeteile mehr evangelisch sind, besonders in Wilden, das lange Zeit zum Amt Burbach und damit zum Freien Grund zählte, der auch heute noch überwiegend evangelisch geprägt ist.

### Neue Großgemeinde Wilnsdorf

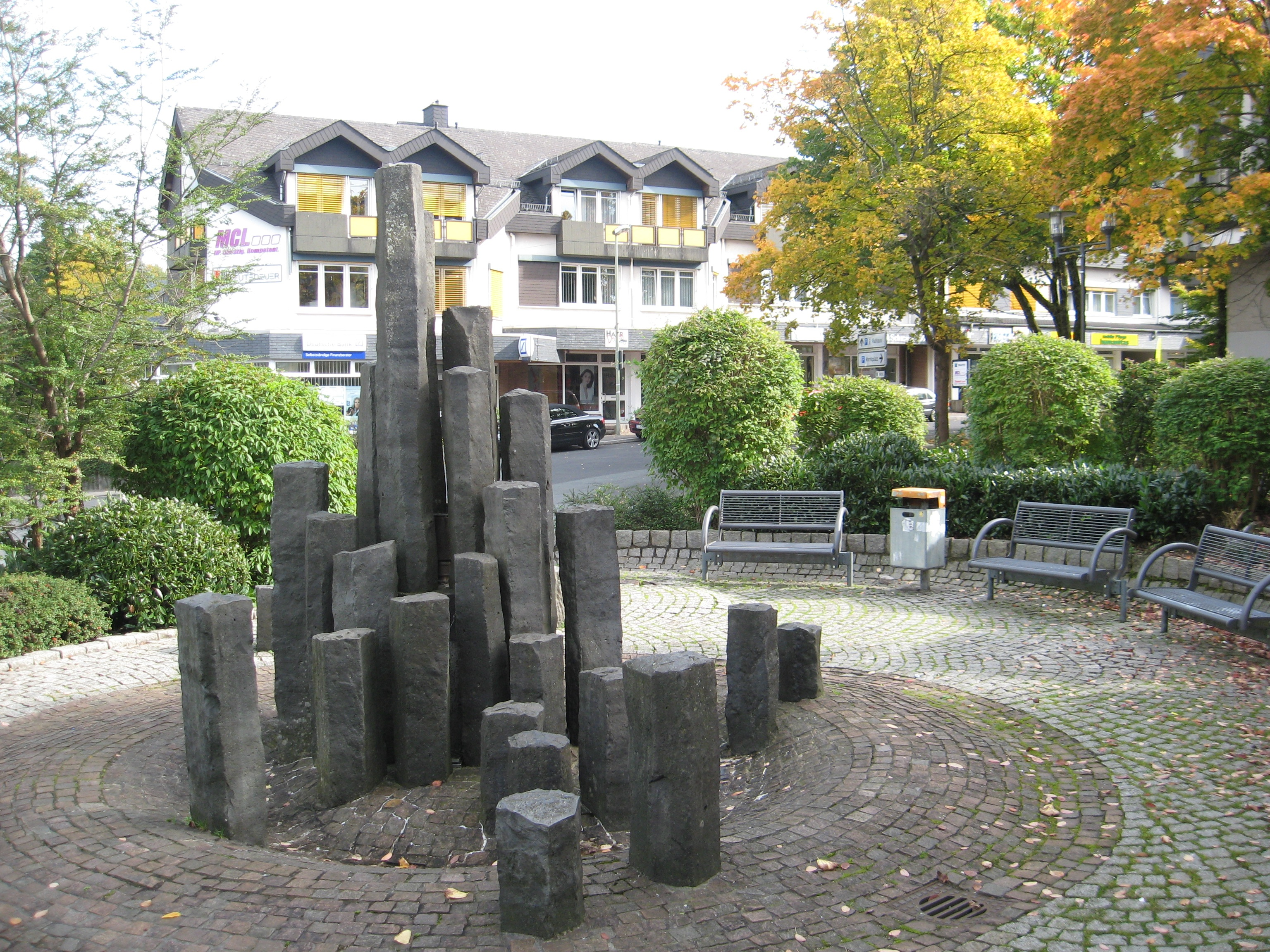
Brunnen im Einkaufszentrum in Wilnsdorf

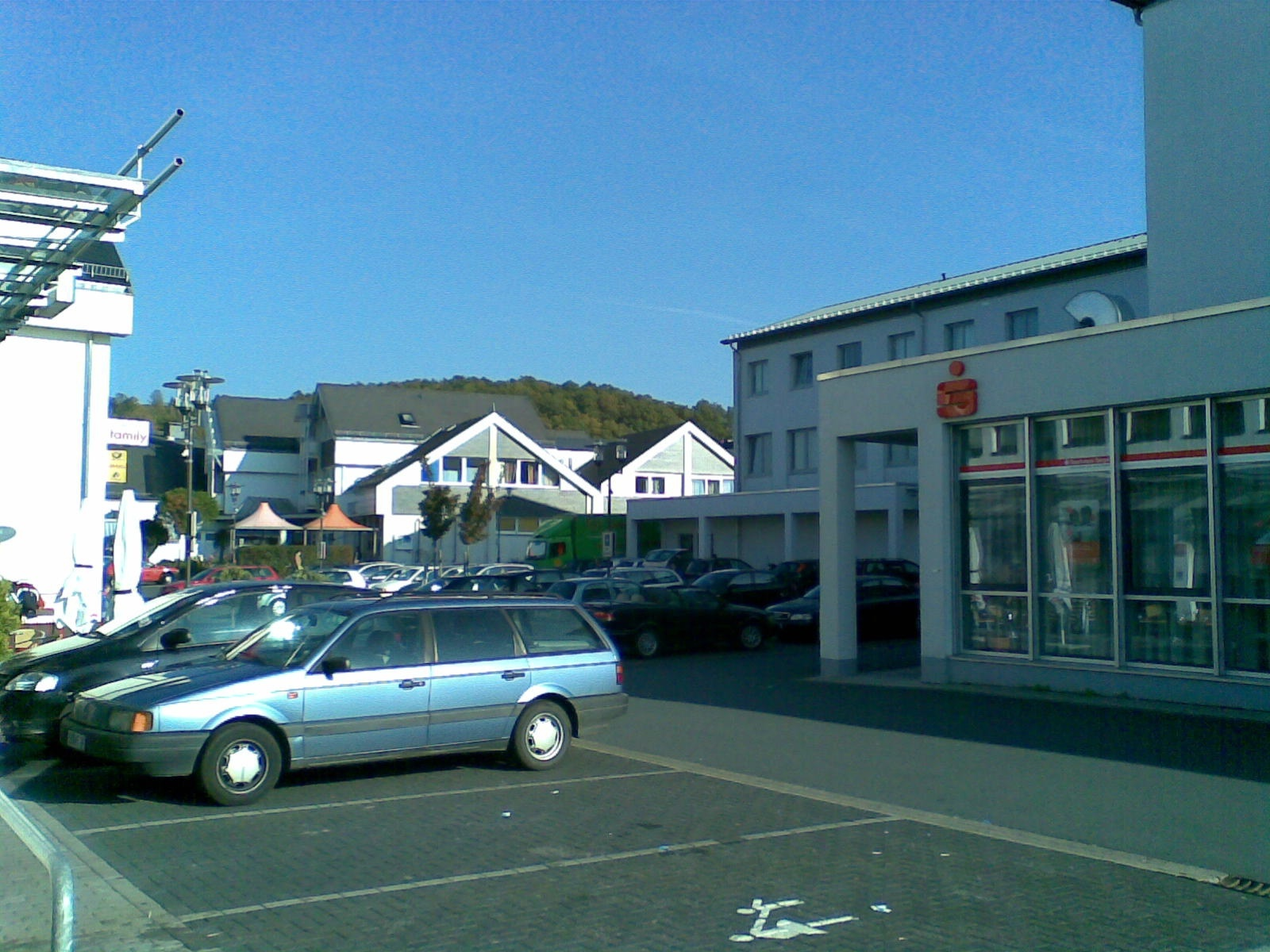
2005 erbautes Einkaufszentrum in Wilnsdorf

Am 1. Januar 1969 wurden auf Grund des Gesetzes zur Neugliederung des Landkreises Siegen die zum Amt Netphen gehörenden und bisher eigenständigen Gemeinden Anzhausen, Flammersbach, Gernsdorf und Rudersdorf sowie die zum Amt Wilnsdorf gehörenden Gemeinden Niederdielfen, Oberdielfen, Obersdorf, Rinsdorf, Wilden, Wilgersdorf und Wilnsdorf zur amtsfreien Gemeinde Wilnsdorf zusammengeschlossen und die Ämter aufgelöst. Rechtsnachfolgerin des Amtes Wilnsdorf wurde die neue Gemeinde Wilnsdorf. Die Gemeinde Eisern wurde bereits am 1. Juli 1966 aus dem Amt Wilnsdorf ausgegliedert und bildete zusammen mit anderen Gemeinden die neue Stadt Eiserfeld, die allerdings am 1. Januar 1975 mit dem Sauerland/Paderborn-Gesetz nach Siegen eingegliedert wurde.
Zwischen 1971 und 1978 wurden ca. 60 Hektar Land baureif gemacht. Durch die Erschließung des Industriegebietes Lehnscheid ab 1971 entstanden ca. 2000 neue Arbeitsplätze. Auch neue Wohngebiete wurden erschlossen; 1974 das Gebiet Hoheroth und 1982 Auf dem Berge. 1976 baute die Gemeinde ein neues Rathaus und bezog dieses. Drei Jahre später wurde aus dem ehemaligen alten Rathausanbau das Postamt. Bis 1980 wuchs Wilnsdorf auf die doppelte Größe an. Im neuen Einkaufszentrum zwischen neuem und altem Rathaus wurden 1981 die ersten Geschäfte eröffnet. Vier Jahre später fand dort der erste Wochenmarkt statt. 1984 erfolgte der Ausbau der Bundesstraße 54 in zwei Abschnitten. Damit verbunden war die Einrichtung eines neuen Kreuzungsbereiches bei der Rudersdorfer Straße und der Einsiedelstraße. Die ehemalige Fabrik Krey wurde 1985 als Festhalle umgebaut. Im Anbau befinden sich das Rathaus II und die Bibliothek.
Auch in jüngster Zeit fanden zahlreiche bauliche Veränderungen statt. Die Freiwillige Feuerwehr zog in ein neues Feuerwehrhaus, in einem Anbau wurde 2003/2004 eine Polizeiwache eingerichtet, die von Neunkirchen nach Wilnsdorf verlegt wurde und damit näher an der Autobahn lag. In den Jahren 1997/1998 richtete die Bekleidungskette Bruno Kleine eine neue Filiale in Wilnsdorf ein. 2003 wurde das neue Industriegebiet Wilden Nord bzw. Lehnscheid IV an der Autobahn eröffnet. Zwei Jahre später wurde der Anbau des alten Rathauses mit der Poststelle, die dort seit 1979 untergebracht war, zusammen mit einigen Wohnhäusern abgerissen, um Platz für die Erweiterung des Einkaufszentrums in der Ortsmitte zu schaffen. Diese bestand aus einem Anbau an den Kontra-Markt (heute Rewe) und einem Neubau mit Geschäften, Wohnungen und Arztpraxen. Zwischen den Gebäuden wurden Parkplätze geschaffen.
In den Jahren 2006/2007 wurde mit einem Kreisverkehr zwischen der B 54 (Siegen–Wilnsdorf) und der Landstraße 722 (L 722) (Wilden–Rudersdorf) der Kreuzungsbereich entschärft. Als zukünftige Baugebiete in Wilnsdorf sind Sealegrow unterhalb der Kalteiche und Höhwäldchen zwischen der B 54, der L 722 und der Sportanlage Höhwäldchen vorgesehen. Seit April 2011 wird die Ortsdurchfahrt Wilnsdorfs saniert, auch für den geplanten Neubau eines Discounters.

### Einwohnerentwicklung
Die Einwohnerzahlen der früheren Gemeinden im Gebiet werden erst seit Anfang der preußischen Zeit gründlich erfasst und dokumentiert. Waren die Orte 1818 noch maximal 500 Einwohner groß, ist die Zahl bis heute auf die bis zu 8,5-fache Größe angestiegen (Niederdielfen). Im Gegensatz zu Anzhausen, Gernsdorf oder Oberdielfen, wo die Einwohnerzahl bis in die 1930er-Jahre auf das Doppelte stieg, wuchsen Niederdielfen, Wilgersdorf oder Wilden teilweise auf die dreifache Größe an. In diesen Orten befanden sich die größeren und tieferen Bergwerke, die mit der Industrialisierung mehr Personal brauchten, was zu einem stärkeren Wachstum der Orte führte. Nach deren Schließung wuchsen die Orte aufgrund des industriellen Standorts weiter. Seit 1950 ist die heutige Gemeinde Wilnsdorf auch aufgrund der Autobahnanbindung seit 1967 auf die doppelte Einwohnerzahl angewachsen. Seit einigen Jahren schrumpfen jedoch auch hier diese Zahlen, bis auf wenige Ortsteile, in denen die meisten neuen Wohngebiete angelegt werden. Ein stetiges Wachstum der Einwohnerzahl seit ein paar Jahren hat nur Obersdorf zu verzeichnen. Bis 2006 hatte jeder der elf Ortsteile Wilnsdorfs über 1000 Einwohner. Seit 2007 liegt Rinsdorf mit aktuell 937 unter dieser Zahl, dem folgt Flammersbach mit momentan 1045 Einwohnern (Stand 31. Dezember 2011).
Amtliche Einwohnerzahlen der Gemeinde Wilnsdorf seit ihrer Gründung
| Jahr | Einwohner |
| ---- | --------- |
| 1969 | 16.137    |
| 1970 | 16.451    |
| 1971 | 16.774    |
| 1972 | 17.045    |
| 1973 | 17.332    |
| 1974 | 17.580    |
| 1975 | 17.689    |
| 1976 | 17.941    |
| 1977 | 18.353    |
| 1978 | 18.655    |

| Jahr | Einwohner |
| ---- | --------- |
| 1979 | 18.770    |
| 1980 | 19.126    |
| 1981 | 19.198    |
| 1982 | 19.332    |
| 1983 | 19.401    |
| 1984 | 19.404    |
| 1985 | 19.689    |
| 1986 | 19.896    |
| 1987 | 19.884    |
| 1988 | 19.929    |

| Jahr | Einwohner |
| ---- | --------- |
| 1989 | 20.145    |
| 1990 | 20.497    |
| 1991 | 20.858    |
| 1992 | 21.241    |
| 1993 | 21.246    |
| 1994 | 21.430    |
| 1995 | 21.630    |
| 1996 | 21.631    |
| 1997 | 21.704    |
| 1998 | 21.777    |

| Jahr | Einwohner |
| ---- | --------- |
| 1999 | 21.704    |
| 2000 | 21.637    |
| 2001 | 21.618    |
| 2002 | 21.568    |
| 2003 | 21.533    |
| 2004 | 21.430    |
| 2005 | 21.405    |
| 2006 | 21.286    |
| 2007 | 21.197    |
| 2008 | 21.042    |

| Jahr | Einwohner |
| ---- | --------- |
| 2009 | 20.991    |
| 2010 | 20.752    |
| 2011 | 20.3631   |
| 2012 | 20.249    |
| 2013 | 20.196    |
| 2014 | 20.132    |
| 2015 | 20.512    |
| 2016 | 20.389    |
| 2017 | 20.244    |

1Nachberechnung aufgrund der Zahlen der Volkszählung 2011 (vorher mit 20.615 Einwohnern angegeben).

Einwohnerentwicklung des Kernorts Wilnsdorf von 1461 bis 2016

Einwohnerentwicklung im Kernort Wilnsdorf
Die frühere Gemeinde Wilnsdorf war im Jahre 1461 mit 150 Einwohnern die zweitgrößte Gemeinde im Siegerland. Dies änderte sich jedoch später, 1839 stand sie an 10., 1900 an 28. Stelle. Der Ort entwickelte sich ab der Eingliederung in Preußen bis in die 1870er Jahre nur schleppend bis auf knapp 700 Einwohner. Dann stieg die Zahl schneller an. 1925 wurden erstmals über 1000 Einwohner gezählt. Bis zum Autobahnbau 1967 wuchs der Ort um weitere 1000 Bewohner, bis 1982 nochmal um 1000 auf über 3000 an. Seit Ende der 1990er Jahre nimmt diese Zahl leicht ab.
Einwohnerzahlen der früheren Gemeinde bzw. des heutigen Ortsteiles Wilnsdorf
| Jahr | Einwohner |
| ---- | --------- |
| 1461 | 150       |
| 1563 | 204       |
| 1773 | 261       |
| 1815 | 527       |
| 1818 | 507       |
| 1829 | 583       |
| 1831 | 618       |
| 1839 | 661       |
| 1843 | 643       |
| 1846 | 655       |
| 1849 | 679       |
| 1852 | 685       |
| 1855 | 694       |
| 1858 | 686       |

| Jahr | Einwohner |
| ---- | --------- |
| 1864 | 666       |
| 1867 | 680       |
| 1871 | 691       |
| 1875 | 668       |
| 1885 | 737       |
| 1895 | 780       |
| 1896 | 810       |
| 1900 | 849       |
| 1905 | 856       |
| 1910 | 901       |
| 1914 | 943       |
| 1918 | 912       |
| 1919 | 953       |
| 1925 | 1002      |

| Jahr | Einwohner |
| ---- | --------- |
| 1926 | 1034      |
| 1930 | 1056      |
| 1931 | 1104      |
| 1932 | 1111      |
| 1933 | 1113      |
| 1936 | 1159      |
| 1939 | 1152      |
| 1940 | 1187      |
| 1941 | 1203      |
| 1943 | 1247      |
| 1946 | 1403      |
| 1949 | 1450      |
| 1950 | 1438      |
| 1955 | 1457      |

| Jahr | Einwohner |
| ---- | --------- |
| 1961 | 1645      |
| 1964 | 1840      |
| 1967 | 2084      |
| 1968 | 2106      |
| 1970 | 2150      |
| 1975 | 2283      |
| 1980 | 2796      |
| 1982 | 3125      |
| 1985 | 3173      |
| 1990 | 3467      |
| 1994 | 3543      |
| 1998 | 3743      |
| 2002 | 3628      |
| 2005 | 3535      |

| Jahr | Einwohner |
| ---- | --------- |
| 2006 | 3491      |
| 2007 | 3430      |
| 2008 | 3409      |
| 2009 | 3481      |
| 2010 | 3370      |
| 2011 | 3307      |
| 2012 | 3289      |
| 2013 | 3283      |
| 2014 | 3298      |
| 2015 | 3286      |
| 2016 | 3262      |

## Religionen

### Kirchengebäude

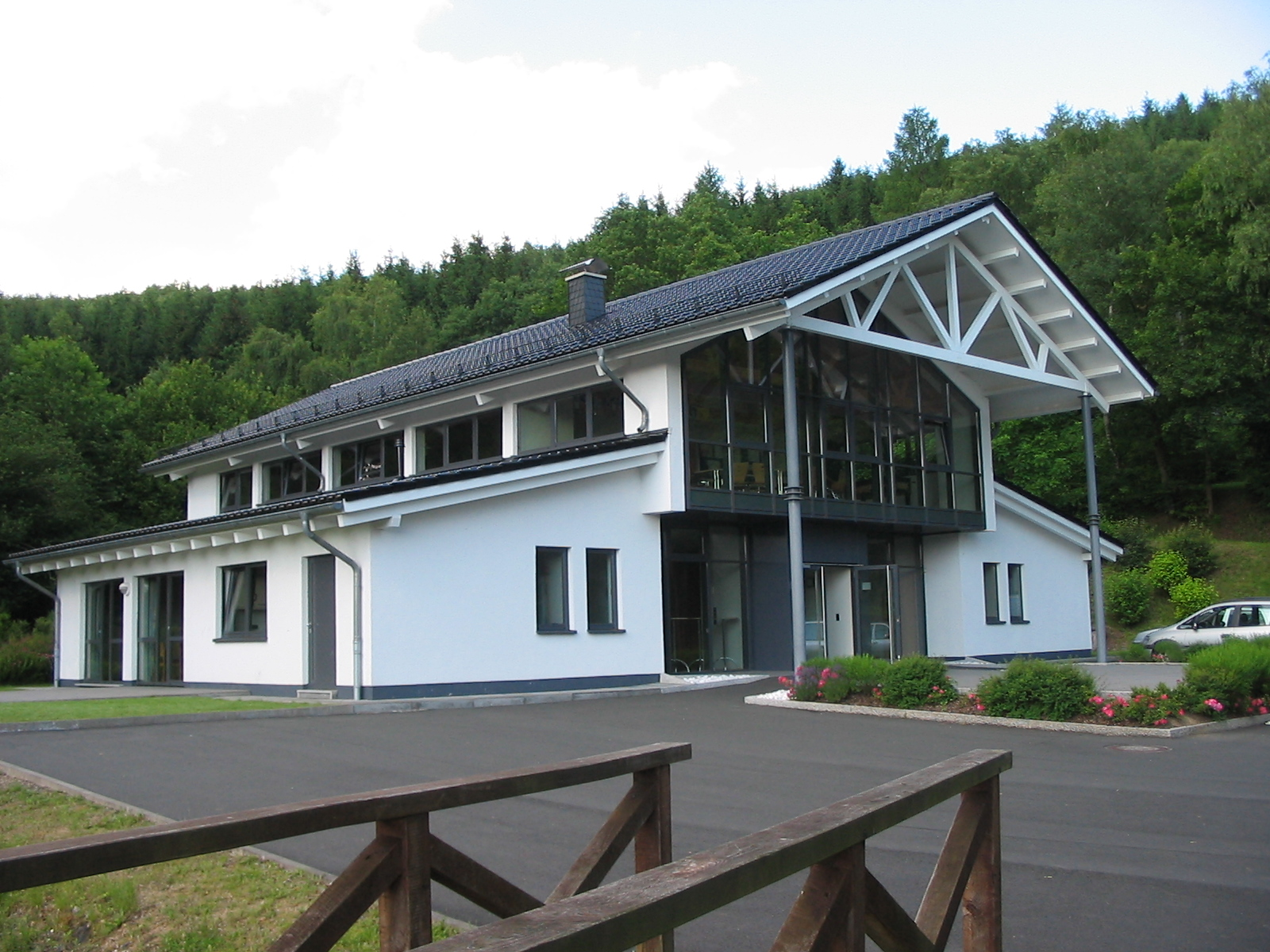
Evangelische Kirche in Wilden

In den Ortschaften der Gemeinde Wilnsdorf gibt es elf Kirchen und zwei Kapellen. Von den elf Kirchen sind fünf evangelisch, fünf katholisch und eine simultan. In Anzhausen gibt es eine katholische und eine evangelische Kapelle. Die evangelische Kapelle in Anzhausen ist das älteste Gebäude, die Wildener Kirche das neueste. Im Kernort Wilnsdorf gibt es zwei Kirchengebäude.
- Katholische Kirche St. Martinus Wilnsdorf

Bereits Ende der 1850er Jahre gab es Bestrebungen, eine neue katholische Kirche zu bauen. Die Notkirche, das alte Zollhaus, war zu klein geworden und bei Gottesdiensten überfüllt. Nach den Wirren des Kulturkampfes erhielten 1880 die Planungen neuen Antrieb. Der Neubau stellte sich aber als weitaus kostspieliger dar, als erwartet. Die Wilnsdorfer entschieden sich daher für weniger Sitzplätze. Am 22. Juni 1889 konnte der Grundstein für die aus Bruchsteinen gemauerte Kirche gelegt werden. Der Bau im romanischen Stil war mit 300 Sitzplätzen für Erwachsene und 120 für Kinder vorgesehen. Der barocke Hochaltar war zweigeschossig angelegt und mit Marmor, Alabaster und Speckstein ausgekleidet. Der Kirchturm an der Nordostseite ist 36 m hoch. Am 11. November 1891 wurde die Kirche St. Martinus geweiht. Nach dem Zweiten Weltkrieg war sie für die wachsende Bevölkerung wiederum zu klein geworden; eine Erweiterung des Kirchenschiffs war wegen schlechter Bausubstanz und nasser Mauern nicht möglich. 1972 wurde der jetzige katholische Kirchenbau geweiht. Der Turm der alten Kirche blieb jedoch erhalten und wurde nach seiner Restaurierung 1997 unter Denkmalschutz gestellt.
- Evangelische Kirche Wilnsdorf

Nach der Umpfarrung Wildens im Jahr 1892 war die ehemalige Simultankirche in Wilnsdorf zu klein für die Zahl der Gemeindeglieder. Im März 1893 wurde sie umgebaut, um mehr Gottesdienstbesucher unterzubringen. Nachdem am 16. April 1904 der Plan für einen Erweiterungsbau keinen Anklang gefunden hatte, entwarf Gustav Mucke einen Plan für den Neubau der Kirche. Dieser wurde am 8. Februar 1908 genehmigt. Nachdem die Finanzierung geregelt war, erfolgte am 6. November 1911 der erste Spatenstich. Bereits im Dezember begannen die Maurerarbeiten. Am 9. April 1912 wurde mit dem Abbruch der alten Kirche begonnen. Der Kirchturm ist 36 m hoch; im Gebäude finden 540 Besucher Platz. Am 20. April 1913 wurde die Kirche geweiht. Sie steht seit 1977 unter Denkmalschutz.
- Evangelische Kirche Wilden

Die evangelische Kirche in Wilden wurde 2001/2002 auf dem Platz der ehemaligen, bis 1995 genutzten Grundschule im Ort errichtet. Die Kirche ist teilweise zweigeschossig und bietet Platz für ca. 170 Personen. 25 Meter vor dem Kirchengebäude wurde ein Glockenturm mit drei Glocken errichtet. Nach 14-monatiger Bauzeit wurde die Kirche am 1. Dezember 2002 geweiht.
- Evangelische Kirche Wilgersdorf

In Wilgersdorf steht seit 1967 die evangelische Kirche. Im Jahr 2000 wurde ein Anbau angefügt. Im Gottesdienstraum der Kirche mit Empore finden knapp 300 Personen Platz.
- Katholische Kirche St. Josef Wilgersdorf

Die katholische Kirche St. Josef in Wilgersdorf wurde im Jahre 1954 erbaut. 2003 wurde die Kirche innen renoviert.

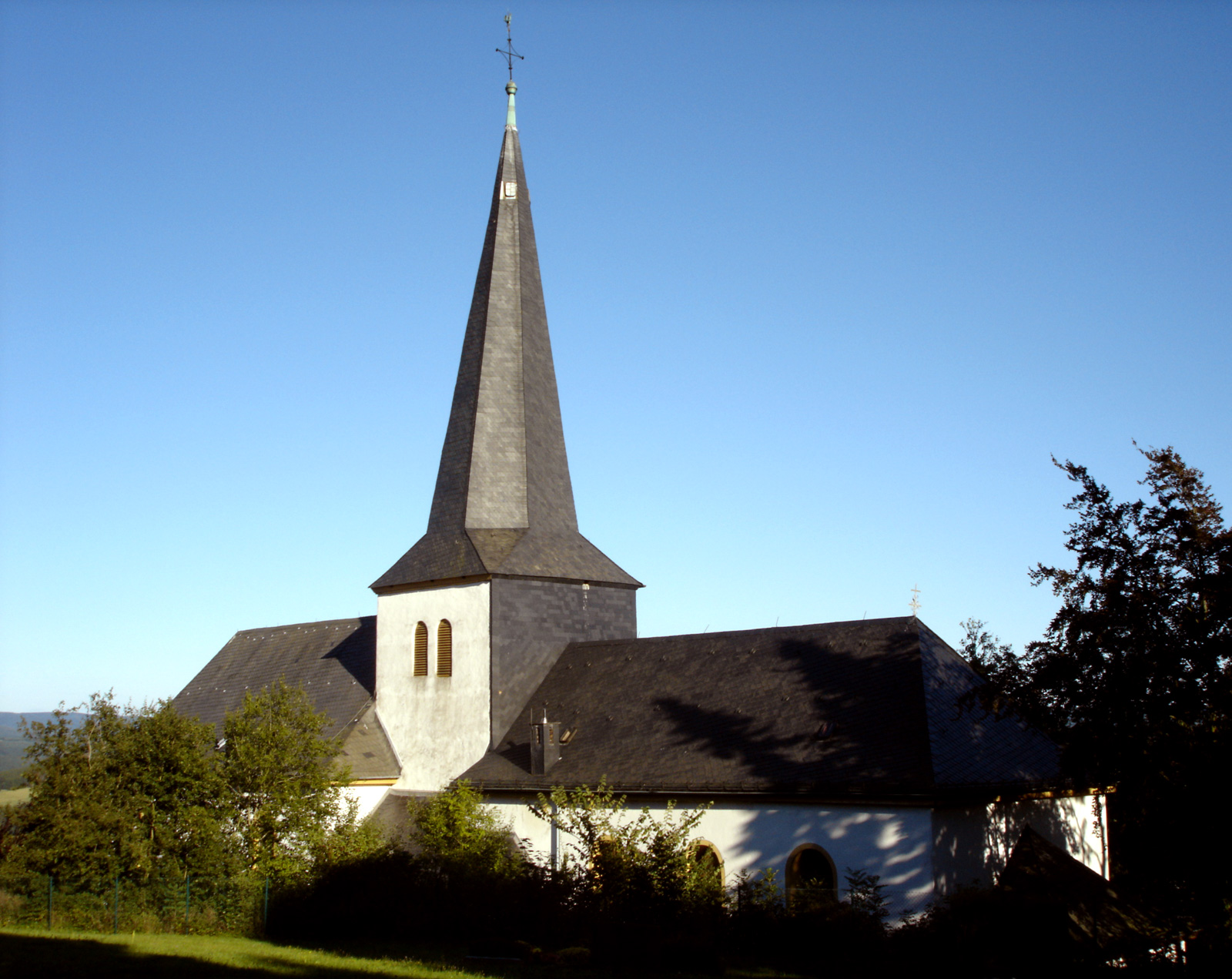
Pfarrkirche St. Johannes Baptist Rödgen

- Simultankirche St. Johannes Baptist Rödgen (Obersdorf)

Eine Pfarrkirche in Rödgen (Obersdorf) wurde am 4. März 1328 erstmals urkundlich erwähnt. Die alte Kirche wurde 1778 wegen Baufälligkeit abgerissen und zwischen 1779 und 1782 wieder aufgebaut. Aufgrund von Streitigkeiten zwischen Katholiken und Protestanten wurde in den Jahren 1787/88 westlich des Turms eine neue Kirche gebaut, so dass sich der Kirchturm in der Mitte der Gebäude befindet und von beiden Konfessionen genutzt werden kann. Er steht auf einem romanischen Fundament. Das Glockenspiel besteht aus drei Glocken. Die älteste aus dem Jahr 1515 trägt den Namen Maria und ist etwa 300 Kilogramm schwer. Die zweite, dem heiligen Martin geweihte Glocke, stammt aus dem Jahr 1924 und wiegt zirka 500 Kilogramm. Die jüngste aus dem Jahr 1959 hat ein Gewicht von 723 Kilogramm und trägt keinen Namen. Das Gebäude der älteren, evangelischen Kirche ist 23 Meter lang und ungefähr 13 Meter breit.
- Evangelische Trinitatiskirche Niederdielfen

Die heutige Kirche wurde in den Jahren 1956 bis 1958 als Jugendheim errichtet. Im Februar 1995 wurde mit der Erweiterung und Renovierung des Gebäudes begonnen. 1996 konnte das als Kirche und Gemeindezentrum umgebaute ehemalige Jugendheim geweiht werden.
- Katholische Herz-Jesu-Kirche Niederdielfen

Gegen Ende des 19. Jahrhunderts wurde eine eigene Kirche für die Katholiken in Nieder- und Oberdielfen nötig. Am 31. August 1902 fand die Grundsteinlegung der Herz-Jesu-Kirche in Niederdielfen statt. Am 5. November 1903 wurde sie geweiht. Die Baukosten betrugen 53.000 Mark. Im Januar 1914 konnte erstmals elektrisches Licht in der Kirche eingeschaltet werden. 1917 wurden die Kirchenglocken in den Kriegswirren beschlagnahmt und eingeschmolzen. Erst 1959 konnten wieder drei Glocken geläutet werden. Anfang der 1960er Jahre war eine Erweiterung der Kirche notwendig. Für die Verlängerung des Gebäudes musste das alte Pfarrhaus abgerissen werden. Am 4. September 1966 wurde der Grundstein für den Anbau gelegt, am 14. November Richtfest gefeiert; am 4. Juni 1967 konnte der Kirchenanbau geweiht werden. Anschließend wurde der alte Teil der Kirche restauriert.
- Katholische Kirche St. Laurentius Rudersdorf

Nachdem Rudersdorf 1896 Filialgemeinde geworden war, begann man mit dem Sammeln von Geld für einen eigenen Kirchenbau. Zwischen 1903 und 1909 beschafften Einwohner Baumaterialien aus einem Grauwacke-Steinbruch und für den Bau der Kirche. Das Gebäude wurde nach Plänen des Architekten Johann Franz Klomp im neugotischen Stil erbaut und 1921 die Kirche St. Laurentius geweiht. Der Bau besteht aus einem Mittelschiff und zwei Seitenschiffen, die durch dicke Rundpfeiler voneinander getrennt sind. Das Dach wird von einem steilen Kreuzrippengewölbe getragen. 1932 wurde der Kirchturm, der für die Glocke nicht stark genug gebaut war, durch einen neuen ersetzt. 1973 wurde die Kirche mit einem modern gestalteten Anbau ergänzt. Im Jahre 2001 wurden drei Uhren am Kirchturm angebracht. Die vier Bronzeglocken stammen aus dem Jahr 1978 und wurden während der kurzen Amtszeit von Papst Johannes Paul I. gegossen.
- Evangelische Kirche Rudersdorf

Die evangelisch-reformierte Kirche in Rudersdorf wurde in den Jahren 1963 / 64 erbaut und eingesegnet. Die Kirche gehört zur evangelisch-reformierten Kirchengemeinde Deuz-Rudersdorf.
- Katholische Kirche St. Johannes Evangelist Gernsdorf

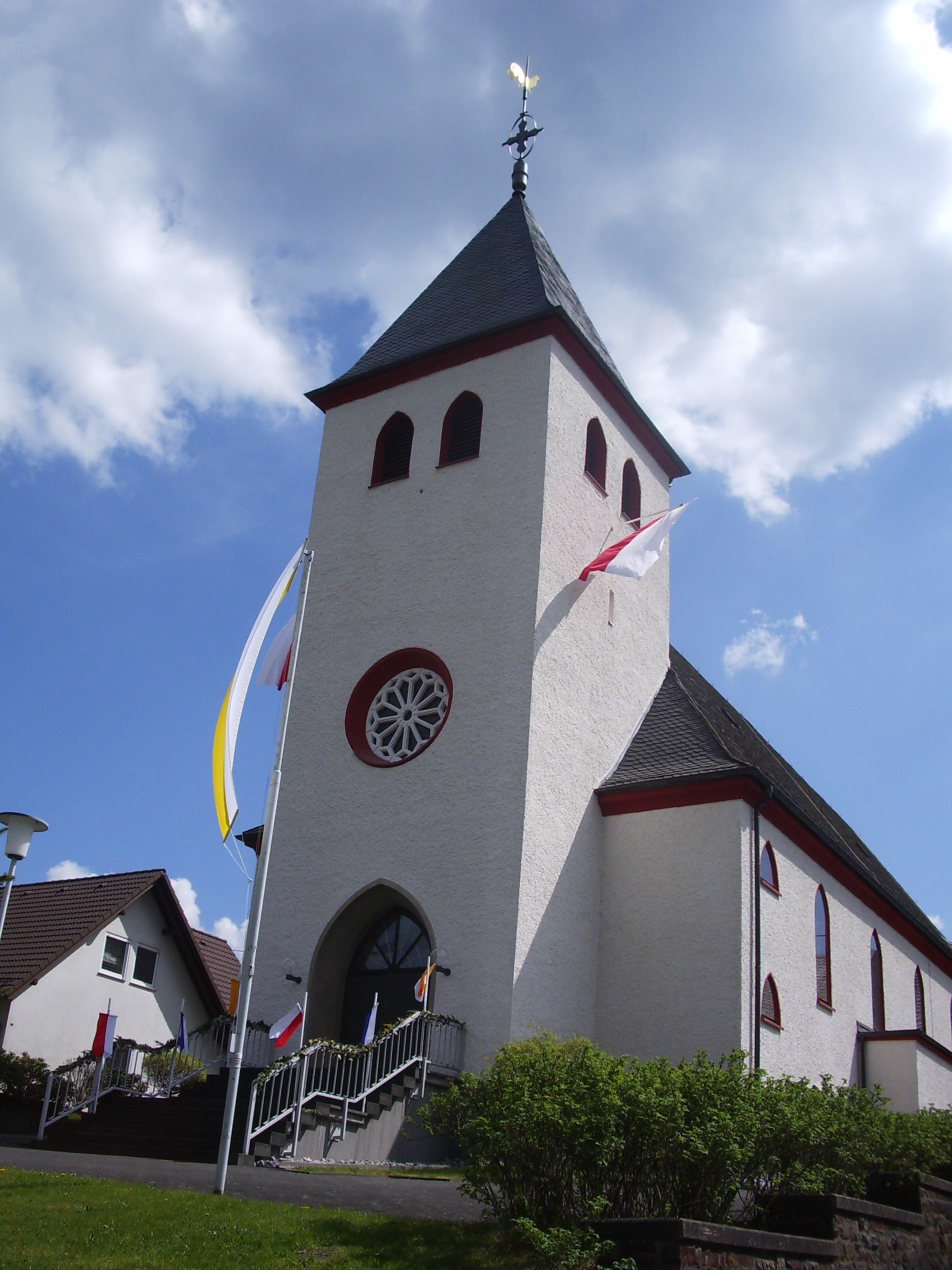
Katholische Kirche St. Johannes Evangelist Gernsdorf

Die Kirche St. Johannes Evangelist in Wilnsdorf-Gernsdorf ist kurz nach Ende des Zweiten Weltkriegs, weitgehend in Eigenleistung der Bevölkerung, nach Entwürfen des Architekten Theodor Pluschka errichtet worden und gilt als erster Nachkriegs-Kirchenneubau im Siegerland. Am 24. April 1948 begannen die Bauarbeiten der Kirche St. Johannes Evangelist in Gernsdorf. Die Ausschachtungs- und Fundamentarbeiten dauerten bis zur Grundsteinlegung am 18. April 1949. Am 10. Juni 1951 wurde die Kirche geweiht. Die großräumige Saalkirche besitzt 18 spitzbogige Fenster und ein entsprechendes Rosettenfenster im Turm. Der Außenanstrich ist weiß, die Fensterumrandungen sind rot abgesetzt. Den weißen Innenraum teilen Wandpfeiler in fünf Joche. Über den Wandpfeilern wölbt sich ein Tonnengewölbe. Auf der Rückwand des Chorraumes zeigt eine, aus der Erbauungszeit stammende Monumentalstuckausmalung, die Kreuzigung Christi. Diese Kreuzigungsszene wird durch eine nicht gegenständliche Hintermalung der Künstlerin Marie-Luise Dähne in einen neuen Zusammenhang gesetzt und versinnbildlicht nun den österlichen Gedanken der Erlösung.
In den Jahren 2009 (außen) und 2017 (innen) wurde die Kirche renoviert.
- Evangelische Kapelle Anzhausen

Die evangelische Kapelle in Anzhausen wurde 1738 von der katholischen und der reformierten Kapellengemeinde gemeinsam erneut aufgebaut. Das Bild des St. Anthonius fand wiederum seinen Platz im simultanen Gebäude, wie auch der Altar, der Tisch und die Kanzel. Conrad Heintze aus Rudersdorf, der 1687 nach Anzhausen geheiratet hatte, hatte den in Eichenholz gefassten Hochaltar gegen eine vorhergehende Vereinbarung in Netphen heimlich anfertigen lassen. Daraus entwickelte sich ein Jahrzehnte anhaltender Streit zwischen den Parteien. Im Jahr 1758 war der evangelische Pfarrer Johann Heinrich Achenbach aus Ferndorf als Inspektor von der Regierung Nassau-Siegen eingesetzt worden, vermittelnd auf die Streitenden einzuwirken. Auch das Konsistorium in Dillenburg konnte 1809 den Konflikt nicht lösen.
Mitte des 19. Jahrhunderts wurde die politische Gemeinde Anzhausen Besitzer der Kapelle. 110 Jahre später, 1956, wird das renovierte Gebäude der evangelischen Gemeinde Rödgen geschenkt.
- Katholische Kapelle St. Antonius Eremita Anzhausen

Die katholische Kapelle St. Antonius Eremita wurde in den Jahren 1953 / 54 als neues Gotteshaus für die Katholiken Anzhausens errichtet. Bis 1953 wurde die alte (heutige evangelische) Kapelle in Anzhausen als Simultankapelle von der katholischen und der evangelischen Gemeinde genutzt.
- Autobahnkirche Siegerland

Autobahnkirche an der BAB 45; Neubau, geweiht am 26. Mai 2013.

### Gemeinden

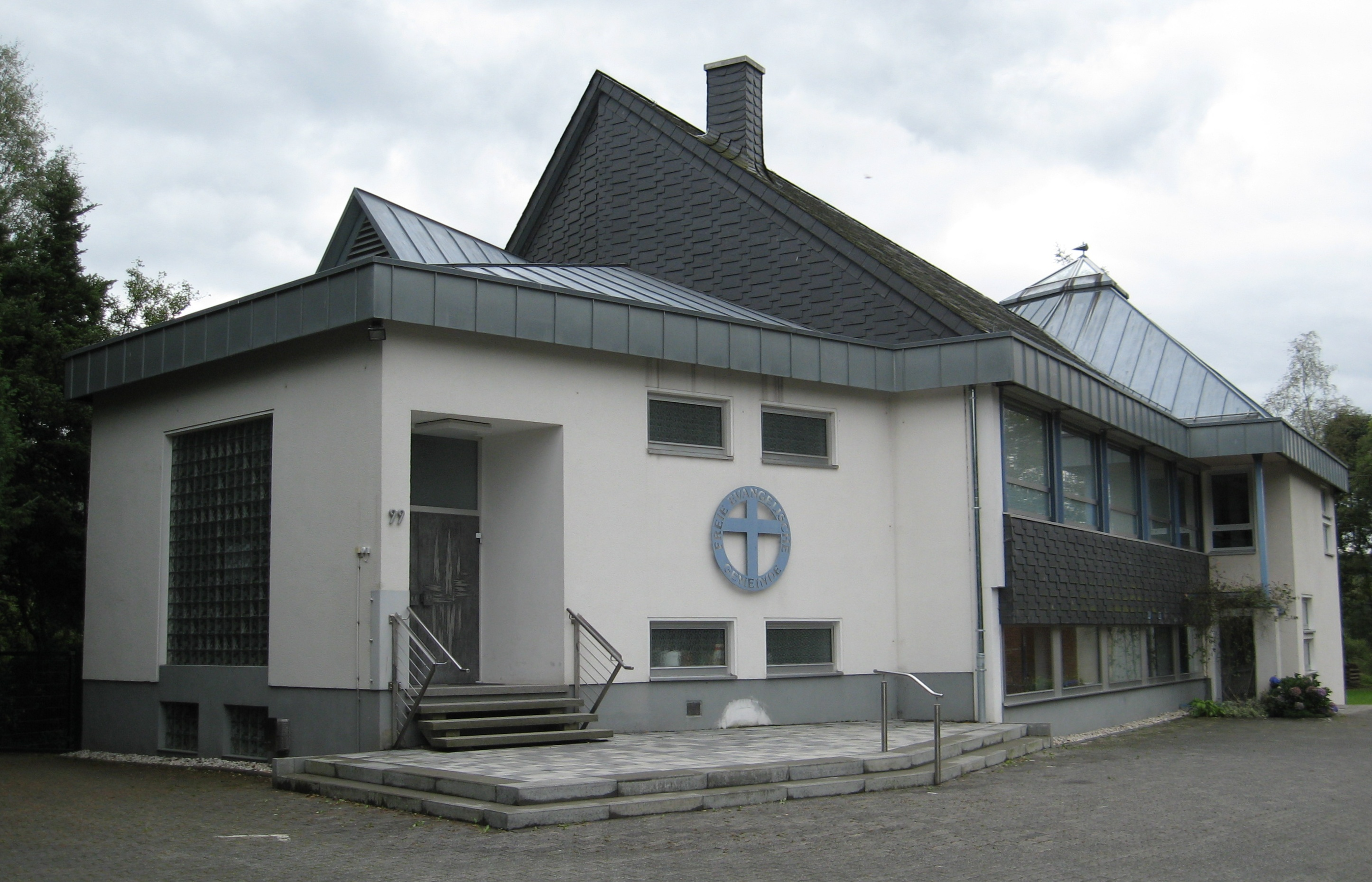
FeG Wilden, erste im Siegerland gegründete FeG (1875)

Das Gemeindegebiet im evangelischen Kirchenkreis Siegen ist in drei Kirchengemeinden aufgeteilt. Die meisten Ortsteile gehören zur Kirchengemeinde Rödgen-Wilnsdorf, das sind Obersdorf (mit Rödgen) und Oberdielfen im Pfarrbezirk I, sowie Niederdielfen, Anzhausen und Flammersbach im Pfarrbezirk II der ehemaligen, bis zum 31. Dezember 2010 existenten Kirchengemeinde Rödgen. Zur ehemaligen Kirchengemeinde Wilnsdorf gehören Wilnsdorf, Wilden und Wilgersdorf, wobei die beiden letzten zum Pfarrbezirk II gehören und Wilnsdorf den Pfarrbezirk I bildet. Seit dem 1. Januar 2011 bilden die Kirchengemeinden Wilnsdorf und Rödgen aufgrund zu niedriger Gemeindegliederzahlen zusammen die Kirchengemeinde Rödgen-Wilnsdorf. Die Strukturen der Gemeinden wurden weitgehend beibehalten, sie sollen langsam zusammenwachsen. Rudersdorf und Gernsdorf gehören zum 2. Pfarrbezirk der Kirchengemeinde Deuz, die flächenmäßig im Kirchenkreis die zweitgrößte ist. Rinsdorf gehört zur Kirchengemeinde Eisern.
Die katholischen Kirchengemeinden der Gemeinde Wilnsdorf gehören zum Pastoralverbund Südliches Siegerland im Dekanat Siegen, Erzbistum Paderborn. Das Gemeindegebiet ist in drei Pfarreien aufgeteilt. Zur Pfarrei Wilnsdorf gehören die Gemeinden St. Martinus mit Wilnsdorf und Wilden, sowie die Gemeinde St. Josef in Wilgersdorf. Die Pfarrei Rödgen ist in drei Gemeinden aufgeteilt: Herz Jesu in Niederdielfen und Oberdielfen, St. Johannes Baptist in Obersdorf/Rödgen und Maria-Königin in Eisern und Rinsdorf. Zur Pfarrei Rudersdorf gehören die Kirchengemeinden St. Johannes Ev. in Gernsdorf, St. Laurentius in Rudersdorf und St. Antonius in Anzhausen mit Flammersbach.
Neben den Kirchengemeinden gibt es in Wilnsdorf und in Wilden je eine Freie evangelische Gemeinde (FeG). Während die Wildener FeG bereits 1875 gegründet wurde und damit die älteste im Siegerland ist, besteht die Wilnsdorfer FeG erst seit 1988.

## Politik

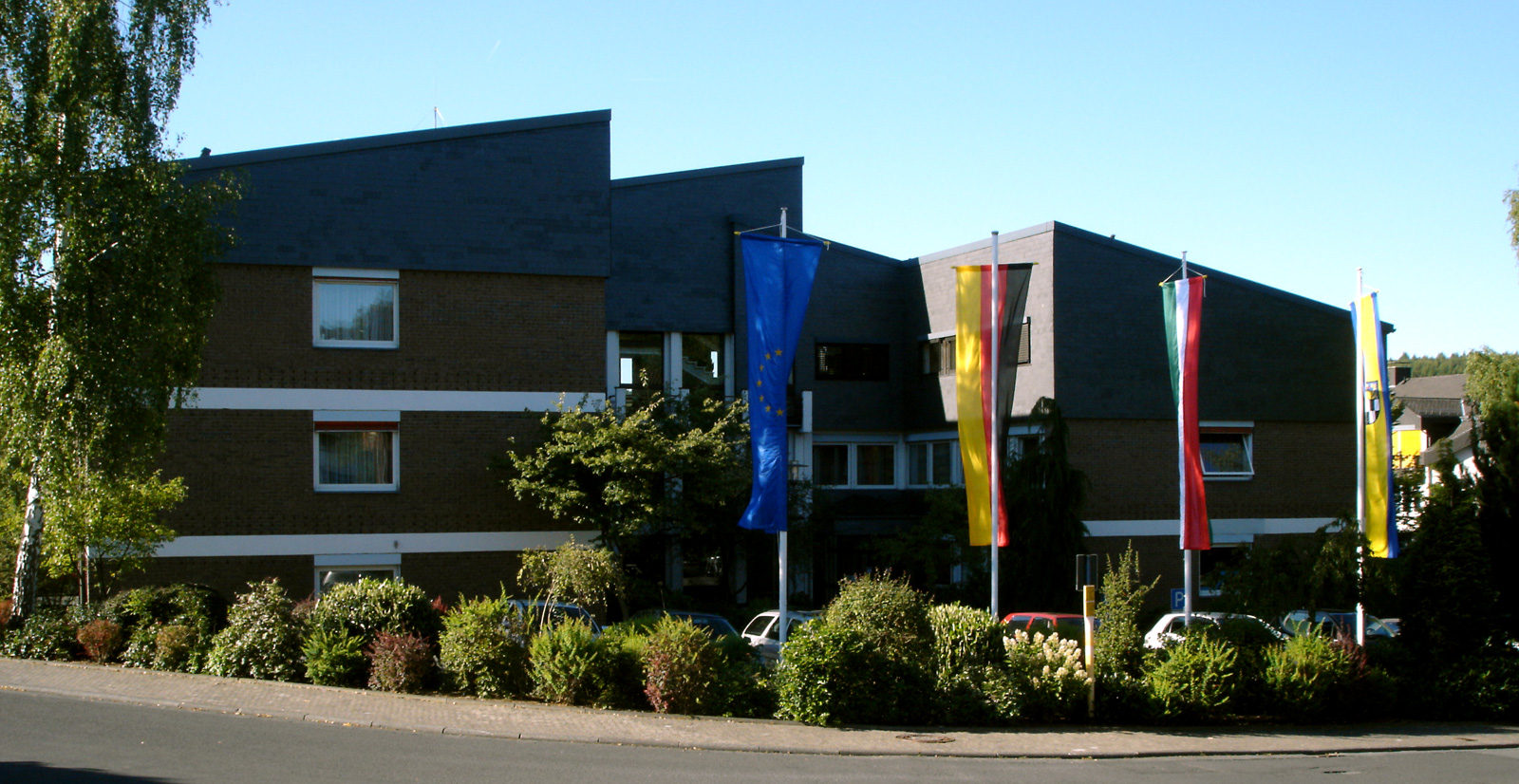
Rathaus in der Wilnsdorfer Ortsmitte

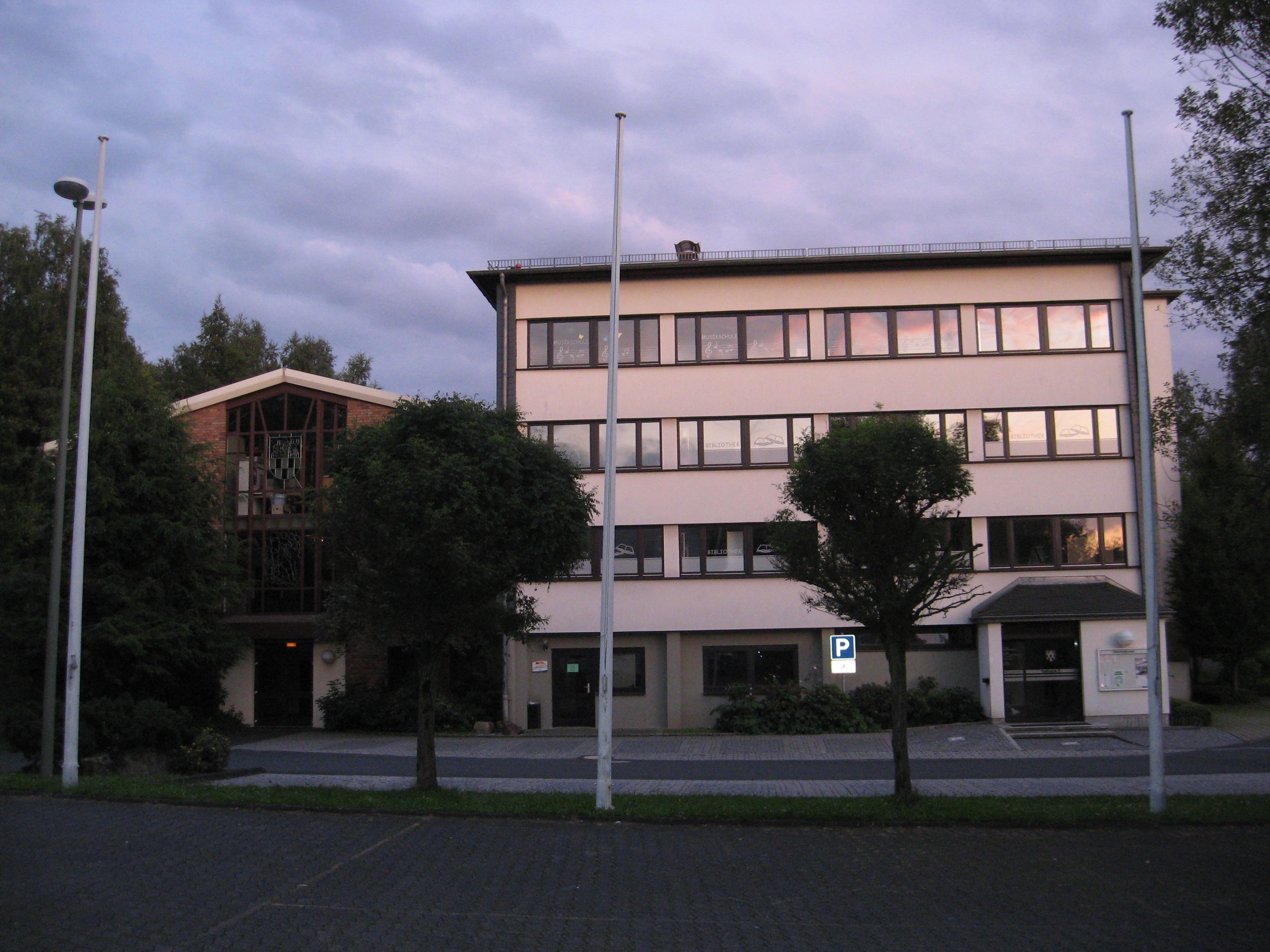
Rathaus Wilnsdorf – Teil II

Das Wilnsdorfer Rathaus liegt mitten im heutigen Ortszentrum, im nördlichen Umkreis umgeben von Gebäuden des Einkaufszentrum, wobei der neuste teil westlich davon liegt. Südöstlich liegen die Festhalle und das Museum Wilnsdorf. Nach dem Anbau des Rathauses im Jahr 1964, noch vor der großen Gebietsreform, war die Verwaltung des Amtes Wilnsdorf in zwei alte Gebäude und einen neuen Anbau untergebracht. Durch die Gebietsreform 1969 und die Bildung der Gemeinde Wilnsdorf mit elf Ortsteilen wurden diese Räume zu klein und den gewachsenen Anforderungen nicht mehr gerecht, weshalb die Gemeinde nun Planungen anstellte. Ende 1975 ergab sich durch Anzeichen wirtschaftlicher Rezession die Chance, mit 80 % Zuschüssen von Bund und Land günstig ein neues Rathaus errichten zu können. Im Januar 1976 wurde mit dem Bau begonnen, nach elf Monaten Bauzeit der Bau bezogen.

### Gemeinderat
Eine Übersicht über die Wahlergebnisse seit 1989 und die aktuelle Zusammensetzung des Gemeinderats:
| [ 77 ] [ 78 ]   | 2020    | 2020    | 2014   | 2014   | 2009   | 2009   | 2004   | 2004   | 1999   | 1999   | 1994   | 1994   | 1989   | 1989   |
| Partei          | Sitze   | %       | Sitze  | %      | Sitze  | %      | Sitze  | %      | Sitze  | %      | Sitze  | %      | Sitze  | %      |
| --------------- | ------- | ------- | ------ | ------ | ------ | ------ | ------ | ------ | ------ | ------ | ------ | ------ | ------ | ------ |
| CDU             | 15      | 43,46   | 18     | 53,3   | 20     | 54,1   | 22     | 60,9   | 25     | 65,6   | 24     | 57,3   | 20     | 50,0   |
| SPD             | 10      | 28,32   | 9      | 27,6   | 9      | 24,9   | 8      | 23,3   | 10     | 26,3   | 13     | 32,2   | 14     | 37,0   |
| Wählergruppe1   | 5       | 15,81   | 4      | 11,2   | –      | –      | –      | –      | –      | –      | –      | –      | –      | –      |
| FDP             | –       | –       | –      | –      | 5      | 12,5   | 4      | 10,0   | 1      | 3,9    | –      | 4,3    | 3      | 7,5    |
| GRÜNE           | 3       | 9,35    | 3      | 7,6    | 2      | 6,6    | 2      | 5,8    | 2      | 4,3    | 2      | 6,2    | 2      | 5,6    |
| AfD             | 1       | 3,05    | –      | –      | –      | –      | –      | –      | –      | –      | –      | –      | –      | –      |
| REP             | –       | –       | –      | –      | –      | 1,1    | –      | –      | –      | –      | –      | –      | –      | –      |
| NPD             | –       | –       | –      | –      | –      | 0,8    | –      | –      | –      | –      | –      | –      | –      | –      |
| Gesamt2         | 34      | 100     | 34     | 100    | 36     | 100    | 36     | 100    | 38     | 100    | 39     | 100    | 39     | 100    |
| Wahlbeteiligung | 64,61 % | 64,61 % | 59,7 % | 59,7 % | 61,1 % | 61,1 % | 58,8 % | 58,8 % | 65,8 % | 65,8 % | 87,6 % | 87,6 % | 75,1 % | 75,1 % |

1 Bürger für Wilnsdorf und FDP e. V.    
2 Ohne Berücksichtigung von Rundungsdifferenzen

### Bürgermeister
Bis 1997 gab es in Wilnsdorf statt eines hauptamtlichen Bürgermeisters einen Gemeindedirektor. Dieser war Chef der Verwaltung und Vertreter der Kommune in allen Rechts- und Verwaltungsangelegenheiten. Er musste nachweisbar für seine Aufgabe fachlich qualifiziert sein und eine ausreichende berufliche Erfahrung mitbringen. Er wurde vom Rat der Gemeinde auf acht Jahre gewählt, durfte aber selbst kein Ratsmitglied sein.
Der Bürgermeister dagegen wurde aus der Mitte des Rates für die Dauer der Ratswahlperiode, also fünf Jahre, gewählt. Er musste Ratsmitglied sein. Wie jedes andere Ratsmitglied war er nebenamtlich tätig, er hatte also neben dem Ratsmandat in der Regel einen normalen Beruf. Aufgabe des Bürgermeisters war der Vorsitz im Rat und im Hauptausschuss sowie politische Repräsentationstätigkeit für den Rat.
Mit dem Änderungsgesetz zur Kommunalverfassung von 1994 wurde vom nordrhein-westfälischen Gesetzgeber festgelegt, dass die bisherige Doppelspitze spätestens mit der Kommunalwahl 1999 abgeschafft und die Spitzenfunktionen mittels Direktwahl durch die Bürgerschaft auf eine Person, den hauptamtlichen Bürgermeister, übertragen werden. Dies trat in Wilnsdorf im Jahre 1997 ein.
- Bürgermeister 1969–1997
  - 1969–1977: Wilhelm C. Moos (CDU)
  - 1977–1997: Elmar Schneider (CDU)
- Gemeindedirektor bzw. hauptamtlicher Bürgermeister
  - 1969–2004: Karl Schmidt (CDU)
  - 2004–2009: Werner Büdenbender (CDU)
  - 2009–2020: Christa Schuppler (parteilos, von CDU nominiert)
  - 2020– : Hannes Gieseler (SPD, von SPD, Grünen und BfW/FDP nominiert)[82]

### Wappen und Banner

Banner der Gemeinde Wilnsdorf

| Wappen von Wilnsdorf | Blasonierung: „Erhöht geteilt; oben in Blau ein von sieben goldenen (gelben) Schindeln begleiteter, wachsender, rot bewehrter, goldener Löwe, unten geteilt von Silber (Weiß) und Schwarz mit zwei Pfählen in verwechselten Farben.“                          |
| Wappen von Wilnsdorf | Wappenbegründung: Im oberen Teil des Gemeindewappens befindet sich der nassauische Löwe. Blau und Gold symbolisieren die Farben des Hauses Nassau. Die untere Hälfte besteht aus dem Schild des Rittergeschlechts von Kolbe in den Farben Silber und Schwarz. |

Das Wappen wurde am 17. August 1937 verliehen und war bis 1969 das Wappen des Amtes Wilnsdorf. Im Zuge der kommunalen Gebietsreform wurde es als Wappen für die neue Großgemeinde Wilnsdorf übernommen. Das Wappen der ehemaligen Gemeinde Wilnsdorf, verliehen am 31. Juli 1939, hat 1969 seine Rechtsgültigkeit verloren.
| Wappen der ehemaligen Gemeinde Wilnsdorf | Blasonierung: „Geteilt in Blau und Silber (Weiß), oben in Blau ein silberner (weißer) Halbmond; unten viermal gespalten und einmal geteilt in Schwarz und Silber (Weiß).“                                                              |
| Wappen der ehemaligen Gemeinde Wilnsdorf | Das am 31. Juli 1939 verliehene Wappen der Gemeinde Wilnsdorf zeigt im oberen Feld den Halbmond als metallurgisches Zeichen für Silber und unten den Kolbeschen Schild. Das Wappen hat 1969 offiziell seine Rechtsgültigkeit verloren. |

### Städtepartnerschaften
Seit dem 2. Oktober 1992 besteht eine Städtepartnerschaft in Form einer Interessen- und Fördergemeinschaft mit Steinbach-Hallenberg in Thüringen.

## Kultur und Sehenswürdigkeiten

### Museen und Kultur

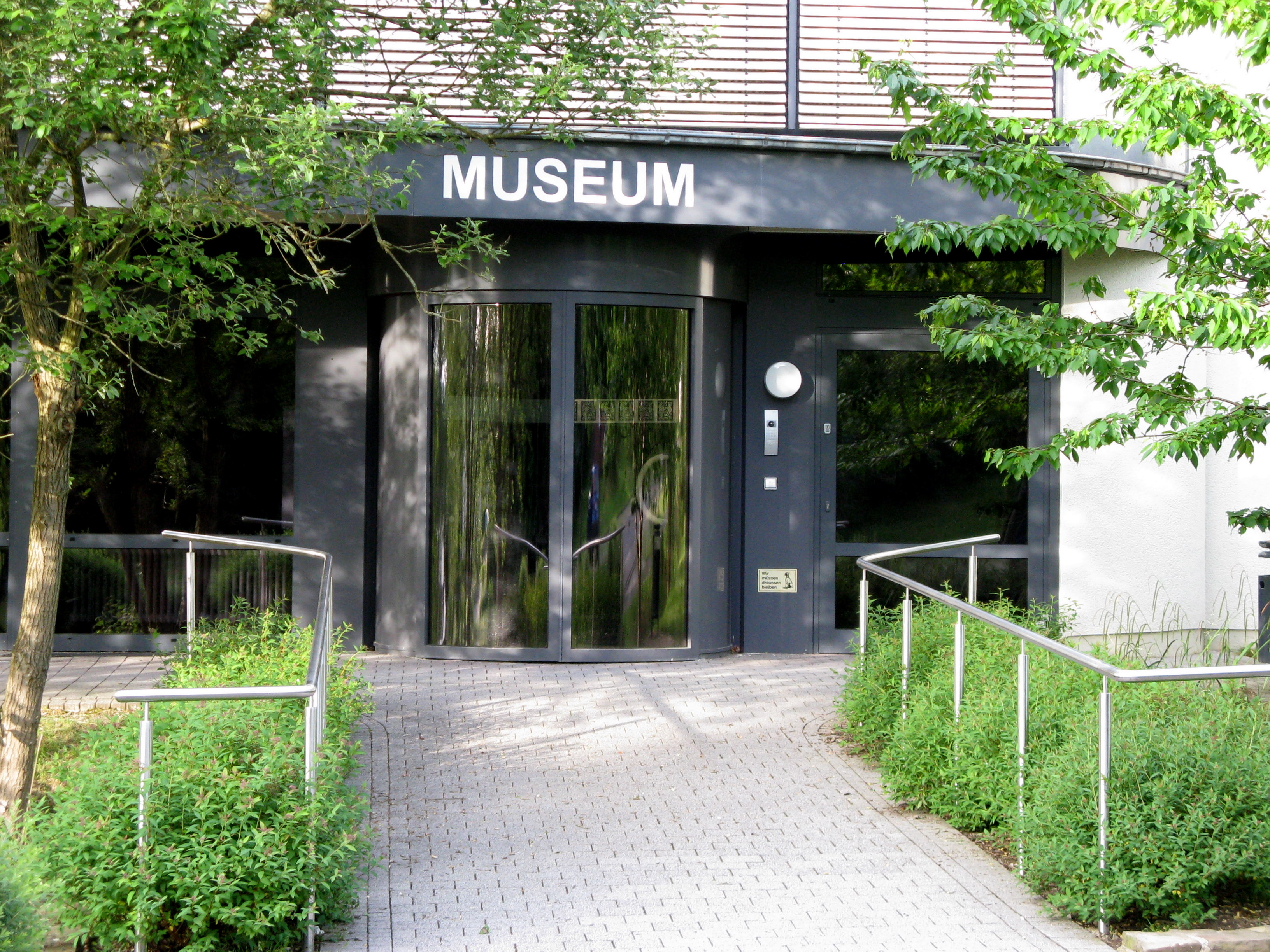
Eingang zum Museum in Wilnsdorf

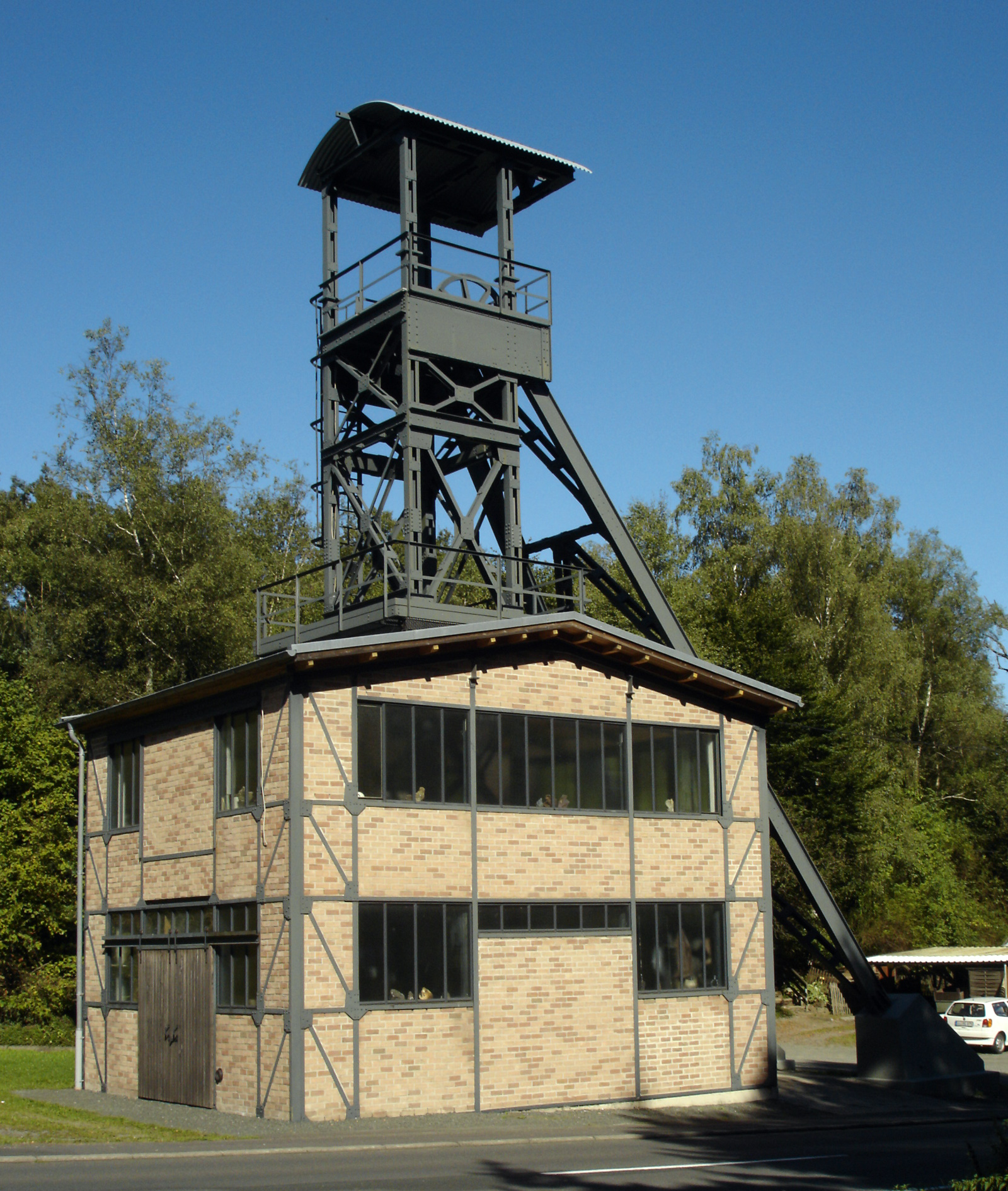
Fördergerüst Niederdielfen

- Museum Wilnsdorf

In der Nähe des Rathauses befindet sich das Museum Wilnsdorf, bestehend aus Volkskundlichem Museum und kulturgeschichtlicher Begegnungsstätte. Das Volkskundliche Museum wurde 1993 eröffnet und vermittelt auf zwei Etagen realitätsnahe Einblicke in viele Bereiche von Leben und Arbeit im südlichen Siegerland zu Beginn des 20. Jahrhunderts. Eine separate Ausstellung erinnert an die Zeit des Siegerländer Bergbaus. Ein naturkundliches Kabinett gibt Aufschluss über die Insekten und Pflanzen des Siegerlandes. Die kulturgeschichtliche Begegnungsstätte ermöglicht eine „Reise durch die Zeit“ von der Erdgeschichte über die Steinzeiten und die antiken Hochkulturen bis ins Mittelalter und in die Neuzeit. Wechselnde Sonderausstellungen vertiefen und erweitern das Spektrum.
- Heimatstube Rinsdorf

In der im Jahre 1791 erbauten ehemaligen Kapellschule im Ortsteil Rinsdorf werden Zeugnisse und Werkzeuge aus der Bergbaugeschichte und der Siegerländer Handwerkskunst ausgestellt. Zudem gibt es ein originalgetreu eingerichtetes Schulzimmer aus dem 19. Jahrhundert sowie Grubenlampen, eine Mineraliensammlung und eine Ausstellung von Werkzeugen für die Landwirtschaft und den Erzbergbau. Vor dem Gebäude befinden sich eine Bergmannsstatue und ein Grubenwagen. Daneben wird vor allem die geschichtliche und kulturelle Entwicklung Rinsdorfs gezeigt. Im Anbau sind zahlreiche landwirtschaftliche Geräte zu sehen.
- Förderturm Niederdielfen

Der ursprüngliche Förderturm auf dem Julianschacht der Grube Grimberg in Niederdielfen wurde 1911 nach Einstellung des Betriebs abgerissen. 1995 wurde auf dem Grubengelände der aus Bensberg stammende Förderturm aufgebaut, der an die fast 2500-jährige Geschichte des Bergbaus und der Eisenverhüttung in der Region erinnert. Der 16 Meter hohe Turm mit seinem Schachtgebäude ist, obwohl er nicht aus der Region stammt, als typisch für die Förderanlagen im Siegerland anzusehen. Rund um den Turm und in seinem Inneren sind Zeugnisse und Geschichte des Siegerländer Erzbergbaus zu sehen.
- Rieselwiese Rinsdorf

In Rinsdorf befindet sich an der Landesstraße 907 die aus dem Jahr 1996 stammende Rieselwiese. Da für die Herstellung der für die Eisenverhüttung wichtigen Holzkohle im Siegerland keine Wälder gerodet werden durften, waren Heuwiesen für die Futtergewinnung für das Vieh Mangelware. Aus diesem Grund wurden die wenigen Wiesen in den Talgründen von den Siegerländer Bauern seit 1534 mittels eines komplexen Systems bewässert, um sie durch die im Wasser enthaltenen Schwebstoffe und Mineralien ertragreicher zu machen. Damit konnten die Erträge für das Winterfutter um ein Drittel gesteigert werden. Durch die 1853 in Siegen gegründete Wiesenbauschule wurde der Siegerländer Wiesenbau weltweit bekannt. Erst durch die Entwicklung des Kunstdüngers und der Drainagetechnik verloren der Wiesenbau und damit auch die Rieselwiesen ihre Bedeutung.

### Bauwerke

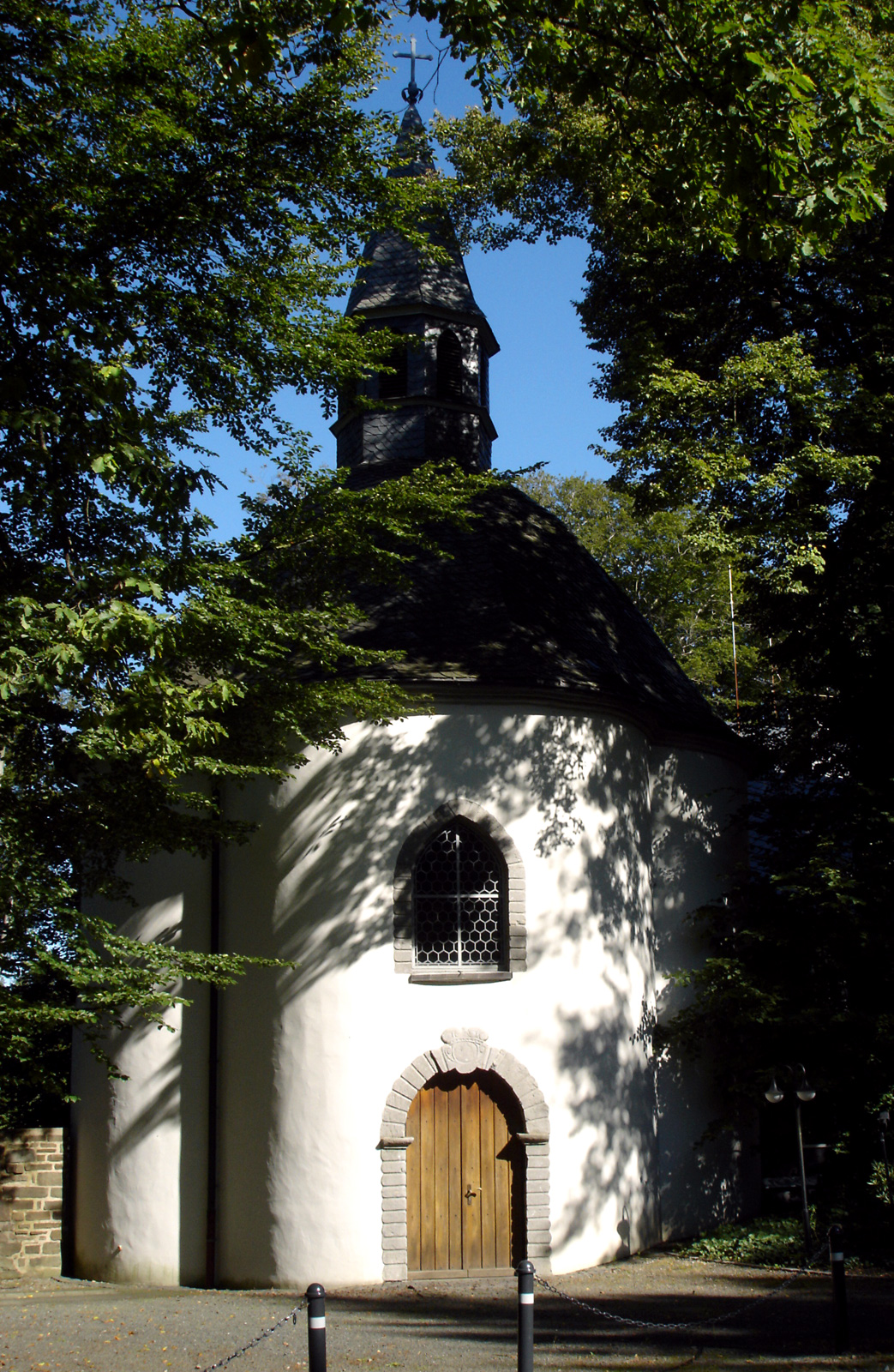
Eremitage

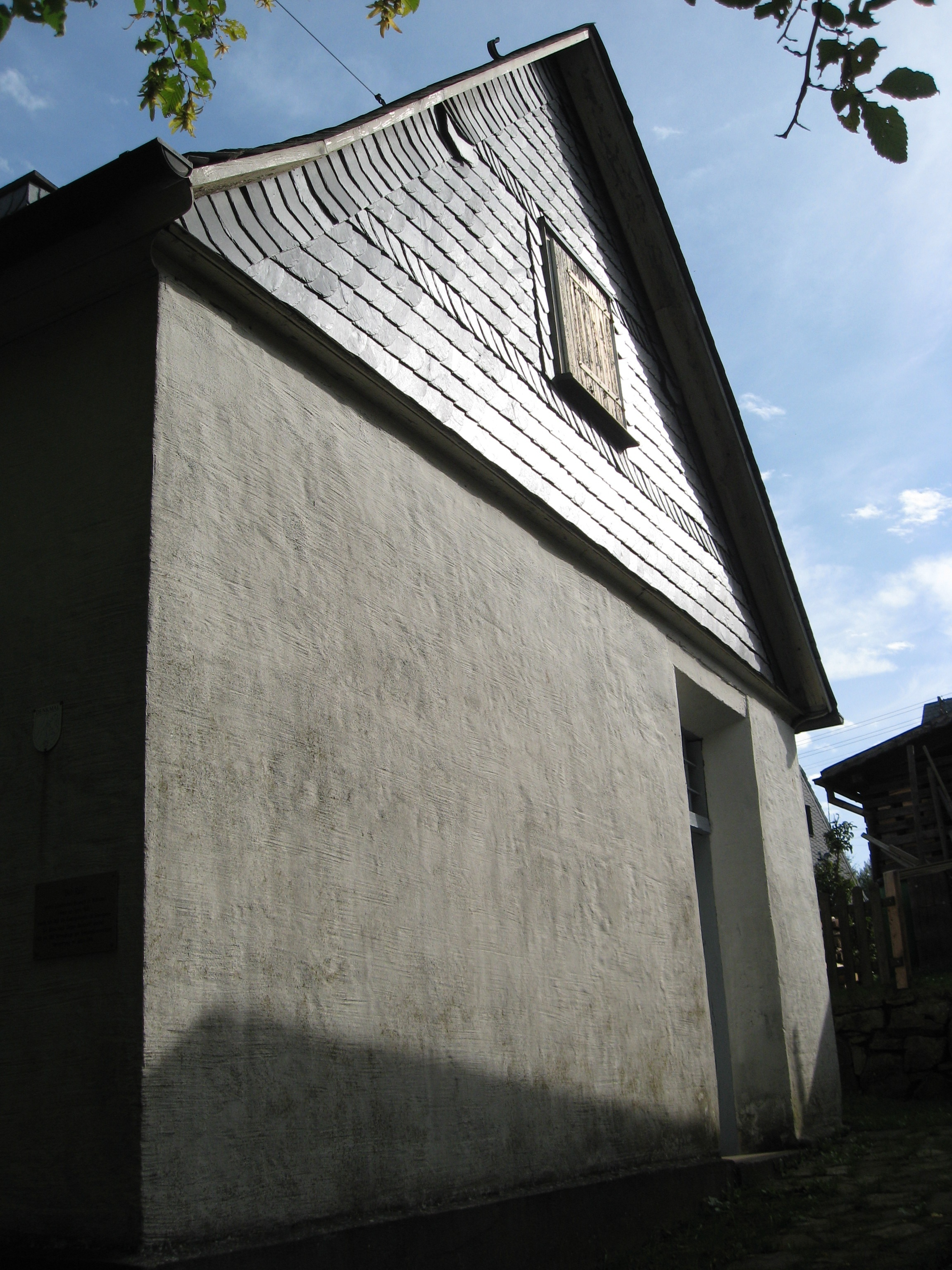
Das Arrestgebäude „Det Räst“

- Pfarrkirche Rödgen

Eine Pfarrkirche in Rödgen (Obersdorf) wurde am 4. März 1328 das erste Mal urkundlich erwähnt. Die alte Kirche wurde 1778 wegen Baufälligkeit abgerissen und zwischen 1779 und 1782 in der heutigen Form wiederaufgebaut. Aufgrund von Streitigkeiten zwischen Katholiken und Protestanten wurde in den Jahren 1787/88 westlich des Turms eine neue Kirche gebaut, so dass sich der Kirchturm in der Mitte des Gebäudes befindet und von beiden Konfessionen genutzt werden konnte. Der Kirchturm selbst steht auf einem romanischen Fundament. An dem Turm befindet sich eine Gedenktafel aus dem Jahr 1765 mit lateinischer Inschrift. Das Glockenspiel besteht aus drei Glocken. Die älteste aus dem Jahr 1515 trägt den Namen Maria und ist etwa 300 Kilogramm schwer. Die zweite, dem heiligen Martin geweihte Glocke, stammt aus dem Jahr 1924 und wiegt zirka 500 Kilogramm. Die jüngste aus dem Jahr 1959 hat ein Gewicht von 723 Kilogramm und trägt keinen Namen. Auf ihr ist ein Vers des aus Obersdorf stammenden Dichters Wilhelm Schmidt zu lesen. Das Gebäude der älteren, evangelischen Kirche ist 23 Meter lang und ungefähr 13 Meter breit. Das Gebäude mit seinem 3/6-Chorschluss wird durch die schlanken, hohen Fenster mit Rundabschluss geprägt. Die ursprüngliche, aus dem Jahr 1680 stammende Orgel wurde in dem ursprünglichen Gebäude 1782 wiederaufgestellt, im Jahr 1899 aber durch eine neue ersetzt. Diese Röver-Orgel ist eine Rarität in Westfalen.
- Eremitage

Die Wallfahrtstätte Eremitage liegt an der Bundesstraße 54 nördlich von Obersdorf und westlich von Niederdielfen und stammt aus dem Jahre 1684. Zu der Wallfahrtstätte gehören eine Kapelle, ein Heiligenhäuschen mit Eremitengrab, ein Kreuzweg, ein Waldaltar und eine Eremitenklause. In der Kapelle befindet sich ein Altar aus dem Jahre 1736. Die Klause gehört zu den ältesten Fachwerkhäusern im Siegerland. Die Wallfahrtstätte Eremitage wurde 1953 mit der Gründung des Klosters des Klarissenordens (OSC) erweitert. Seit 1993 wird das Haus von der Caritas zur Schulung pflegender Angehöriger von Demenzkranken im Kreis Siegen-Wittgenstein genutzt.
- Evangelische Kirche Wilnsdorf

Die evangelische Kirche in Wilnsdorf wurde zwischen 1911 und 1913 auf den Grundmauern der Wilnsdorfer Burg erbaut und fasst bis zu 600 Menschen. Architekt Gustav Mucke entwarf einen Plan für den Neubau der Kirche. Dieser wurde am 8. Februar 1908 genehmigt. Nachdem die Finanzierung geregelt war, konnte am 6. November 1911 der erste Spatenstich ausgeführt werden. Bereits im Dezember wurden die ersten Steine vermauert. Am 9. April 1912 wurde mit dem Abbruch der alten Kirche begonnen. Der Turm der Kirche ist 36 Meter hoch. Im Gegensatz zu vielen anderen Kirchen befindet er sich im hinteren Teil der Kirche. Am 20. April 1913 wurde die Kirche geweiht. Im vorderen Teil sind an der linken Seitenwand ein Wappen und ein Symbol der Herren von Wilnsdorf, an der rechten Wand ein brennender Turm und die Jahreszahl 1233 zur Erinnerung an die Zerstörung Wilnsdorfs in diesem Jahr zu sehen. Im Jahr 1977 erhielt die Kirche den Denkmalschutzstatus. Von 2009 bis 2010 wurde sie teilweise saniert und mit einer neuen Heizungsanlage versehen.
- Arrestgebäude Wilnsdorf

Das zwischen 1837 und 1839 erbaute Arrestgebäude ist ein Beispiel für die polizeiliche Tätigkeit des 19. Jahrhunderts. Ungewöhnlich für die damalige Zeit wurde das Dach mit Schiefer gedeckt und nicht, wie üblich, mit Stroh. Genutzt wurde es im gesamten Amt Wilnsdorf. Nachdem ein Gefangener aus einer der beiden Zellen durch das Dach geflohen war, zog man 1927 Betondecken ein. Bis September 1959 wurde es als Arrestgebäude genutzt. Im Jahr 1988 wurde das Gebäude renoviert und in die Wilnsdorfer Denkmalliste aufgenommen. Es kann besichtigt werden und bietet einen Einblick in den Strafvollzug der damaligen Zeit.
- Dorfschmiede Wilden

Die aus der Mitte des 19. Jahrhunderts stammende Schmiede in Wilden ist dank des Einsatzes des örtlichen Heimatvereins fast vollständig erhalten und kann bei besonderen Anlässen besichtigt werden. Die Schmiede war bis in die 1960er-Jahre in Betrieb und stand ursprünglich im Köhlerweg in Oberwilden. In ihr wurden Werkzeuge für Landwirtschaft, Hauberg und Bergbau hergestellt, repariert und geschärft; bis 1980 wurde sie nur noch sporadisch betrieben. Im Jahr 1984 wurde die Schmiede in der Wildener Ortsmitte (Mittelwilden) wiederaufgebaut.
- Wassermühle Niederdielfen

Die am Filsbachtälchen in Niederdielfen gelegene Mühle aus der ersten Hälfte des 18. Jahrhunderts wurde in den Jahren 1992/93 funktionstüchtig restauriert und kann bei Gelegenheit mehrere Male im Jahr in Betrieb besichtigt werden. Das Mahlwerk der Mühle, einschließlich der zum Teil geschmiedeten, zum Teil aus Gusseisen hergestellten Mechanik, ist vollständig erhalten. Das Baudatum ist nicht genau bestimmbar. Urkundlich belegt ist die Mühle in der ersten Hälfte des 18. Jahrhunderts, mündliche Überlieferungen gehen auf das Jahr 1729 zurück.
- Eisenzeitlicher Schmelzofen Obersdorf

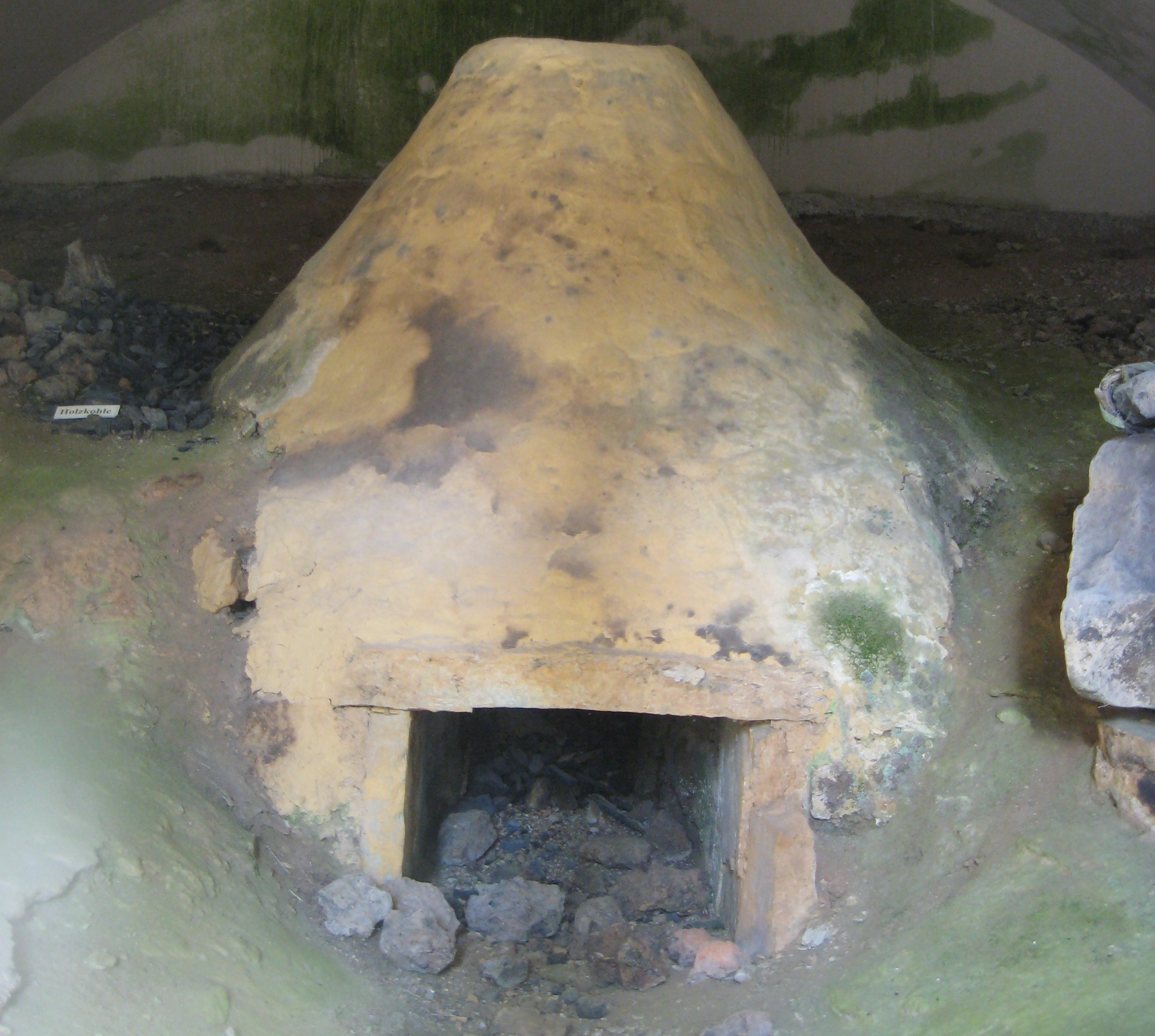
La-Tène-Ofen Obersdorf

Durch die oberflächennah vorkommenden Eisenerze, die ohne komplizierte bergbauliche Verfahren gewonnen werden konnten, reicht die Periode der Eisenverhüttung im Siegerland schon bis in die Latènezeit 500 v. Chr. zurück. Davon zeugt der auf dem Homberg gelegene eisenzeitliche Windofen in der Nähe der Silberquelle bei Obersdorf. Er wurde originalgetreu wieder aufgebaut und in einem kleinen Häuschen mit Glasfront untergebracht.

### Denkmäler
Die Denkmalliste der Gemeinde Wilnsdorf enthält 61 Denkmäler, davon sind 57 Baudenkmäler, 3 Bodendenkmäler und 1 bewegliches Denkmal. 39 Denkmäler befinden sich in privatem, 9 in kirchlichem, zehn in gemeindlichem, 2 in Landes- und 1 in Bundeseigentum.

### Musik und Theater
1976 wurde eine Jugendmusikschule in der noch jungen Gemeinde Wilnsdorf eingerichtet. Diese unterrichtet heute ca. 350 Schüler in zwölf verschiedenen Instrumenten und Gesang. In den elf Ortsteilen gibt es acht CVJM-Posaunenchöre und verschiedene andere Musikvereine sowie gemischte Chöre und Gesangsvereine.
Wilnsdorf bietet in der Aula und im Forum des Gymnasiums, in der Wilnsdorfer Festhalle und in diversen Bürger- und Dorfgemeinschaftshäusern Platz für Musik- und Theateraufführungen von Gemeinde, Schulen oder externen Einrichtungen.
Seit Oktober 2008 hat der Theaterverein „Die Laien“ e. V. seinen Sitz in der Gemeinde Wilnsdorf, siehe Niederdielfen#Theaterverein.

### Sport

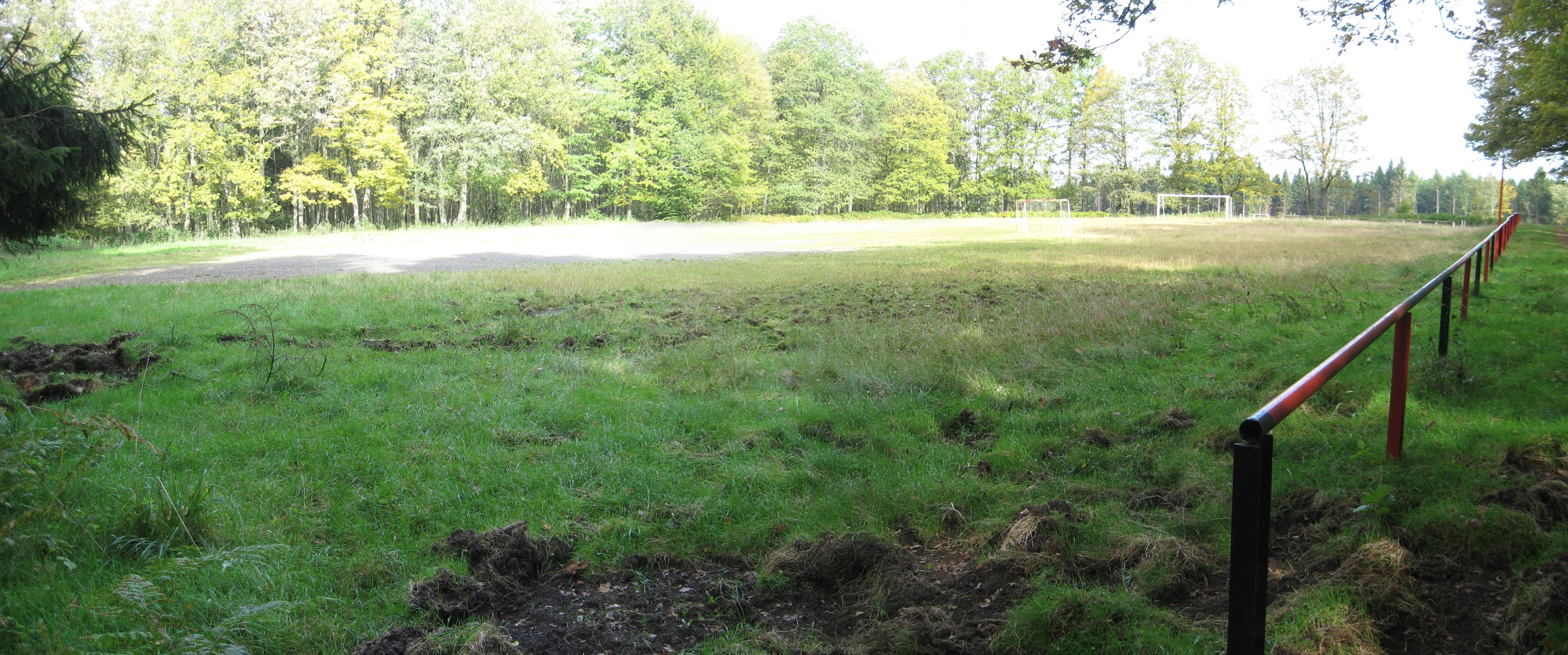
Der zweite Wilnsdorfer Sportplatz an der Kalteiche

Sportplätze gibt es in allen elf Ortsteilen. Seit 2008 werden alle saniert und mit Kunstrasen und Kleinspielfeldern ausgestattet. Turnhallen gibt es außer in Flammersbach und Gernsdorf in allen Ortsteilen. Auch Bolzplätze stehen in allen Ortsteilen zur Verfügung. Drei Volleyballfelder, zwei Tennisclubs und zwei Reiterhöfe ergänzen die Sportmöglichkeiten. Im 1980 gebauten Freizeitpark Höhwäldchen in Wilnsdorf gibt es ein Fitness-Center mit Sauna und Möglichkeiten für Volleyball-, Tennis- und Squashspiel. Der Sportplatz, der mit einer Fußgängerbrücke über die L 722 mit dem Gymnasium verbunden ist, besteht seit 1977. 2007 wurde er saniert. Der Ort Wilnsdorf verfügt über einen zweiten Sportplatz an der Kalteiche in der Nähe des Wilnsdorfer Weihers.
Dem Wilnsdorfer Gemeindesportverband (GSV) gehören 40 Vereine mit über 7000 Mitgliedern an. Fast jeder Ort hat seinen eigenen Sportverein, einige sind ortsübergreifend. Der bekannteste ist der TuS Wilnsdorf-Wilgersdorf. Dort begann Gerhard Neuser seine Karriere. Der Verein entstand am 20. Juni 1970 durch den Zusammenschluss des 1910 gegründeten VfB Wilnsdorf und des TuS Wilgersdorf. Wie der VfB Wilnsdorf wurden auch in anderen Ortsteilen bereits vor dem Ersten Weltkrieg Sport- und Turnvereine gegründet, wie z. B. in Flammersbach, Anzhausen und Wilden.

### Regelmäßige Veranstaltungen

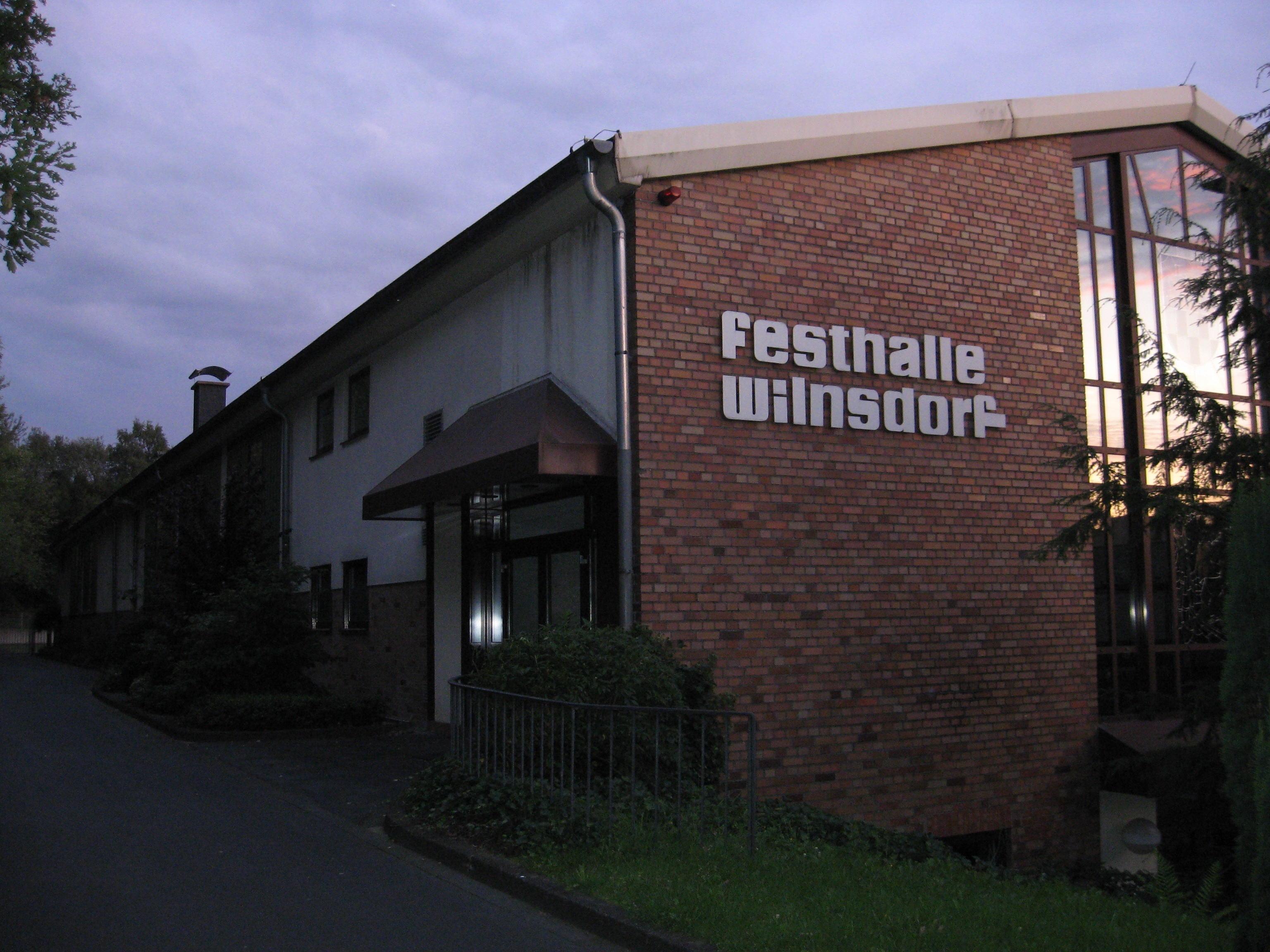
Festhalle Wilnsdorf

In regelmäßigen Abständen finden in der Festhalle, im Museum Wilnsdorf und im Haus Heimat in Rudersdorf Ausstellungen, Börsen und (Film-)Vorführungen statt, wie z. B. die Bergbau- und Mineralienbörse oder Modellbaubörsen. In der Aula und im Forum des Wilnsdorfer Gymnasiums finden Vorführungen und Theaterstücke statt. Seit März 1985 gibt es mittwochs in Wilnsdorf einen Wochenmarkt. In regelmäßigen Abständen finden in Wilnsdorf Natur- und Bauernmärkte, Marktfeste und Flohmärkte statt. Seit ein paar Jahren wird im Sommer eine Kirmes auf dem Bruno Kleine-Parkplatz in Wilnsdorf abgehalten. Seit 1993 gibt es jedes Jahr im September oberhalb des Wildener Sportplatzes das Wilnsdorfer Drachenfest. 2009 kamen knapp 3000 Besucher. Am 1. Mai lädt der Angelverein Wilden zum Landeskroner Weiher ein. An Christi Himmelfahrt richtet der VfB Wilden ein Straßenfußballturnier aus.
Die Wilnsdorfer Festhalle entstand 1985 nach dem Umbau der ehemaligen Fabrik Krey. Der Saal ist 540 m² und der Mehrzweckraum 109 m² groß. Der Saal, in dem bis zu 700 Stühle aufgestellt werden können, besitzt eine Bühne. 2009 fanden in der Festhalle 113 Veranstaltungen statt.
In allen Ortsteilen gibt es Bürgerhäuser und -räume, Dorfgemeinschaftshäuser oder Mehrzweckhallen für Veranstaltungen und Feste.

## Wirtschaft und Infrastruktur

### Industrie
Seit dem Bau der Autobahn in den 1960er Jahren wuchs die Zahl der Arbeitsplätze in Wilnsdorf um 2000 auf knapp 4000 an. Die gesamte Industriefläche der Gemeinde beträgt etwa 172 Hektar. Das größte Industriegebiet Lehnscheid liegt zwischen Wilnsdorf und Rinsdorf im Heckenbachtal und ist über eine zusätzliche Auffahrt an die Autobahn 45 angeschlossen. Der Heckenbach wurde dafür verlegt.

#### Industriegebiete
Folgende Industriegebiete gibt es in Wilnsdorf:
| Industriegebiet             | Lage                                | Fläche    | Bemerkung                |
| --------------------------- | ----------------------------------- | --------- | ------------------------ |
| Lehnscheid I-V              | zwischen Wilnsdorf und Rinsdorf     | ca. 83 ha | 1971/72 erschlossen      |
| Lehnscheid VI / Wilden-Nord | zwischen Wilnsdorf und Wilden       | ca. 20 ha | 2004/05 erschlossen      |
| Klabach-Mühlengraben        | zwischen Anzhausen und Flammersbach | ca. 20 ha |                          |
| Auf der Struth              | zwischen Anzhausen und Rudersdorf   | ca. 17 ha | genannt Anzhäuser Mühle  |
| Industriestraße             | in Niederdielfen                    | ca. 17 ha |                          |
| Bautenberg                  | in Wilden                           | ca. 06 ha | ehemaliges Grubengelände |
| Landeskrone I und II        | in Wilden                           | ca. 09 ha |                          |

#### Unternehmen
In Niederdielfen befindet sich der Hauptsitz von Siegenia-Aubi, dem größten von ca. 100 Arbeitgebern in der Gemeinde Wilnsdorf. Weitere Unternehmen sind:
| - Dometic Umformtechnik - FRANK Hochdruck- & Dampftechnologie GmbH - Gayko Fenster-Türenwerk - Gimaex-Schmitz - IKS Klebetechnik - Kühne + Nagel Spedition - KUKA Roboter, Niederlassung West | - Reuco Maschinenbau - Runkel Hochbau - Schenker Spedition - Stumpf Metall - ThyssenKrupp Nirosta - Weisstalwerk Stahlleichtbau - AMH GmbH |

### Verkehr

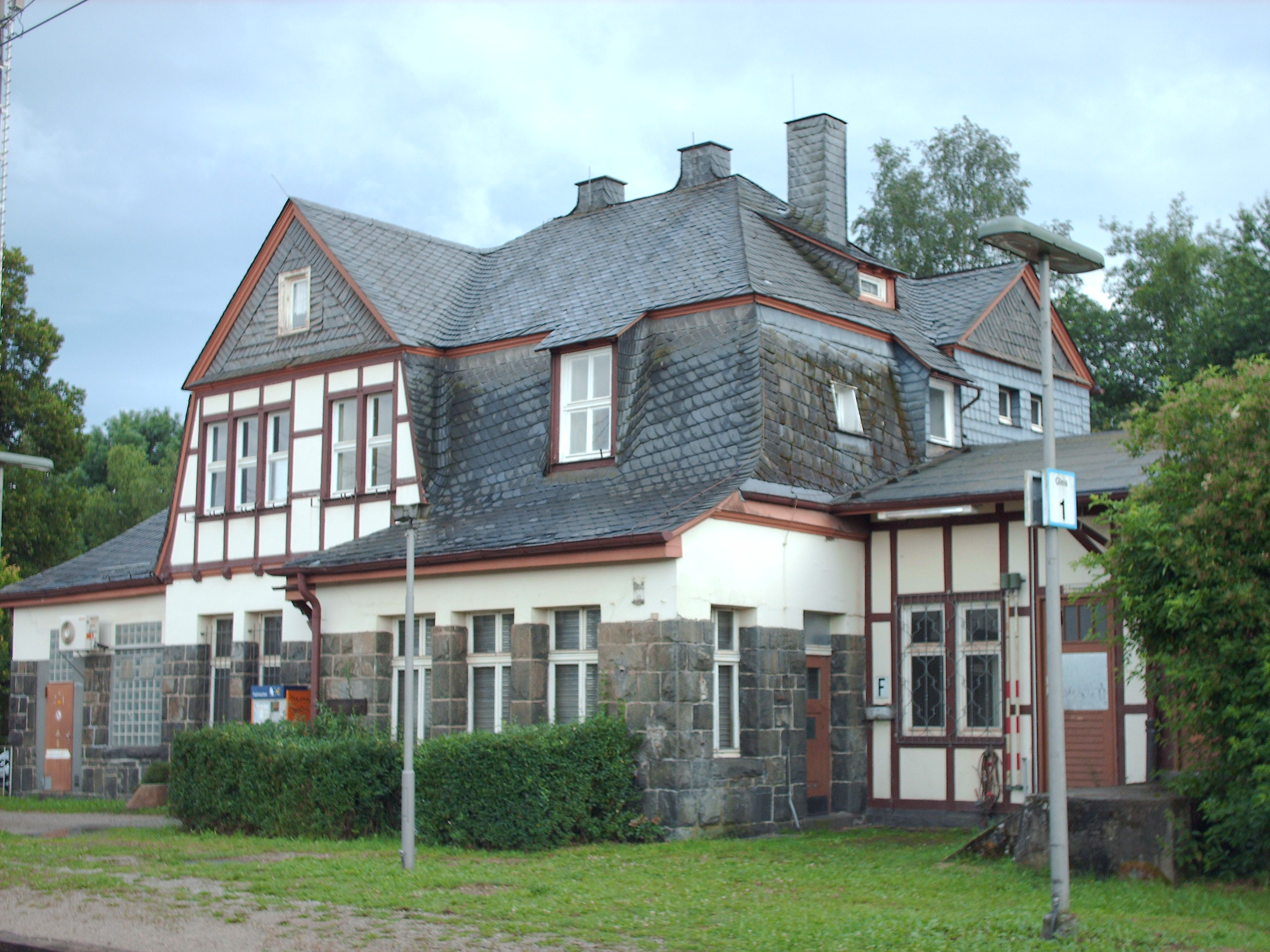
Bahnhofsgebäude Rudersdorf

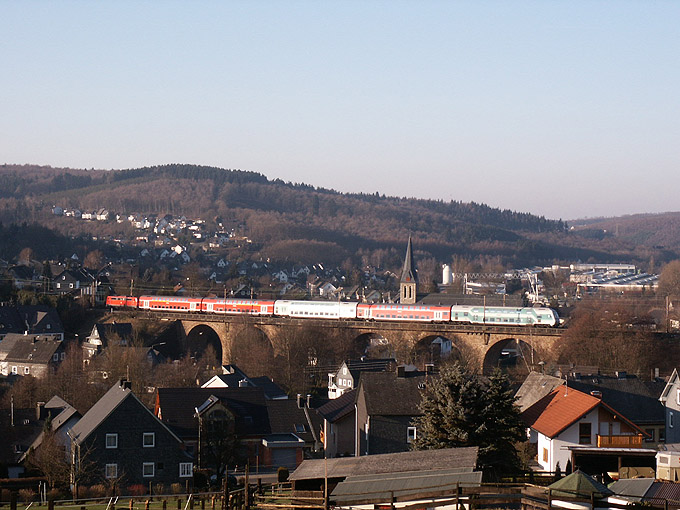
Das ortsbildprägende Viadukt in Niederdielfen

Wilnsdorf verfügt westlich des Ortes gelegen über eine eigene Anschlussstelle zur Autobahn 45, genannt Sauerlandlinie, dessen dazugehöriges Teilstück im November 1967 für den Verkehr freigegeben wurde. In unmittelbarer Nähe dieses Anschlusses ist im September 2005 ein Autohof im Industriegebiet Lehnscheid VI/Wilden Nord unter anderem mit einer Tankstelle, einem Hotel und mehreren Schnellrestaurants eröffnet worden.
Wilnsdorf liegt an der Bundesstraße 54. Die Straße verläuft von Süden bis Nordwesten durch das Gemeindegebiet und verlässt es nördlich von Obersdorf. 1976 wurde die Streckenführung geändert. Bis dahin verlief die Straße von Wilnsdorf über Oberwilden und Gilsbach nach Burbach und durch die Gambach in Richtung Lippe. Aus dem Teilstück Wilnsdorf–Burbach wurde die L 723. Die aktuelle Strecke führt über die Kalteiche (alte B 277) und östlich von Würgendorf in Richtung Lippe. Im Jahr 1982 wurde die heutige Landesstraße 722 bis zur Anzhäuser Mühle, zur besseren Anbindung der Orte Anzhausen und Rudersdorf an den Kernort Wilnsdorf ausgebaut. Die L 722 zieht sich ebenfalls durch das gesamte Gemeindegebiet. An ihr liegen Wilden, Wilnsdorf, Rudersdorf und Gernsdorf.
Der öffentliche Nahverkehr im Bereich Bus wird durch die Verkehrsbetriebe Westfalen-Süd und der BRS (Busverkehr Ruhr-Sieg) betrieben. Der größte Teil des Verkehrs wird durch die Linien R12 (Wilnsdorf – Niederdielfen – Siegen), R13 (Wilgersdorf – Rudersdorf – Niederdielfen – Siegen) und R15 (Neunkirchen – Wilden – Wilnsdorf – Rinsdorf – Eisern – Siegen) abgedeckt. Zudem fährt ein Nachtbus von Siegen bis Wilnsdorf.
Mit dem Bahnhof Rudersdorf ist die Gemeinde an die Dillstrecke angeschlossen. Der Bahnhof Niederdielfen wird hingegen nicht mehr im Personenverkehr bedient. Die Strecke wurde im Jahr 1915 freigegeben. Bis in die 1950er-Jahre war Wilnsdorf über den Ortsteil Wilden mit der Freien Grunder Eisenbahn verbunden. Die Strecke verlief von Unterwilden nach Salchendorf (Neunkirchen). Ursprünglich sahen die Planungen vor, die Strecke über Oberwilden und Wilnsdorf nach Wilgersdorf zu führen, sie wurden jedoch nach der Stilllegung der Grube Neue Hoffnung zwischen den beiden letzteren Orten verworfen.
Etwa zwölf Kilometer südlich liegt der Flughafen Siegerland, der von Wilnsdorf über die Bundesstraße 54 zu erreichen ist.

### Medien
Regionale Tageszeitungen sind die Siegener Zeitung mit Sitz in Siegen, die Westfalenpost und die Westfälische Rundschau. Neben diesen Zeitungen erscheinen mit dem SiegerlandKurier, dem Siegerländer Wochenanzeiger (SWA) und der Hellertaler Zeitung regionale Anzeigenblätter. Die Hellertaler Zeitung ist eine ehemalige regionale Tageszeitung, die nur in Wilden verteilt wird.
Ab 1981 wurde Kabelfernsehen in der Gemeinde Wilnsdorf eingerichtet. Rundfunk (unter anderem Radio Siegen) kann über den in Neunkirchen stehenden Sendeturm empfangen werden. Da Wilnsdorf im Grenzgebiet zwischen Nordrhein-Westfalen, Hessen und Rheinland-Pfalz liegt, können außer dem regionalen Radio Siegen auch die Programme des WDR, des hr, des FFH aus Hessen und die Programme von SWR und RPR1 aus Rheinland-Pfalz empfangen werden. Seit Herbst 2005 ist in Wilnsdorf mit DSL der Breitbandinternetzugang über Telefonleitung, mittlerweile auch über Kabel, möglich.

### Öffentliche und soziale Einrichtungen
Die Wilnsdorfer Bibliothek ist neben dem Rathaus II in der Nähe der Festhalle untergebracht und bietet knapp 16.500 Medien, Bücher, CD-ROM, CD und DVD zur Ausleihe an. Außerdem stehen sieben Ortsteilbüchereien zur Verfügung.
Das Haus Höhwäldchen ist eines von drei Altersheimen auf Gemeindegebiet. Es steht bei Wilnsdorf in Richtung Dielfen, wurde 2001 eröffnet und bietet 69 Menschen Platz und Pflege. Unterhalten wird es von der Diakonie Siegen. Das größere Altersheim Haus an der Weiß in Niederdielfen wurde 1991 in privater Trägerschaft erbaut und bietet 83 Menschen Unterkunft. Das dritte Heim Haus Sonne befindet sich in Obersdorf-Rödgen.
Die Gemeinde Wilnsdorf hat 14 Kindergärten, jeweils 2 in Wilnsdorf, Wilgersdorf und Rudersdorf. 5 sind in DRK-, 5 in katholischer und 4 in evangelischer Trägerschaft.

### Bildung

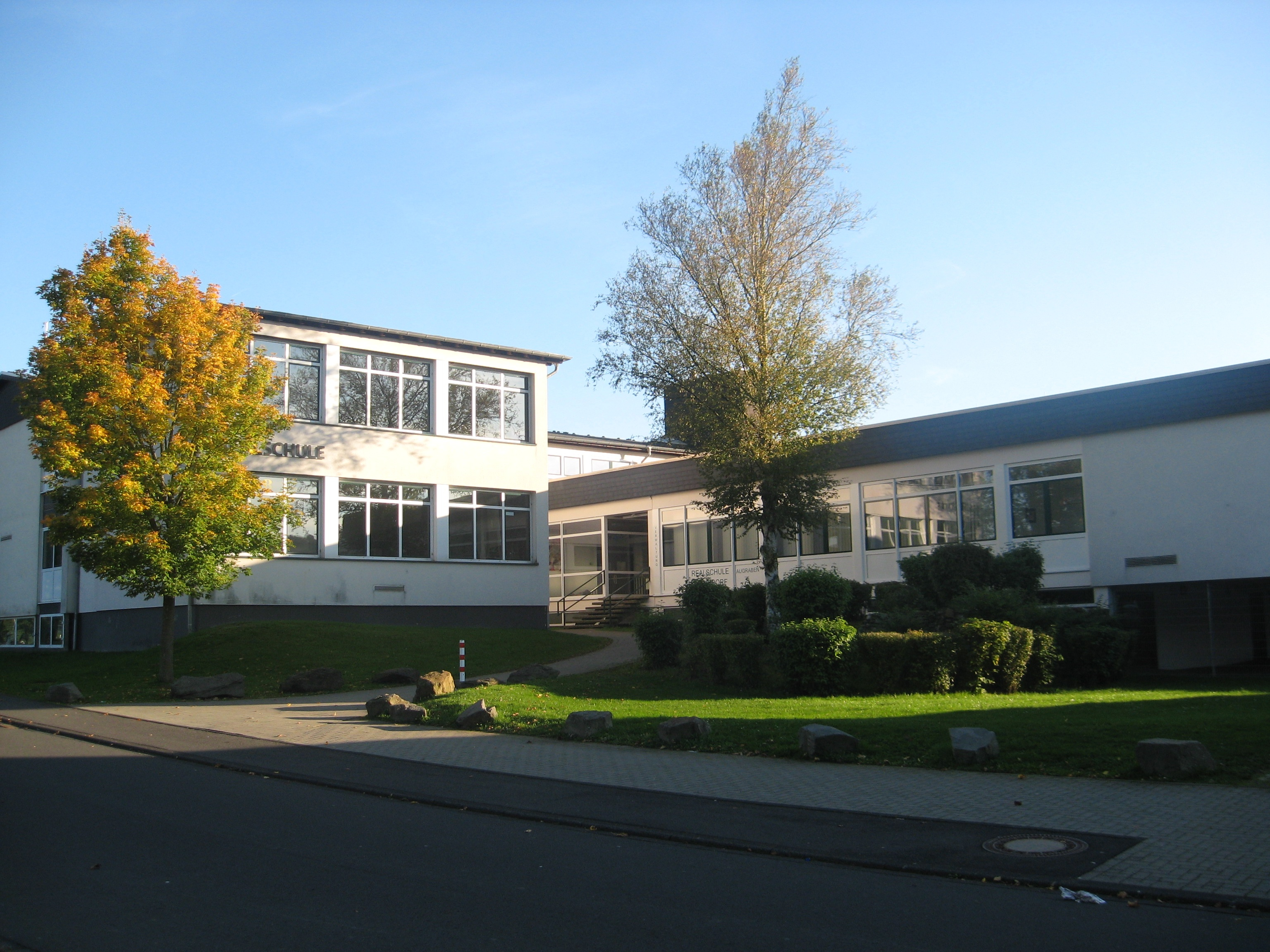
Realschule Wilnsdorf in Niederdielfen

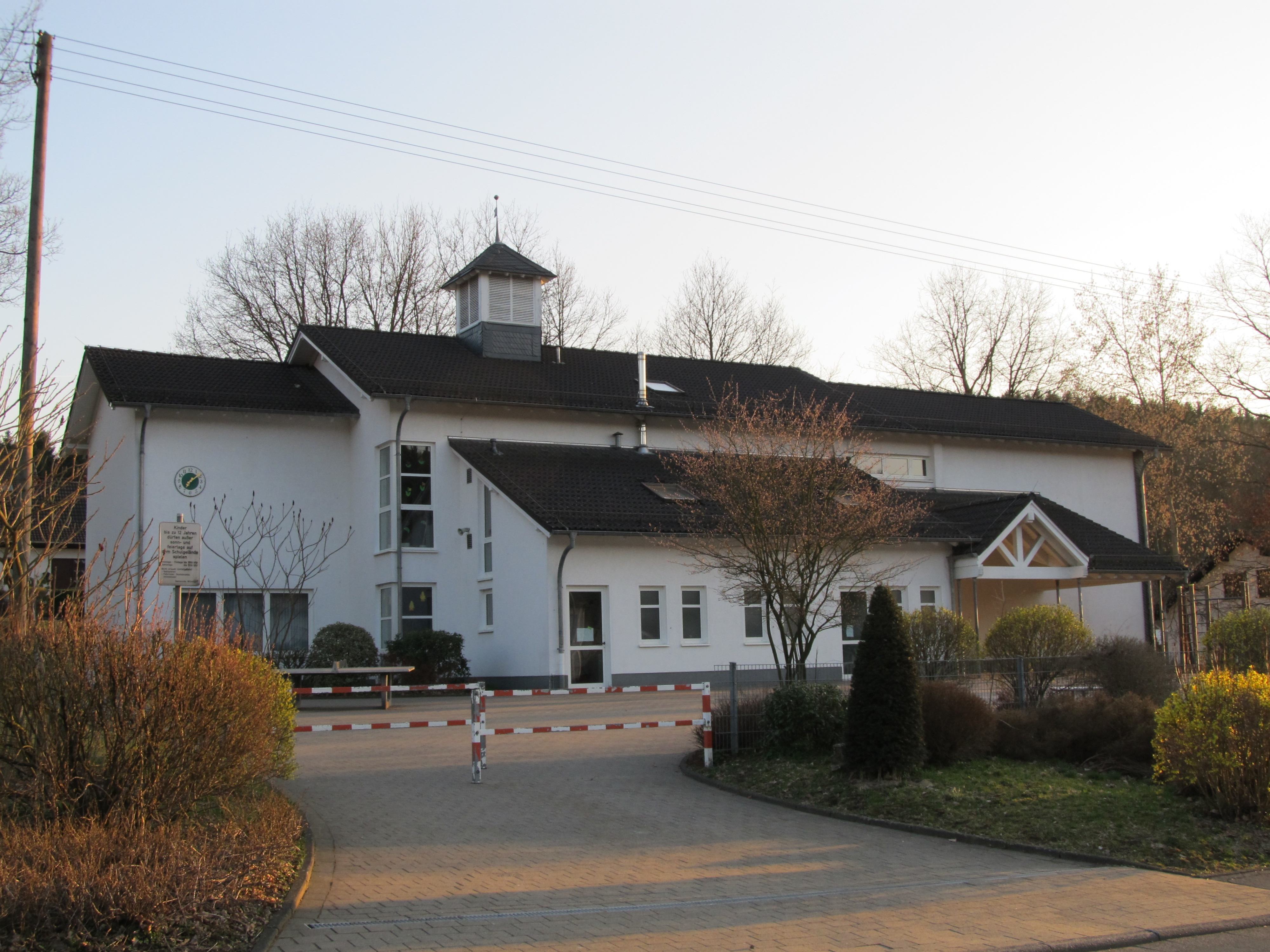
Grundschule in Wilden

Im Jahr 1542 wurde erstmals ein Schulmeister in Wilnsdorf erwähnt. Noch war es eine rein kirchliche Schule mit ausschließlich christlichen Themen. 1694 wurde eine Kirchspielschule genannt. Die alte Schule wurde 1852 abgebrochen und durch einen Neubau ersetzt. Die nun evangelische Schule wurde am 25. November 1853 eingeweiht, wurde aber bald zu klein. Am 24. August 1900 wurde ein Grundstück gekauft, auf dem ein Neubau errichtet und am 3. Dezember 1903 eingeweiht wurde. Die katholischen Kinder wurden seit dem Neubau der evangelischen Schule 1853 im Zollamtsgebäude unterrichtet. In den 1890ern begannen Verhandlungen über einen Neubau einer Schule, da das Zimmer im Zollhaus den Anforderungen nicht genügte. Im Jahr 1902 konnte ein Grundstück gekauft werden, das jedoch erst ein paar Jahre später bebaut wurde. Am 1. Dezember 1908 wurde die neue Schule bezogen. Bereits in den 1920er-Jahren war auch diese Schule zu klein, nachdem die Schülerzahl auf 143 im Jahr 1920 gestiegen war und ein Neu- und Anbau nötig wurde, der 1928 fertig gestellt war. Am 18. April 1939 wurde aus der dreiklassigen katholischen und der zweiklassigen evangelischen Schule eine Gemeinschaftsschule gebildet. Unter den Kriegsgeschehnissen litt der Schulbetrieb, bis er im November 1944 schließlich ganz eingestellt werden musste. Bis März 1945 wurde noch sporadisch unterrichtet, erst ab dem 27. August des Jahres wurde der vollständige Schulbetrieb wieder aufgenommen. Im Jahre 1947 wurde die Gemeinschaftsschule aufgehoben und die konfessionelle Trennung wieder eingeführt.
In den Jahren 1972/73 erfolgte der Bau der neuen Hauptschule am Hoheroth in Wilnsdorf, da der Platz in den vorhandenen Gebäuden nach der Schulreform im Jahre 1968 nicht mehr ausreichte. Bereits 1974 musste der Bau erweitert werden, da die Schülerzahlen rasant anwuchsen und die gegründete Realschule ebenfalls Platz brauchte. Das Problem löste sich bereits drei Jahre später mit einem Neubau. Anfang der 1990er zog die Hauptschule um und machte Platz für das neu gegründete Gymnasium. Seitdem befindet sich die Hauptschule in einem Neubau im Wilnsdorfer Ortsteil Rudersdorf.
Am 1. September 1974 wurde die Wilnsdorfer Realschule im ehemaligen Hauptschulgebäude auf der Hohen Roth in Wilnsdorf gegründet. Sie zog 1977 in den Neubau in der Nachbarschaft um. Bereits 1982 wurde ein Erweiterungsbau bezogen. Die Realschule zog im Schuljahr 1992/93 in das umgebaute und mit Anbauten versehene alte Hauptschulgebäude in Niederdielfen. Im Jahr 2009 wurde eine Mensa gebaut und eingeweiht. Heute hat die Realschule Wilnsdorf etwa 540 Schüler und 26 Lehrer. Neben einer Turnhalle stehen die Mehrzweckhalle mit dem Namen Adolf-Sänger-Halle und ein Sportplatz in der Nähe zur Verfügung.
Das 1990 gegründete Gymnasium in Wilnsdorf hat rund 1000 Schülerinnen und Schüler und etwa 70 Lehrkräfte.
Die Ortsteile Anzhausen, Niederdielfen, Obersdorf, Rudersdorf, Wilden, Wilgersdorf und Wilnsdorf haben eigene Grundschulen. Niederdielfen, Obersdorf, Wilnsdorf und Wilden bilden einen Schulverband. In Rudersdorf befindet sich eine Freie Christliche Grundschule mit 241 Schülerinnen und Schülern im Jahr 2009.
Am 9. Februar 2012 richtete die Gemeinde Wilnsdorf eine Informationsveranstaltung zur Lage und Zukunft der Wilnsdorfer Grundschullandschaft aus. Durch die sinkenden Schülerzahlen können zum Schuljahr 2012/2013 nur sechs Lehrer für sieben Grundschulstandorte bereitgestellt werden. Über die mögliche Schließung verschiedener Grundschulstandorte wurde informiert. Am 16. Februar demonstrierten mehrere hundert Eltern und Schüler vor dem Wilnsdorfer Rathaus gegen die Schließung und für den Erhalt aller Grundschulen. Sie übergaben Bürgermeisterin Schuppler eine Liste mit fast 4000 Unterschriften aus den Ortsteilen Anzhausen, Obersdorf und Wilden, die am ehesten von den Schließungen bedroht waren. Am 1. März stimmten CDU und FDP im Rat der Bildung aller sieben Eingangsklassen zu und sprachen sich für den Erhalt aller Standorte aus. Im Namen von Bürgermeisterin Schuppler wurde eine Resolution an Ministerpräsidentin Hannelore Kraft geschrieben.
Am 15. Dezember 2011 beschloss der Rat der Gemeinde Wilnsdorf die Errichtung einer Sekundarschule für die Gemeinde Wilnsdorf. Standort der Schule sollte ab dem Schuljahr 2012/2013 das Gebäude der Hauptschule in Rudersdorf sein, ab 2015/2016 die Realschule in Niederdielfen als Teilstandort für die Schuljahre 8–10. Langfristig sollte die Schule jedoch in einem Standort unterkommen. Im Januar wurde der momentane Schulleiter der Realschule, Wolfgang Kuhn, als kommissarischer Schulleiter der neuen Schule ernannt. Am 2. Februar wurde die Schule vom Schulministerium genehmigt. Am 28. Februar 2012 verkündete die Gemeindeverwaltung, dass zum Schuljahr 2012/2013 keine Sekundarschule gebildet werden konnte, da die erforderliche Zahl der Anmeldungen von 75 nicht erreicht wurden. Lediglich 70 Anmeldungen wurden entgegengenommen.

## Persönlichkeiten

### Ehrenbürger
Am 4. November 2004 wurde Karl Schmidt (* 1937) aufgrund seiner Leistungen als Gemeindedirektor und Bürgermeister in der Gemeinde zum ersten Ehrenbürger der Gemeinde Wilnsdorf ernannt.

### Söhne und Töchter der Gemeinde
- Paul Stenger (1865–1940), Sanitätsoffizier, HNO-Arzt und Hochschullehrer, Rödgen
- Karl Jung-Dörfler (1879–1927), Kunstmaler, Obersdorf
- Adolf Saenger (1884–1961), Maler und Bildhauer, Niederdielfen
- Friedrich Wilhelm Müller (1897–1952), Politiker (NSDAP), Obersdorf
- Wilhelm Schmidt (1898–1965), Dichter, Obersdorf
- Artur Reichmann (1902–1930), Langstreckenläufer und Deutscher Marathonmeister, Wilden
- Wilhelm 'Willi' Albert Kettner (1913–1990), Kommunalpolitiker (CDU) und Landrat des Kreises Siegen, Rudersdorf
- Franz Fabian (1926–1986), hessischer Politiker (SPD), Wilden
- Karl Schmidt (* 1937), Politiker (CDU), Wilden
- Gerhard Neuser (1938–1993), früherer Fußballspieler der Sportfreunde Siegen und des FC Schalke 04, Wilgersdorf
- Manfred Zabel (* 1938), Sozialethiker und theologischer Anthropologe, Professor an der Universität Siegen, Niederdielfen
- Herbert Landau (* 1948), Richter a. D. des Bundesverfassungsgerichts, Wilgersdorf
- Reinhold Mathes (* 1949), Fußballspieler, Wilgersdorf
- Helmut Jost (* 1957), Sänger, Musiker, Komponist und Musikproduzent
- Dietmar Ley (* 1963), Vorstandsvorsitzender Basler AG, Niederdielfen
- Thomas Gräbener (* 1965), Fußballspieler, Wilgersdorf
- Michael Schlickau (* 1969), Radrennfahrer
- Dirk Bingener (1972; aufgewachsen in Niederdielfen), römisch-katholischer Priester und Präsident von missio Aachen sowie Präsident des Kindermissionswerks „Die Sternsinger“

### Weitere Persönlichkeiten
Folgende Persönlichkeiten stammen nicht aus Wilnsdorf, haben aber in der Gemeinde gewirkt:
- Karl Roth (1902–1980), Politiker, Landrat und Unternehmer
- Karl Klein (1912–2009), Professor für katholische Theologie an der Universität Siegen
- Dieter Geropp (* 1932), ordentlicher Professor für Strömungstechnik in Siegen, lebte in Wilnsdorf[128]
- Roger Blachnik (* 1936), Chemiker, Professor an der Universität Osnabrück, Niederdielfen
- Reinhard Krückemeyer (1938–2007), deutscher Boxsportler und Unternehmer
- Dieter Jung (* 1941), Holographiekünstler, Professor für Medien in Köln, aufgewachsen in Oberdielfen
- Helga Daub (* 1942), Politikerin (FDP), MdB
- John Snedden (* 1942), schottischer Fußballspieler/-trainer, Wilnsdorf
- Ingo Broer (* 1943), Theologe und Exeget, Professor an der Universität Siegen, Niederdielfen
- Rainer Schark (* 1944), Mathematiker und Zahlentheoretiker, Professor an der Universität Siegen, Niederdielfen
- Ghazi Abdel-Qadir (* 1948), Jugendbuchautor
- Jan Vering (1954–2021), Gospelsänger, Zeitungsredakteur und Dramaturg am Apollo-Theater in Siegen
- Otmar Loffeld (1955–2022), deutscher Ingenieurwissenschaftler in Wilnsdorf-Rudersdorf
- Ruthild Wilson (* 1961), Sängerin sowie Komponistin und Autorin
- Silvia Neid (* 1964), Fußballspielerin und Trainerin
- Sabrina Mockenhaupt-Gregor (* 1980), Leichtathletin, Wilgersdorf/Obersdorf
- Alexandra Scheld (* 1981), Tischtennisspielerin, Dielfen
- Florian Kringe (* 1982), Fußballspieler, Gernsdorf/Rudersdorf
- Zana Ramadani (* 1984), Politikerin (CDU), Autorin und ehemalige Aktivistin von Femen, Wilnsdorf-Wilden